# Nowy Jork
Nowy Jork (ang. City of New York, również New York, New York City) – miasto w Stanach Zjednoczonych o największej liczbie mieszkańców, a zarazem centrum jednej z najludniejszych aglomeracji na świecie.
Nowy Jork wywiera znaczący wpływ na światowy biznes, finanse, media, sztukę, modę, badania naukowe, technologię, edukację oraz rozrywkę. Będąc między innymi siedzibą Organizacji Narodów Zjednoczonych, stanowi ważne centrum spraw międzynarodowych i jest powszechnie uważany za kulturalną stolicę świata. Położony jest na wybrzeżu Atlantyku, w północno-wschodniej części Stanów Zjednoczonych i składa się z pięciu okręgów będących oddzielnymi hrabstwami (boroughs): Bronksu, Brooklynu, Manhattanu, Queens i Staten Island.
Za sprawą populacji, której liczebność wynosi ponad 8,3 mln (2022), zamieszkującej 780 km², Nowy Jork jest najgęściej zaludnionym miastem na terenie Stanów Zjednoczonych. Jest również najbardziej zróżnicowanym językowo miastem na świecie. Na jego obszarze mówi się w ponad 800 językach. Zaludnienie obszaru metropolitalnego Nowy Jork wynosiło w 2010 roku, w zależności od sposobu wytyczenia jego granic, od 18,9 do 23,1 miliona, dzięki czemu stanowi najludniejszy obszar w Stanach Zjednoczonych. Nowy Jork jest najczęściej wyszukiwanym miejscem na świecie za pośrednictwem Google; statystyki z września 2011 roku mówiły, że łączna liczba wyszukań dla hasła „Nowy Jork” wyniosła 4,6 miliarda.
Historyczne korzenie Nowego Jorku sięgają roku 1624, kiedy miasto zostało założone jako faktoria handlowa przez holenderskich kolonistów; w 1626 roku nadali oni mu nazwę Nowego Amsterdamu. W 1664 roku kontrolę nad miastem, a także otaczającymi je terenami, przejęli Anglicy. Po tym, jak król angielski Karol II Stuart przekazał te ziemie swojemu bratu, Jakubowi II – księciu Yorku, nazwę Nowy Amsterdam zmieniono na Nowy Jork. W latach 1785–1790 Nowy Jork był stolicą Stanów Zjednoczonych. Począwszy od 1790 roku Nowy Jork pozostaje największym amerykańskim miastem.
Wiele miejsc w Nowym Jorku jest atrakcyjnych dla turystów. Odwiedza je ponad 60 milionów osób rocznie. Times Square, określany mianem „Skrzyżowania Świata” – jasno rozświetlony punkt centralny teatru broadwayowskiego, jest jednym z najruchliwszych przejść dla pieszych na świecie, a zarazem centrum światowego przemysłu muzycznego. Prestiżowa Carnegie Hall oraz Metropolitan Opera czynią miasto także jednym z największych ośrodków muzyki klasycznej w ogóle. W mieście znajduje się kilka światowej sławy mostów, wieżowców oraz parków. Finansowa dzielnica Nowego Jorku, na czele z Wall Street w Lower Manhattan, pełni funkcję finansowej stolicy świata i siedziby New York Stock Exchange – największej na świecie giełdy papierów wartościowych pod względem kapitalizacji notowanych na niej spółek. Rynek nieruchomości na nowojorskim Manhattanie znajduje się w czołówce najdroższych rynków świata. Zlokalizowane na Manhattanie Chinatown ma najwyższy współczynnik koncentracji ludności chińskiej na półkuli zachodniej. W przeciwieństwie do większości innych systemów metra na świecie New York City Subway kursuje całą dobę, we wszystkie dni tygodnia. W Nowym Jorku działają liczne uniwersytety i college’e, włączając w to prestiżowe Columbia University, New York University oraz Rockefeller University, które należą do stu najlepszych uczelni na świecie. Nowy Jork to również wielkie centrum muzealnictwa i sportu. Rozgrywany co roku w mieście tenisowy turniej US Open jest jednym z czterech najważniejszych turniejów dyscypliny wchodzących w skład Wielkiego Szlema.

## Historia

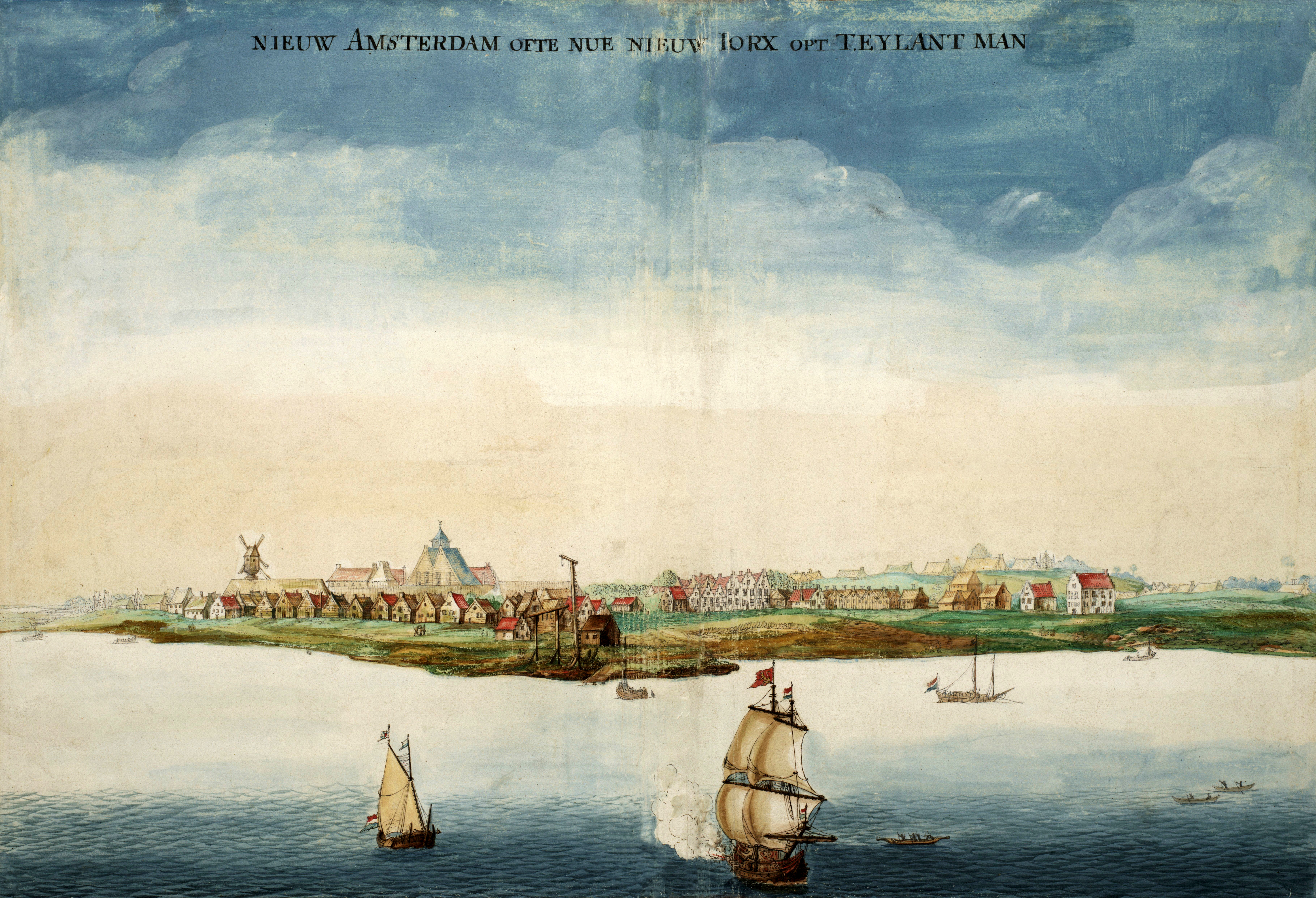
Nowy Amsterdam w 1664 roku, w którym kontrolę nad tym obszarem przejęła Anglia, przemianowując go na Nowy Jork

Dawniej obszar współczesnego Nowego Jorku zamieszkiwany był przez indiańskie plemię Delawarów. Został odkryty w 1524 roku przez Europejczyków, na których czele stał Giovanni da Verrazzano, będący na usługach francuskiego dworu królewskiego. Verrazzano nadał odkrytym ziemiom nieoficjalną nazwę Nouvelle Angoulême (Nowe Angoulême).
Zasiedlanie regionu przez Europejczyków rozpoczęło się po tym, gdy w 1609 roku zbadał go Henry Hudson szukając dla Holenderskiej Kompanii Wschodnioindyjskiej na statku Półksiężyc (Halve Maen) nowej drogi z Europy do Indii. W 1614 roku Holendrzy utworzyli na południowym krańcu dzisiejszego Manhattanu ośrodek handlu futrami bobrów. W konsekwencji obszary te zyskały przydomek New Amsterdam (Nowy Amsterdam). W 1626 roku Peter Minuit wykupił wyspę Manhattan od plemienia Delawarów za dobra o wartości 60 guldenów holenderskich (równowartość około tysiąca dolarów). Jedna z obalonych już legend mówi, że Delawarowie odsprzedali wyspę za szklane paciorki, których wartość szacowano na 24 dolary. W latach 1642–1645 powstał w Nowym Amsterdamie pierwszy murowany zbór kalwiński z polecenia ówczesnego dyrektora Willema Kiefta i była to przez długi czas jedyna świątynia w osadzie, ponieważ katolicy, luteranie, kwakrowie i żydzi mieli zakaz ich budowania.
Pod koniec II wojny angielsko-holenderskiej, w 1664 roku, Holendrzy przejęli kontrolę nad wyspą Run na morzu Banda, w zamian przekazując Anglikom władzę nad Nowym Amsterdamem. Ci z kolei zmienili jego nazwę na New York (Nowy Jork), na cześć Jakuba II Stuarta – księcia Yorku. Wojny pomiędzy plemionami indiańskimi, a także epidemie wywołane przyjazdem Europejczyków dziesiątkowały ludność Delawarów w latach 60. i 70. XVII wieku. W 1700 roku ich populacja wynosiła 5 tys. osób. W 1702 roku liczba mieszkańców Nowego Jorku zmniejszyła się o 10% w wyniku żółtej febry. Od tego czasu, w okresie 1702–1800, miasto nawiedziło co najmniej siedem wielkich epidemii żółtej febry.
Pod rządami Anglików wzrosło znaczenie Nowego Jorku jako portu handlowego.
W 1735 roku w mieście odbył się proces sądowy Johna Petera Zengera, istotny dla rozwoju wolności prasy w Stanach Zjednoczonych. Sprawa ta pomogła ponadto stworzyć podwaliny zasad i zakresu odpowiedzialności mediów i rządu w funkcjonowaniu demokracji. W 1754 roku, na mocy królewskiego aktu fundacyjnego wydanego przez Jerzego II Hanowerskiego, założony został Columbia University, działający wówczas jako King’s College.
19 października 1765 roku w Nowym Jorku, z inicjatywy Synów Wolności, odbył się kongres w sprawie ustawy o pieczęciach – zgromadzenie przedstawicieli trzynastu kolonii, które dało początek Kongresowi Kontynentalnemu. Kongres w sprawie ustawy o pieczęciach zaowocował przyjęciem Deklaracji praw i zażaleń, która stanowiła pierwsze pismo reprezentujące naród amerykański. Zawierała ona wiele praw i skarg wyrażonych później w Deklaracji niepodległości Stanów Zjednoczonych, łącznie z prawem do własnej reprezentacji w kongresie brytyjskim.

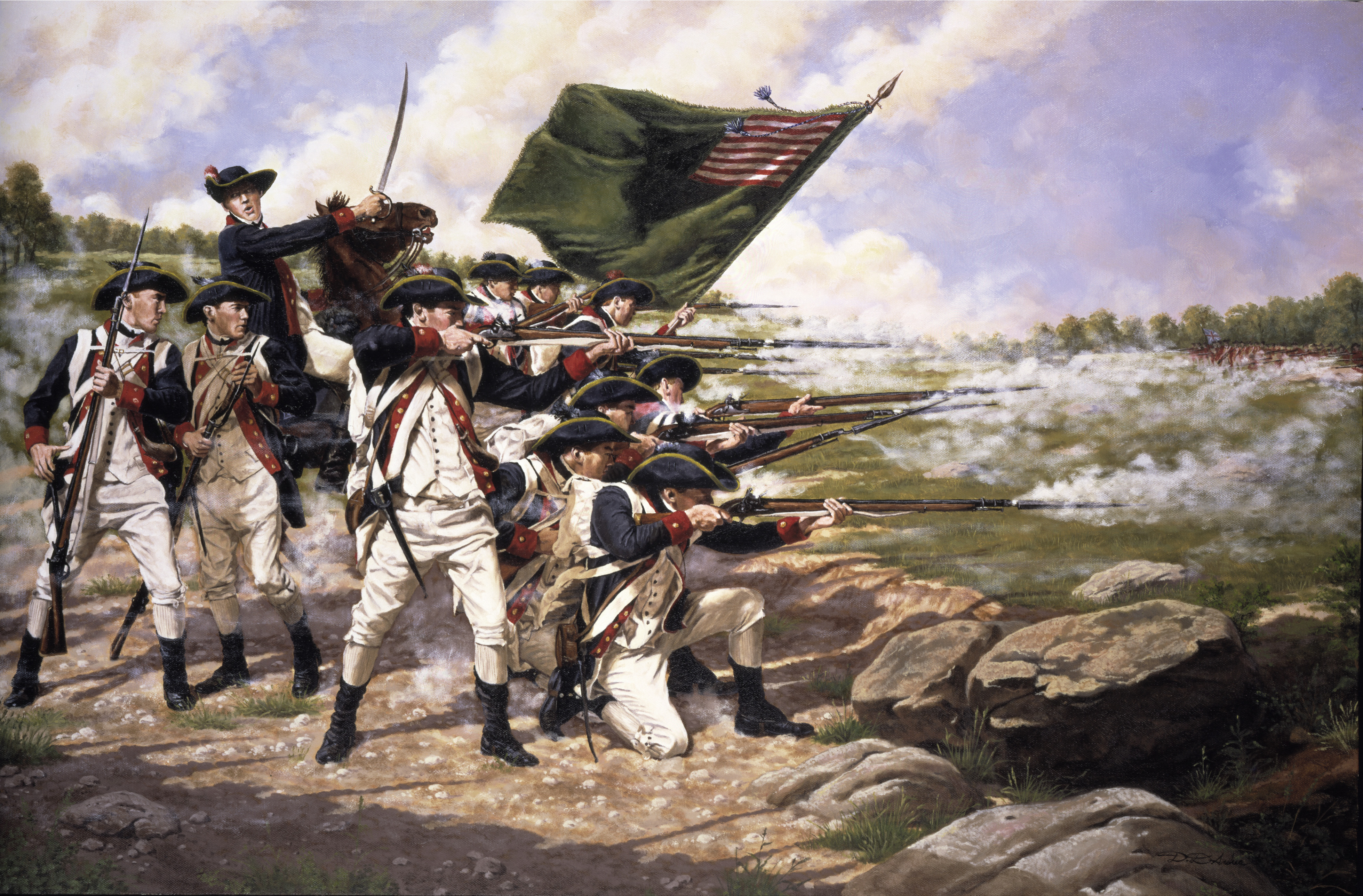
Bitwa na Long Island – największe starcie rewolucji amerykańskiej, rozegrała się w Brooklynie, w 1776 roku

Pierwsza wielka bitwa rewolucji amerykańskiej, a zarazem największa potyczka wojny o niepodległość Stanów Zjednoczonych – bitwa na Long Island, miała miejsce w Nowym Jorku w sierpniu 1776 roku. Zwycięstwo Brytyjczyków sprawiło, że utworzyli w Nowym Jorku swoją militarną i polityczną bazę dla operacji wojennych w Ameryce Północnej. Kontrolowane przez nich miasto stało się schronieniem dla lojalistów popierających utrzymanie kontroli brytyjskiej nad koloniami. Jednocześnie generał George Washington utworzył w Nowym Jorku centrum sieci wywiadowczej. Na mocy pokoju wersalskiego ostatni ślad po rządach brytyjskich w byłych dwunastu koloniach – oddział armii stacjonujący w Nowym Jorku, opuścił Stany Zjednoczone w 1783 roku. Wydarzenie to, określane mianem Dnia Ewakuacji, było celebrowane przez kilka kolejnych dni.
Krótko po zakończeniu wojny, w 1785 roku, Kongres Konfederacji ustanowił Nowy Jork stolicą Stanów Zjednoczonych. Nowy Jork był stolicą do 1790 roku, kiedy funkcję tę przejął na stałe Waszyngton. Była to ostatnia stolica państwa z obowiązującymi artykułami konfederacji i wieczystej unii, i zarazem pierwsza stolica, gdy weszła w życie Konstytucja Stanów Zjednoczonych. W 1789 roku George Washington został zaprzysiężony na stanowisko pierwszego w historii Prezydenta Stanów Zjednoczonych; po raz pierwszy do życia powołano również Kongres Stanów Zjednoczonych oraz Sąd Najwyższy Stanów Zjednoczonych; zaprezentowano ponadto Bill of Rights – wszystkie te wydarzenia miały miejsce w Federal Hall na Wall Street. W 1790 roku Nowy Jork prześcignął Filadelfię i stał się największym miastem w Stanach Zjednoczonych.
W XIX wieku dynamiczny rozwój oraz napływ imigrantów powodowały silne przekształcenia w strukturze Nowego Jorku. Wizjonerska propozycja, zwana planem komisarzy z 1811 roku, rozszerzyła miejską siatkę uliczną, obejmując cały Manhattan, zaś otwarcie kanału Erie w 1819 roku połączyło port na Atlantyku z wielkimi rynkami rolnymi na północy Stanów Zjednoczonych. Lokalna polityka była wówczas zdominowana przez Tammany Hall – maszynę polityczną wspieraną przez irlandzkich imigrantów. W latach 30. i 40. XIX wieku w Nowym Jorku mieszkali wybitni twórcy amerykańskiej literatury, w tym m.in.: William Cullen Bryant, Washington Irving, Herman Melville, Rufus Wilmot Griswold, John Keese, Nathaniel Parker Willis, a także Edgar Allan Poe. Z inicjatywy członków starych rodów arystokratycznych w 1857 roku utworzony został Central Park – pierwszy park krajobrazowy na terenie amerykańskiego miasta. Niewolnictwo w Nowym Jorku występowało do 1827 roku, jednak w latach 30. XIX wieku miasto stało się centrum międzyrasowej działalności abolicjonistów na Północy, dlatego też Manhattan i Brooklyn były zamieszkiwane przez znaczącą, jak na owe czasy, liczbę wolnej czarnoskórej ludności. W 1840 roku czarnoskóra populacja Nowego Jorku wynosiła ponad 16 tysięcy osób. Wybuch wielkiego głodu w Irlandii wywarł duży wpływ na napływ ludności irlandzkiej do Nowego Jorku – w 1860 roku jeden na czterech mieszkańców miasta (ponad 200 tysięcy) urodził się w Irlandii.

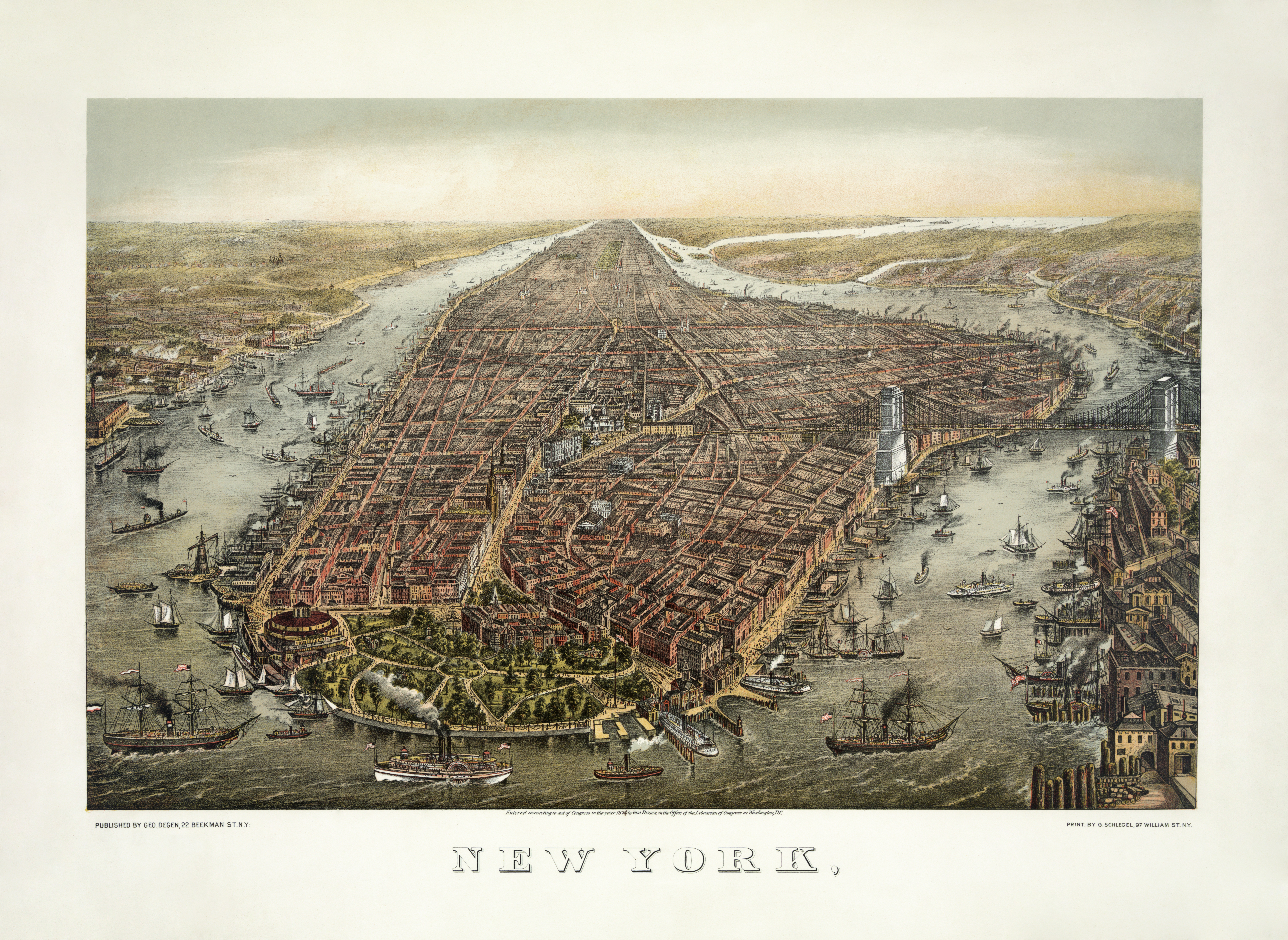
Widok z lotu ptaka na Manhattan i Nowy Jork, uwieczniony na obrazie z 1873 roku

Przymusowy pobór do wojska, ogłoszony w ramach wojny secesyjnej, doprowadził w 1863 roku do wielkich rozruchów w Nowym Jorku, które obecnie uznaje się za jeden z najgorszych incydentów wywodzących się z niepokojów społecznych w amerykańskiej historii.
W 1898 roku rozpoczęło się kształtowanie nowoczesnego Nowego Jorku poprzez konsolidację Brooklynu (dotychczas niezależnego miasta), hrabstwa Nowy Jork (które wówczas zawierało część obszaru Bronksu), hrabstwa Richmond, a także zachodnich obszarów hrabstwa Queens. Otwarcie pierwszej linii metra w 1904 roku pomogło zintegrować poszczególne części Nowego Jorku w jedną całość. W pierwszej połowie XX wieku miasto stało się światowym centrum przemysłu, handlu i komunikacji. Z rozwojem wiązały się jednak liczne problemy, takie jak chociażby katastrofa parowca General Slocum w 1911 roku, w wyniku której śmierć poniosło 1021 pasażerów. Wydarzenie to uważane jest za największą katastrofę w historii Nowego Jorku do czasu zamachów na World Trade Center z 11 września 2001.

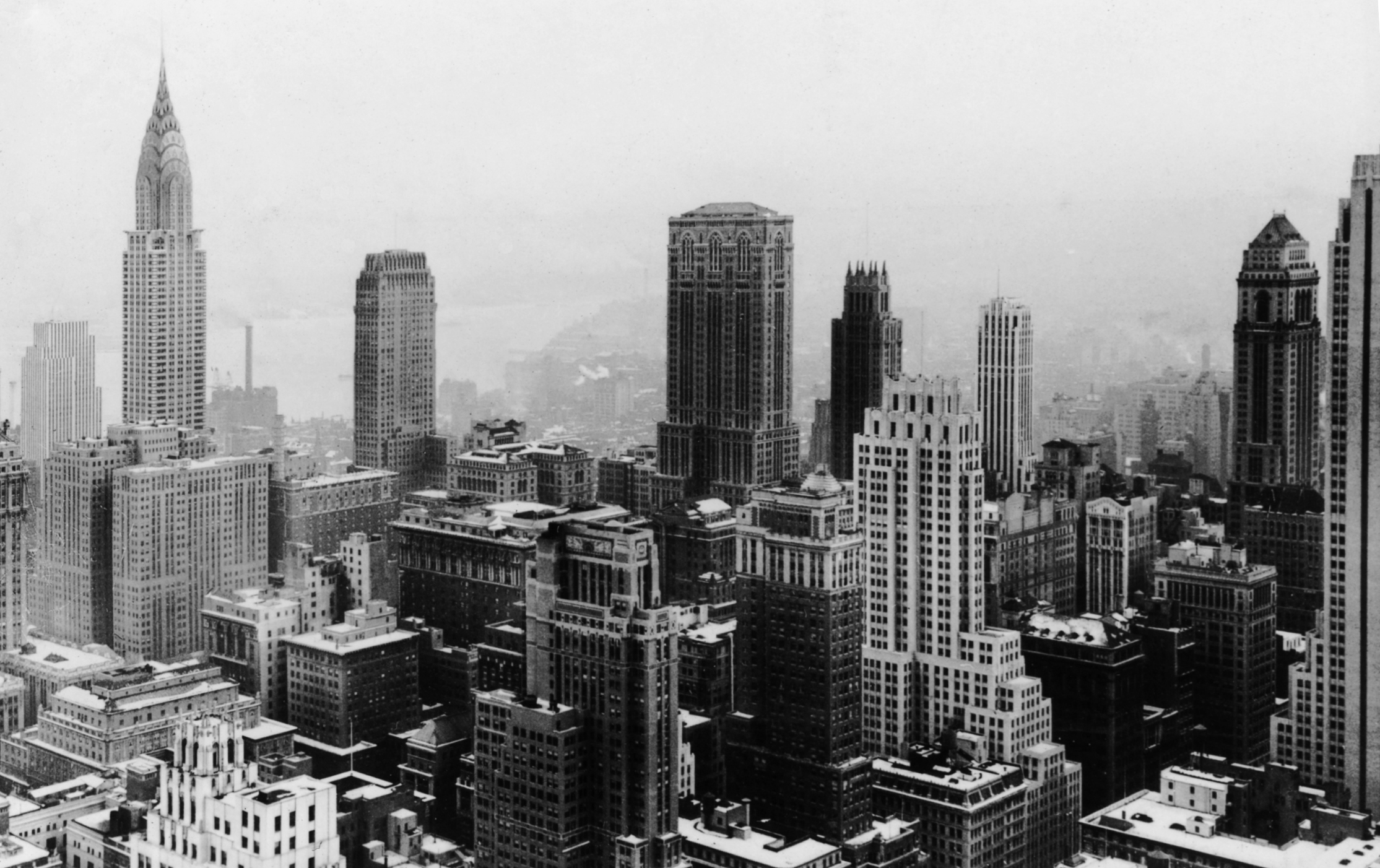
Midtown Manhattan widziany z Rockefeller Center w 1932 roku

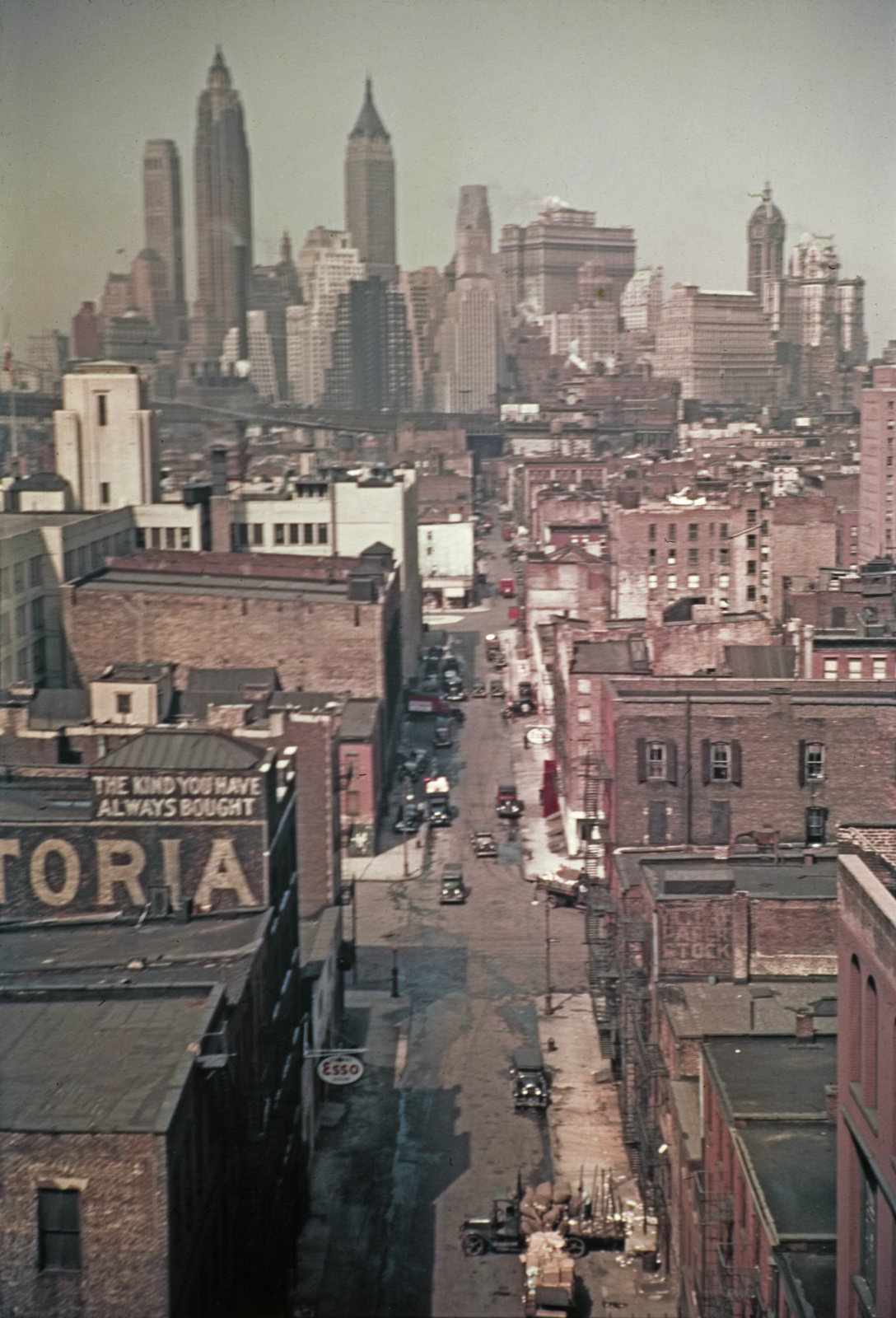
Manhattan w 1938 roku

Ogromny pożar, jaki opanował fabrykę odzieży Triangle Shirtwaist, kosztował życie 146 pracowników obiektu i przyczynił się do rozwoju związku zawodowego International Ladies' Garment Workers' Union. Katastrofa skutkowała ponadto zaostrzeniem standardów bezpieczeństwa w fabrykach i ośrodkach przemysłowych w Stanach Zjednoczonych.
W latach 20. XX wieku Nowy Jork był głównym celem podróży Afroamerykanów podczas Wielkiej Migracji z południowych obszarów Stanów Zjednoczonych. W 1916 roku Nowy Jork stał się największym miejskim skupiskiem czarnoskórej ludności w Ameryce Północnej. W erze prohibicji nastąpił rozkwit Renesansu Harlemu, który pokrył się z boomem gospodarczym, widocznym w panoramie miasta – zmienianej przez konstrukcję nowych drapaczy chmur.
Na początku lat 20. XX wieku Nowy Jork stał się najbardziej zaludnionym miastem na świecie, wyprzedzając Londyn. Jednocześnie na początku lat 30. tego samego wieku liczba mieszkańców obszaru metropolitalnego Nowy Jork przekroczyła 10 milionów, czyniąc z Nowego Jorku pierwsze megamiasto w historii ludzkości. W trudnych latach wielkiego kryzysu na burmistrza Nowego Jorku wybrany został reformator Fiorello La Guardia; w tym samym okresie, po ośmiu latach dominacji politycznej, nastąpił upadek Tammany Hall.

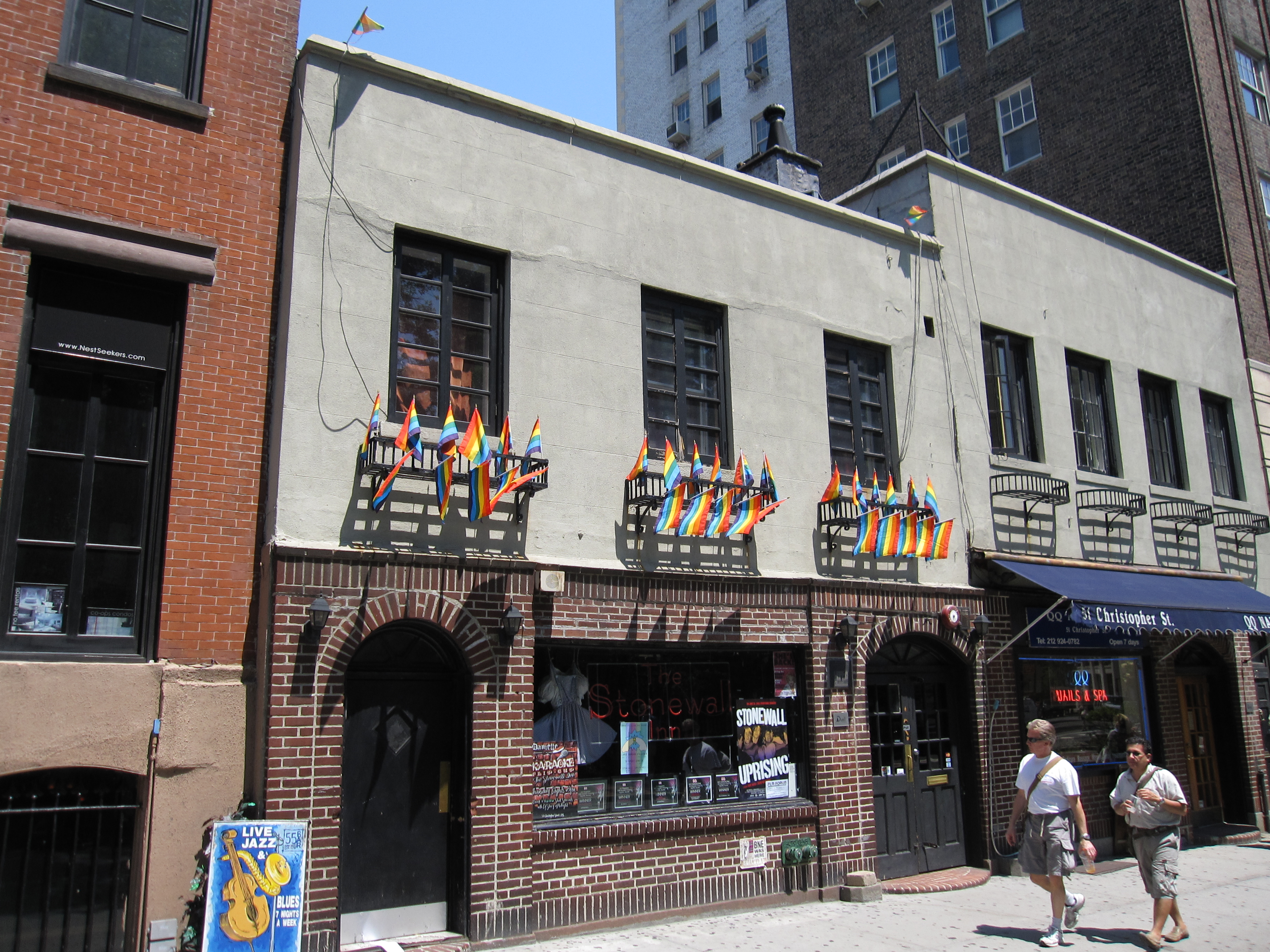
Stonewall Inn w Greenwich Village został wyróżniony jako Narodowy Pomnik Historyczny, jako miejsce wybuchu zamieszek na tle dyskryminacji mniejszości seksualnych w 1969 roku

Powracający z II wojny światowej weterani wytworzyli powojenny boom gospodarczy, a także przyczynili się do rozwoju rynku mieszkaniowego we wschodnim Queens. Nowy Jork wyszedł z wojny bez żadnych strat, za to z pozycją czołowego miasta świata, na czele z Wall Street – czyniącą Stany Zjednoczone największą potęgą gospodarczą globu. Polityczne wpływy Nowego Jorku potwierdziło w 1950 roku oddanie do użytku Siedziby Głównej ONZ, zaś narodziny ekspresjonizmu abstrakcyjnego sprawiły, że Nowy Jork zastąpił Paryż na miejscu światowego centrum sztuki.

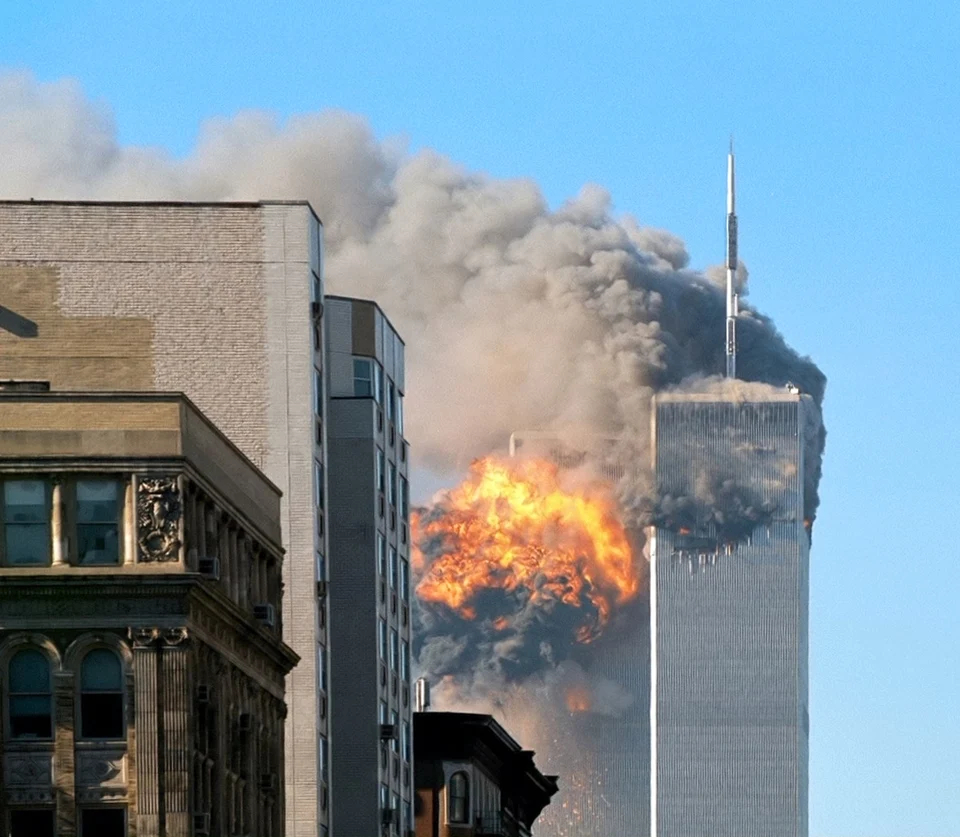
Samolot linii United Airlines, lot 175, uderza w południową wieżę kompleksu World Trade Center 11 września 2001 roku

W latach 60. XX wieku Nowy Jork zaczął borykać się z problemami gospodarczymi oraz coraz wyższymi wskaźnikami przestępczości. Podczas gdy odrodzenie branży finansowej w latach 80. w znaczny sposób poprawiło sytuację gospodarczą w mieście, przestępczość w Nowym Jorku nieprzerwanie rosła przez kolejną dekadę. W latach 90. wskaźniki przestępczości zaczęły gwałtownie spadać w związku ze zwiększeniem liczby patroli policyjnych, a także gentryfikacją. Na terenie miasta tworzyły się nowe sektory, takie jak Silicon Alley, które napędzały lokalną gospodarkę. W tym samym okresie populacja Nowego Jorku osiągnęła rekordową liczbę w powszechnym spisie ludności z 2000 roku.
11 września 2001 roku miało miejsce najtragiczniejsze wydarzenie w historii Nowego Jorku – w wyniku zamachu terrorystycznego dwa porwane przez Al-Kaidę samoloty uderzyły w siostrzane wieże World Trade Center, powodując ich zniszczenie oraz śmierć około 3 tysięcy osób. Ataki doprowadziły do tymczasowego exodusu biznesu z Lower Manhattan do Midtown Manhattan, Jersey City oraz Brooklynu; wiele stacji telewizyjnych zmieniło również położenie swoich anten nadawczych. Zamach przyczynił się do masowych działań na rzecz zwiększenia bezpieczeństwa w mieście, a także w całym państwie. Obecnie w miejscu oryginalnego kompleksu World Trade Center stoją 1 World Trade Center, World Trade Center Memorial oraz 4 World Trade Center, a 2 wieże biurowe są w budowie; skompletowanie wszystkich struktur planowane jest na rok 2022.

## Geografia

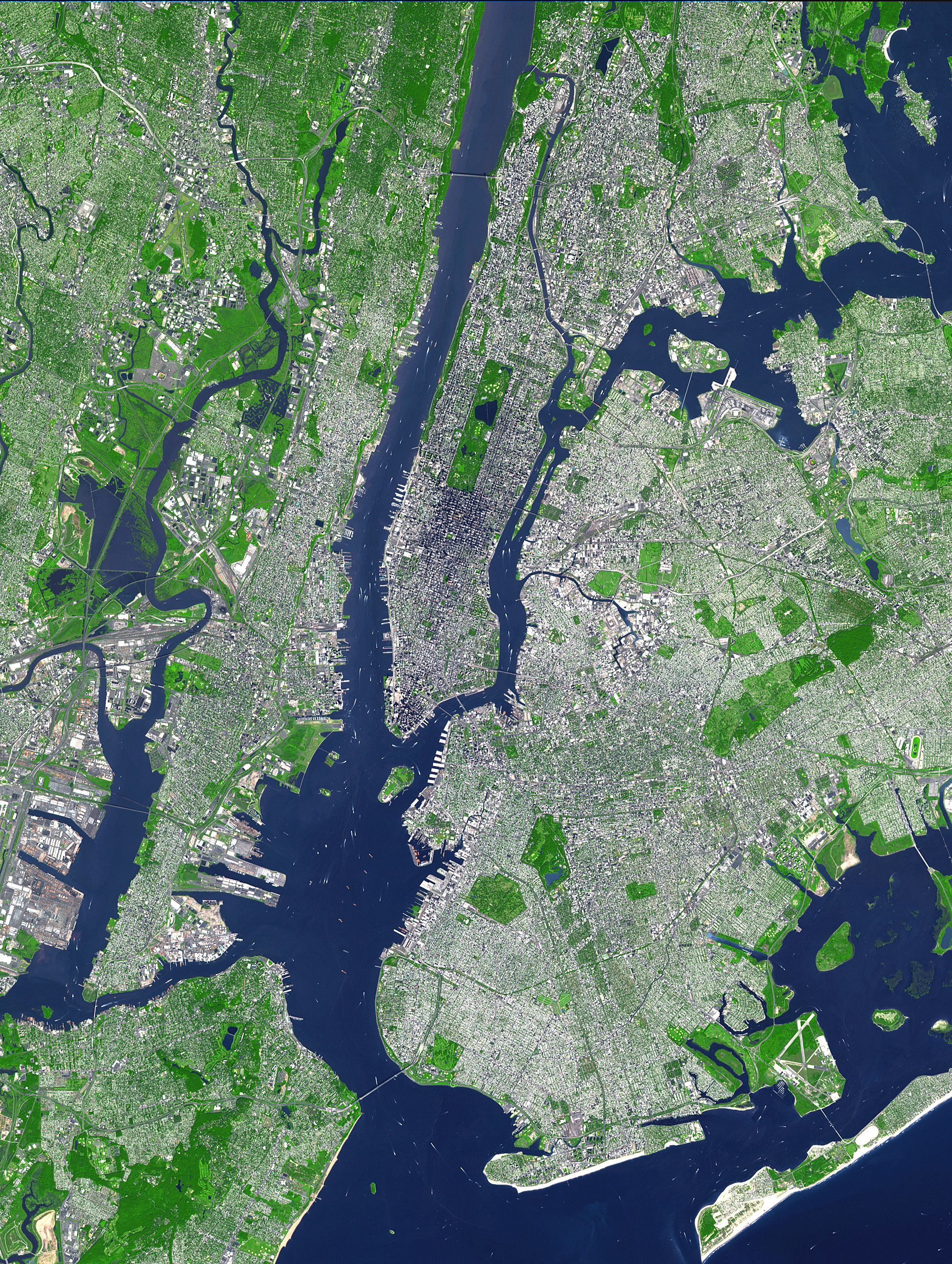
Zdjęcie satelitarne ukazujące „rdzeń” obszaru metropolitalnego Nowego Jorku

Nowy Jork położony jest w północno-wschodniej części Stanów Zjednoczonych, w południowo-wschodnim rejonie stanu Nowy Jork, mniej więcej w połowie drogi pomiędzy Waszyngtonem a Bostonem. Lokalizacja przy ujściu rzeki Hudson do Oceanu Atlantyckiego pomogła w rozwoju miasta jako ważnego punktu handlowego. Nowy Jork w dużej mierze leży na trzech wyspach: Manhattanie, Staten Island i Long Island, co ma znaczący wpływ na wysoką gęstość zaludnienia miasta.
Rzeka Hudson wpływa poprzez dolinę Hudson do Zatoki Nowojorskiej, tworząc pomiędzy Nowym Jorkiem i miastem Troy estuarium. Oddziela ona również Nowy Jork od New Jersey. Cieśnina East River oddziela Bronx i Manhattan od Long Island, z kolei cieśnina Harlem River dzieli Manhattan i Bronx. Przez Bronx i hrabstwo Westchester przepływa rzeka Bronx – jedyna rzeka w Nowym Jorku, która na całej długości zawiera słodką wodę.
Powierzchnia miasta została zmieniona w dużej mierze przez człowieka. Proces rekultywacji terenów wzdłuż nabrzeży był prowadzony już od czasów holenderskich osadników. Te działania są najbardziej widoczne na Dolnym Manhattanie, a zwłaszcza w rejonie Battery Park City – kompleksu zaprojektowanego i utworzonego w latach 1970–1980. Niektóre z naturalnych różnic w wysokościach terenu zostały zniwelowane, zwłaszcza na Manhattanie.
Powierzchnia miasta wynosi w sumie 1213,3 km²; 429,5 km² zajmują wody, zaś 783,8 km² to powierzchnia lądowa. Najwyższym punktem miasta jest Todt Hill na Staten Island, położony 124,9 m n.p.m.

### Klimat
Według klasyfikacji Köppena, w Nowym Jorku panuje klimat kontynentalny wilgotny (Dfa) z przejściowymi wpływami klimatu subtropikalnego wilgotnego (Cfa). Obszar Nowego Jorku znajduje się w strefie mrozoodporności 6b (średnie temp. mrozu: od -17,8 do –20,6 °C, od 0 do –5 °F). W mieście występują średnio 234 dni, w trakcie których świeci słońce. Istnieje również 58% możliwych słonecznych dni w roku, co daje w sumie od 2400 do 2800 godzin słonecznych rocznie.
Na klimat Nowego Jorku wpływają trzy główne typy mas powietrza: (1) zimne, suche masy powietrza polarno-kontynentalnego (w cyrkulacji zimowej również polarno/arktyczno-kontynentalnego) często napływają z północnego i północno-zachodniego wnętrza kontynentu, przynosząc słoneczną pogodę i niskie temperatury zimą, a ulgę od gorąca latem; (2) napływające z południa, szczególnie w cyrkulacji letniej, ciepłe i wilgotne masy powietrza zwrotnikowego-morskiego, będącego pod wpływem ciepłych, podzwrotnikowych wód Atlantyku; oraz (3) masy powietrza polarno-morskiego (chłodne, wilgotne powietrze, napływające z północnego wschodu za przyczyną zimnego Prądu Labradorskiego znad północnego Atlantyku, pod wpływem wyżów z centrum na północ od Nowego Jorku i/lub pod wpływem wędrujących niżów – co stwarza chłodne, wilgotne i pochmurne warunki pogodowe).
Zimy w Nowym Jorku są chłodne i wilgotne, jednakże dzięki sąsiedztwu Oceanu Atlantyckiego oraz pobliskim Appalachom, miasto notuje wyższe temperatury i ich łagodniejsze zmiany, niż położone na tych samych szerokościach geograficznych, lecz na lądzie, inne miasta Ameryki Północnej, takie jak chociażby Cincinnati oraz Indianapolis.
Średnia temperatura w styczniu – najmroźniejszym miesiącu tego obszaru, wynosi 0,1 °C (32,1 °F). Zdarza się jednak, że zimowe temperatury mogą być zarówno tak niskie jak –12 °C (10 °F), jak i tak wysokie jak 10 °C (50 °F). Na temperatury w tym okresie duży wpływ ma zimny Prąd Labradorski, opływający północną część wybrzeża atlantyckiego. Jednocześnie w centrum Nowego Jorku temperatury są nieco wyższe niż na jego obrzeżach. Okresy wiosenne i letnie w Nowym Jorku są dość nieprzewidywalne; mogą wahać się od chłodnych do ciepłych, choć zwykle są łagodne i charakteryzują się niską wilgotnością powietrza. Lato jest zazwyczaj gorące i wilgotne, ze średnią temperaturą w lipcu na poziomie 24,7 °C (76,5 °F). W związku ze zjawiskiem miejskiej wyspy ciepła, nocą w Nowym Jorku często obserwuje się wzrost temperatur do około 32 °C (90 °F) – sytuacja ta ma miejsce średnio w ciągu 18 dni lata. Co 4–6 lat zdarza się również, że temperatura latem, w wyniku tegoż zjawiska przekracza 38 °C (100 °F).
Roczne opady w Nowym Jorku wynoszą 1260 mm i rozkładają się na wszystkie pory roku. Średnia opadów śniegu zimą, w okresie 1971–2000, wyniosła 57 cm, jednak wartość ta zazwyczaj zmienia się z roku na rok. Huragany i burze tropikalne rzadko występują na obszarze Nowego Jorku. Prawdopodobieństwo wystąpienia tych zjawisk pogodowych wzrasta pod koniec sierpnia, wraz z sezonem huraganowym na Atlantyku, którego maksimum przypada na 10 września. W tym okresie, z południa mogą nadciągać pozostałości burz tropikalnych i huraganów, przynosząc ulewne deszcze i niekiedy silne wiatry.
Najbardziej ekstremalne temperatury w Nowym Jorku wyniosły –26 °C (–15 °F) oraz 41 °C (106 °F) i zostały zanotowane odpowiednio: 9 lutego 1934 roku i 9 lipca 1936 roku.
| Miesiąc                              | Sty   | Lut   | Mar   | Kwi   | Maj   | Cze   | Lip   | Sie   | Wrz   | Paź   | Lis   | Gru   | Roczna |
| ------------------------------------ | ----- | ----- | ----- | ----- | ----- | ----- | ----- | ----- | ----- | ----- | ----- | ----- | ------ |
| Rekordy maksymalnej temperatury [°C] | 22    | 24    | 30    | 36    | 37    | 38    | 41    | 40    | 39    | 34    | 29    | 24    | 41     |
| Średnie temperatury w dzień [°C]     | 3     | 4     | 10    | 16    | 22    | 27    | 29    | 29    | 24    | 18    | 12    | 6     | 17     |
| Średnie temperatury w nocy [°C]      | -3    | -3    | 2     | 7     | 12    | 17    | 21    | 19    | 16    | 10    | 5     | -1    | 8      |
| Rekordy minimalnej temperatury [°C]  | -21   | -26   | -15   | -11   | 0     | 7     | 11    | 10    | 4     | -2    | -11   | -25   | −26    |
| Opady [mm]                           | 88.9  | 78.7  | 101.6 | 96.5  | 111.8 | 91.4  | 111.8 | 104.1 | 101.6 | 86.4  | 111.8 | 96.5  | 1186,2 |
| Opady deszczu [mm]                   | 104.9 | 80    | 111   | 108.7 | 119.1 | 97.5  | 117.3 | 107.2 | 107.4 | 97.8  | 110.7 | 100.3 | 1262,1 |
| Opady śniegu [mm]                    | 210.8 | 180.3 | 86.4  | 10.2  | 0     | 0     | 0     | 0     | 0     | 0     | 10.2  | 66    | 563,9  |
| Średnia liczba dni śnieżnych         | 4.1   | 2.9   | 1.6   | 0.2   | 0     | 0     | 0     | 0     | 0     | 0     | 0.3   | 1.8   | 10,9   |
| Średnia liczba dni z opadami         | 10,3  | 9,4   | 10,7  | 11,1  | 11,4  | 10,8  | 10,2  | 9,5   | 9,1   | 8,3   | 9,3   | 10,6  | 120,7  |
| Wilgotność [%]                       | 63.8  | 63.0  | 62.3  | 60.9  | 69.4  | 71.7  | 70.7  | 73.2  | 74.7  | 71.6  | 68.3  | 66.6  | 68,02  |
| Średnie usłonecznienie [h]           | 162.7 | 163.1 | 212.5 | 225.6 | 257.3 | 268.2 | 268.2 | 219.3 | 219.3 | 211.2 | 151.0 | 139.0 | 2534   |
| Źródło: NOAA                         |       |       |       |       |       |       |       |       |       |       |       |       |        |

## Architektura

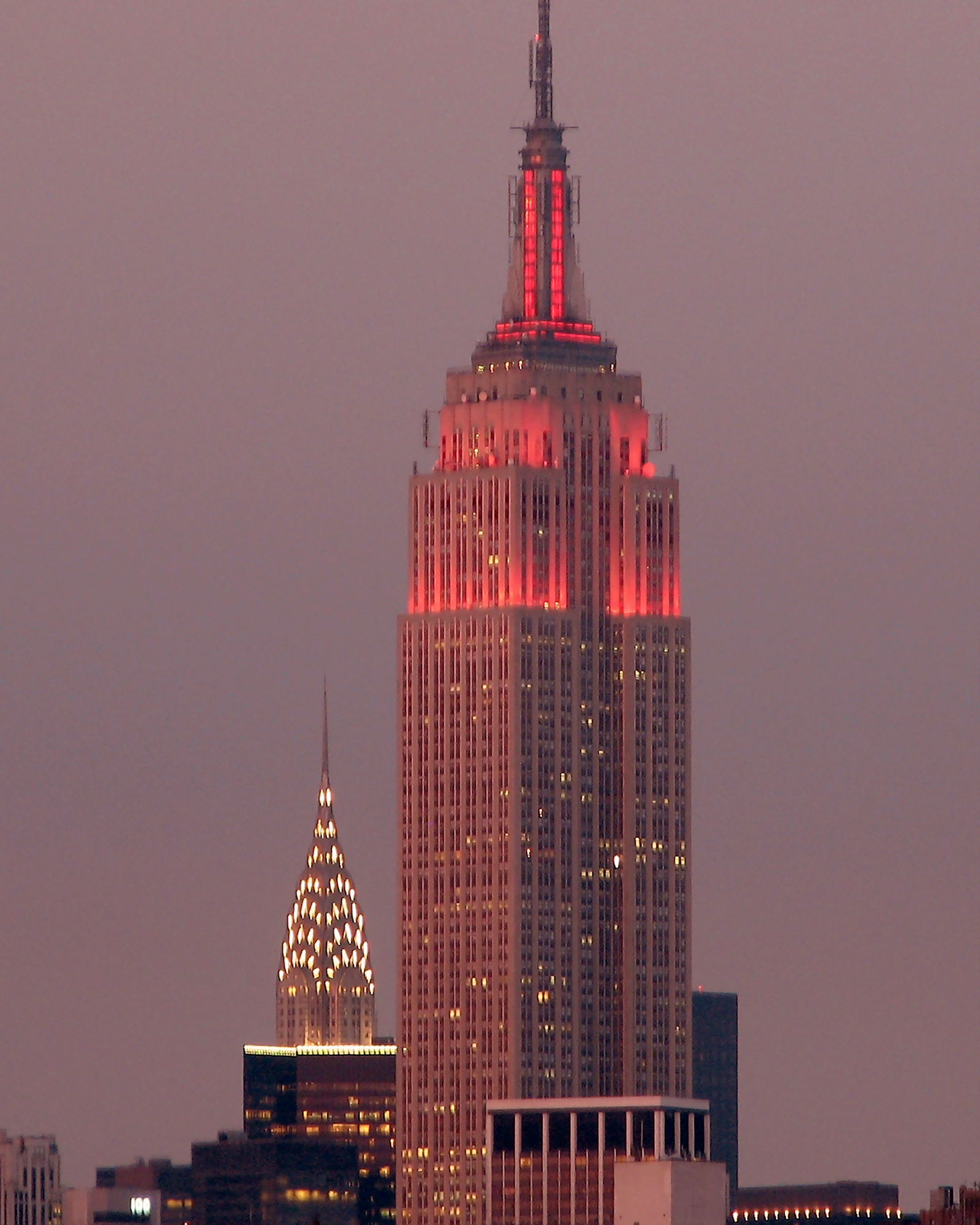
Empire State Building i Chrysler Building, wybudowane w stylu Art déco

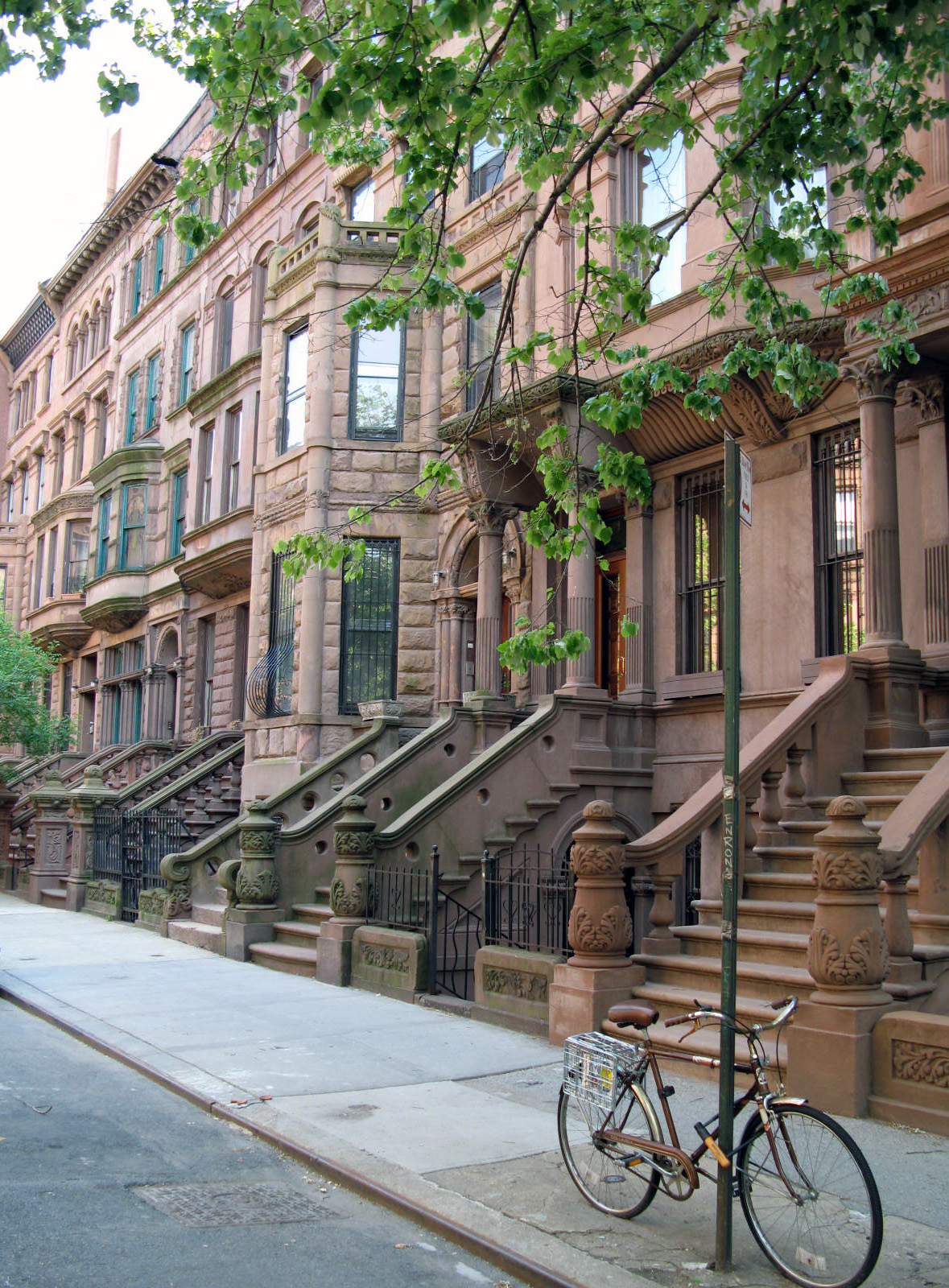
Szeregowe kamienice z elewacją z piaskowca w Harlemie

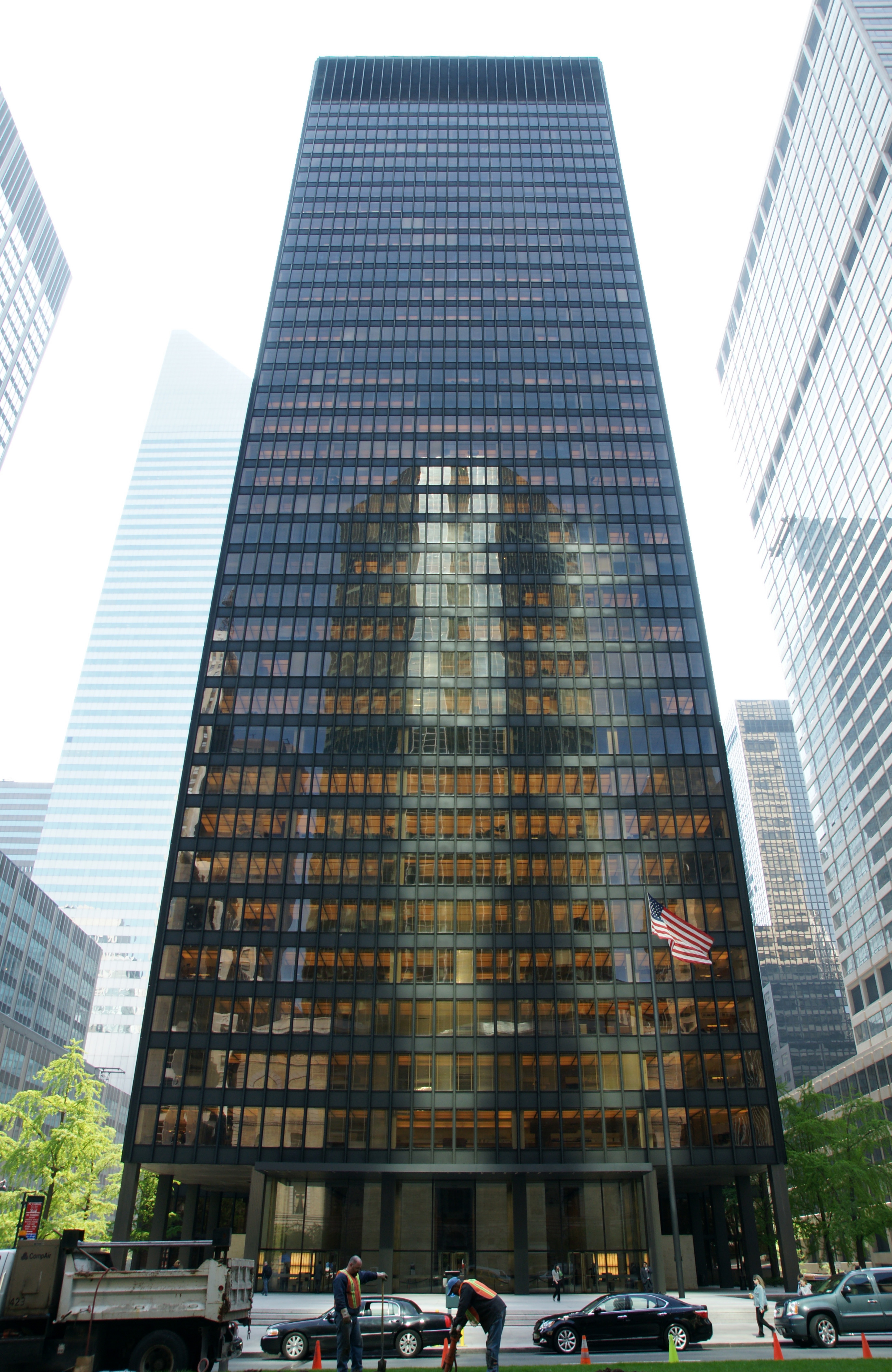
Seagram Building stanowi przykład międzynarodowego stylu architektury nowoczesnej

Panorama Nowego Jorku dzięki licznym drapaczom chmur zdobyła globalną rozpoznawalność, zaś w samym mieście, na przestrzeni lat, powstawały najwyższe budynki na świecie. W sierpniu 2008 roku w mieście znajdowało się 5538 wieżowców, w tym 50 o wysokości co najmniej 200 metrów. Jest to większa liczba niż w jakimkolwiek innym mieście Ameryki Północnej; więcej wieżowców o wysokości co najmniej 200 metrów znajduje się jedynie w Hongkongu.
Nowojorskie budynki reprezentują szeroką gamę stylów architektonicznych. Do najstarszych przykładów tej różnorodności zaliczyć można wybudowany w 1913 roku Woolworth Building, czyli neogotycki wieżowiec z masowo skalowanymi detalami gotyckimi. W 1916 roku, wraz z wejściem w życie przepisów o zagospodarowaniu przestrzennym, rozpowszechniono zabudowę oficynową, zaś wysokość wież uzależniano od wielkości obszaru, na którym miały powstać. Działania te podjęto, by promienie słoneczne mogły swobodnie docierać do ulic Nowego Jorku.
Styl art déco, który reprezentuje skompletowany w 1930 roku Chrysler Building, dzięki stożkowej górze i stalowej iglicy odzwierciedla wymagania uchwały o zagospodarowaniu przestrzennym. Budynek posiada ponadto charakterystyczne ozdoby, takie jak wizerunki orłów na rogach 61. piętra struktury.
Przykład stylu międzynarodowego w architekturze Stanów Zjednoczonych stanowi Seagram Building (1957), wyróżniający się za sprawą fasady złożonej ze zrobionych z brązu belek w kształcie I, które stanowią podporę struktury budynku. Z kolei Condé Nast Building (2000) reprezentuje pokaźną grupę amerykańskich ekologicznych, przyjaznych środowisku drapaczy chmur.
Duża część obszarów mieszkalnych Nowego Jorku składa się z klasycznych szeregowców z elewacją z piaskowca, domków miejskich i kamienic, wybudowanych w okresie szybkiego wzrostu w latach 1870–1930. Kamień i cegła stały się głównymi materiałami konstrukcyjnymi w Nowym Jorku po tym, jak wykorzystanie drewna w budowie obiektów zostało ograniczone w następstwie Wielkiego Pożaru z 1835 roku.
Charakterystyczną cechą wielu budynków Nowego Jorku są drewniane, dachowe wieże ciśnień. W XIX wieku miasto wymagało ich instalacji w obiektach wyższych niż sześć pięter, aby zapobiec zbyt wysokiemu ciśnieniu wody na niższych kondygnacjach, które mogłoby naruszyć sieć miejskich wodociągów.
Na odległych od centrum obszarach Nowego Jorku w latach 20. XX wieku popularność zyskała koncepcja miasta-ogrodu, rozwijana między innymi w Jackson Heights w Queens.

### Parki

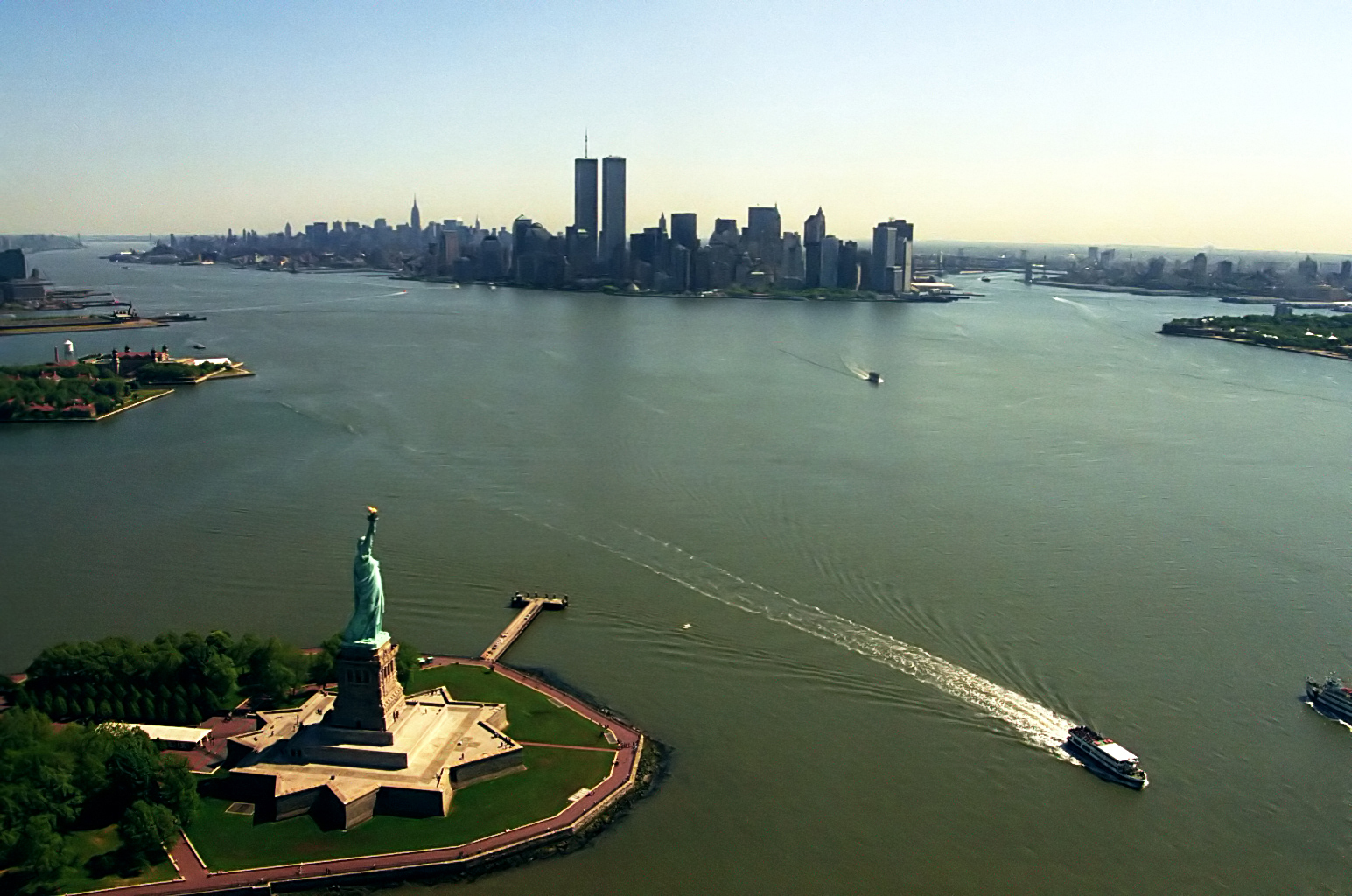
Statue of Liberty National Monument w New York Harbor, z nieistniejącymi już wieżami World Trade Center w tle

Nowy Jork dysponuje ponad 110 km² parków miejskich, a także plażami publicznymi o łącznej długości 23 kilometrów. Nowojorskie parki miejskie uzupełniają parki federalne oraz stanowe, które zajmują dziesiątki tysięcy akrów powierzchni.
Krajowy system parków
Gateway National Recreation Area zajmuje w sumie 10 521,83 hektara powierzchni, z czego większość znajduje się na terenie miasta Nowy Jork. W skład parku wchodzą Jamaica Bay Wildlife Refuge na Brooklynie i w Queens, a także ponad 36 km² słonych mokradeł, wysp i wód, które zalicza się głównie do Jamaica Bay. Na obszarze parku – a dokładniej w jego części w Queens – znajduje się również zachodnia część Półwyspu Rockaway, złożona z Jacob Riis Park i Fort Tilden.
Statue of Liberty National Monument zarządzany jest przez National Park Service i zlokalizowany jest jednocześnie w dwóch stanach: Nowy Jork i New Jersey. Wśród pozostałych zabytków i miejsc historycznych na Manhattanie, które są pod kontrolą instytucji federalnych, są: Castle Clinton National Monument, Federal Hall National Memorial, Theodore Roosevelt Birthplace National Historic Site, General Grant National Memorial, African Burial Ground National Monument, Hamilton Grange National Memorial, a także Stonewall Inn w Greenwich Village, uznany za Narodowy Pomnik Historyczny jako katalizator współczesnego ruchu na rzecz praw gejów.
Parki stanowe
W granicach miasta znajduje się siedem parków stanowych, włączając w to Clay Pit Ponds State Park i 11-hektarowy Riverbank State Park, który położony jest 21 metrów ponad poziomem rzeki Hudson.
New York City Department of Parks and Recreation
- 883-akrowy Central Park na Manhattanie jest najczęściej odwiedzanym parkiem w Stanach Zjednoczonych, z ponad 25 milionami gości każdego roku[107]. Na terenie parku znajdują się liczne atrakcje, a wśród nich kilka jezior i stawów, dwa lodowiska, Central Park Zoo, Conservatory Garden(inne języki) oraz 106-hektarowy zbiornik retencyjny Jackie Onasis Reservoir. Do zadaszonych obiektów w Central Parku należą między innymi zamek Belvedere Castle(inne języki), historyczna karuzela, a także budynek teatru marionetek.
- Prospect Park(inne języki) na Brooklynie składa się z 90 akrów łąk, jeziora, a także rozległych lasów. Na terenie parku znajduje się historyczna przełęcz, która odegrała ważną rolę w bitwie na Long Island[108].
- Flushing Meadows–Corona Park(inne języki) w Queens, trzeci pod względem wielkości park w Nowym Jorku, był miejscem organizacji Wystawy Światowej w 1939 i 1964 roku.
- Niemalże jedną piątą obszaru Bronksu – 28 km², zajmują otwarta przestrzeń i parki, a w tym Van Cortlandt Park(inne języki), Pelham Bay Park, Bronx Zoo oraz New York Botanical Garden(inne języki)[109].
- W Conference House Park(inne języki) na Staten Island znajduje się historyczny Conference House(inne języki) – miejsce jedynej próby pokojowego zakończenia rewolucji amerykańskiej, w której uczestniczyli Benjamin Franklin (reprezentujący Amerykanów) i Lord Howe (reprezentujący Brytyjczyków). W Conference House Park istnieje również Burial Ridge – największe miejsce pochówku Indian w Nowym Jorku.
- High Line – zabytkowa estakada, zbudowana w latach 20. XX wieku przerobiona na park wypoczynkowy o długości 2,33 km[110].

## Podział administracyjny
Nowy Jork dzieli się na pięć okręgów, określanych mianem boroughs. Każdy z nich pokrywa się z odpowiednim hrabstwem stanu Nowy Jork. Na terenie pięciu okręgów wyróżnić można setki mniejszych sąsiedztw (neighborhood), z których wiele posiada własną historię i specyfikę. Jeśli każde z boroughs byłoby niezależnym miastem, cztery z nich (Brooklyn, Queens, Manhattan i Bronx) należałyby do najludniejszych miast w Stanach Zjednoczonych.

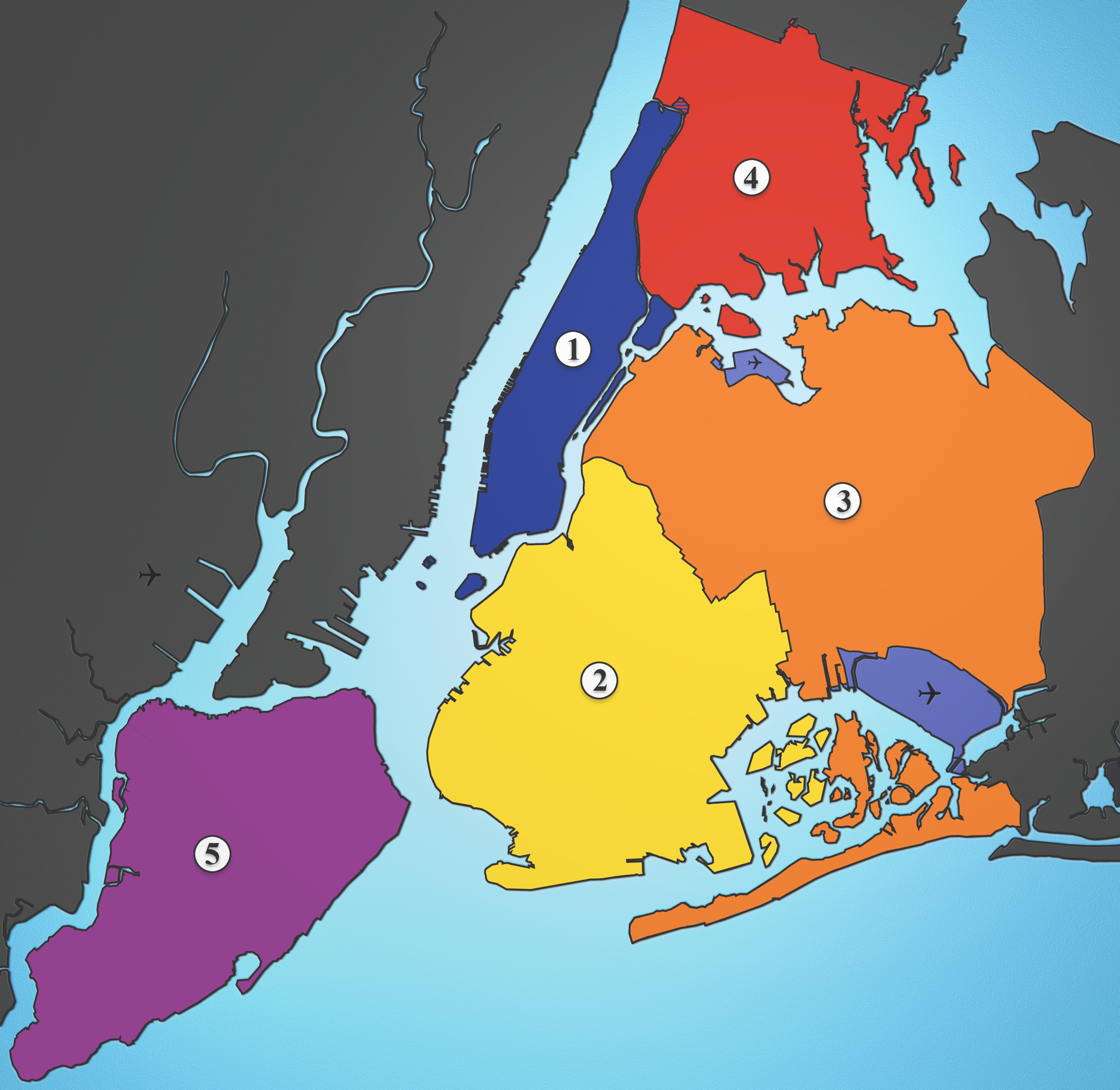
Pięć boroughs Nowego Jorku: 1: Manhattan 2: Brooklyn 3: Queens 4: The Bronx 5: Staten Island

- Manhattan (hrabstwo Nowy Jork; populacja w 2022 roku: 1 596 273[112]) – najgęściej zaludniona dzielnica; na jej terenie znajdują się Central Park, World Trade Center i większość nowojorskich wieżowców, stanowi finansowe centrum miasta i siedzibę wielu korporacji, siedzibę główną ONZ, kilku uczelni i licznych atrakcji kulturowych. Manhattan dzieli się w luźny sposób na regiony Lower, Midtown oraz Uptown. Z kolei Central Park dzieli Uptown Manhattan na Upper East Side i Upper West Side, zaś „ponad” parkiem leży Harlem.
- Bronx (hrabstwo Bronx; populacja w 2022 roku: 1 379 946[113]) – najdalej na północ wysunięty okręg Nowego Jorku, siedziba Yankee Stadium (domowego stadionu drużyny New York Yankees) i największej spółdzielni mieszkaniowej w Stanach Zjednoczonych – Co-op City(inne języki)[114]. W Bronksie znajduje się Bronx Zoo – największe miejskie zoo w Stanach Zjednoczonych, zajmujące 265 akrów i zamieszkałe przez ponad 6 tysięcy zwierząt[115]. Bronx jest ponadto miejscem narodzin rapu i kultury hip hopu[116]. Z wyjątkiem niewielkiego skrawka Manhattanu, Bronx jest jedyną dzielnicą Nowego Jorku, która znajduje się na stałym lądzie.
- Brooklyn (hrabstwo Kings; populacja w 2022 roku: 2 590 516[117]) – położony w zachodniej części wyspy Long Island, najbardziej zaludniony ze wszystkich boroughs; niezależne miasto do 1898 roku. Brooklyn znany jest ze swojej kulturowej, społecznej i etnicznej różnorodności, niezależnej sceny artystycznej, specyfiki poszczególnych neighborhoods oraz wyjątkowego zróżnicowania architektonicznego. Jest to jednocześnie jedyna dzielnica poza Manhattanem położona w sąsiedztwie centrum miasta. Na obszarze Brooklynu znajduje się półwysep Coney Island[118].
- Queens (hrabstwo Queens; populacja w 2022 roku: 2 278 029[119]) – terytorialnie największy borough i najbardziej zróżnicowane etnicznie hrabstwo w Stanach Zjednoczonych[120]. W odróżnieniu jednak od Nowego Jorku, Brooklynu i Bronxu, Queens nie ma statusu odrębnego City. Powstałe z kilkunastu małych miasteczek i wiosek założonych przez Holendrów, obecnie Queens stanowi przede wszystkim obszar mieszkalny dla przedstawicieli klasy średniej. Hrabstwo Queens jest jedynym dużym hrabstwem w Stanach Zjednoczonych, gdzie średni dochód Afroamerykanów (wynoszący około 52 tysiące dolarów rocznie) jest większy, niż ludności białej[121]. Queens jest siedzibą stadionu Citi Field (domowego obiektu drużyny baseballowej New York Mets), a także gospodarzem dorocznego turnieju tenisowego US Open. W Queens znajdują się ponadto dwa z trzech najważniejszych portów lotniczych obszaru metropolitalnego Nowy Jork: LaGuardia Airport i John F. Kennedy International Airport (trzecim jest Newark Liberty International Airport w Newark, w New Jersey).
- Staten Island (hrabstwo Richmond; populacja w 2022 roku: 491 133[122]) – ma najbardziej podmiejski charakter spośród wszystkich pięciu dzielnic Nowego Jorku. Staten Island połączona jest z Brooklynem przez Verrazano-Narrows Bridge, zaś z Manhattanem przez darmowy prom Staten Island Ferry. Staten Island Ferry jest jedną z najpopularniejszych atrakcji turystycznych w Nowym Jorku, jako że zapewnia widok na Statuę Wolności, Wyspę Ellis i dolny Manhattan. Położony w centrum Staten Island, zajmujący powierzchnię 2500 akrów Greenbelt zawiera około 45 kilometrów szlaków turystycznych i jest jednym z ostatnich nienaruszonych przez człowieka lasów w Nowym Jorku[123]. Powstały w 1984 roku, by chronić naturalną przyrodę wyspy, Greenbelt składa się w sumie z siedmiu parków miejskich.

## Demografia
| >Miasto w porównaniu do stanu i całego państwa | >Miasto w porównaniu do stanu i całego państwa | >Miasto w porównaniu do stanu i całego państwa | >Miasto w porównaniu do stanu i całego państwa |
| ---------------------------------------------- | ---------------------------------------------- | ---------------------------------------------- | ---------------------------------------------- |
| Spis powszechny z 2000 roku                    | Nowy Jork                                      | Stan Nowy Jork                                 | USA                                            |
| Populacja                                      | 8 213 839                                      | 18 976 457                                     | 281 421 906                                    |
| Zmiana procentowa populacji od 1990 do 2000    | +9,4%                                          | +5,5%                                          | +13,1%                                         |
| Gęstość zaludnienia                            | 26 403/mi²                                     | 402/mi²                                        | 80/mi²                                         |
| Średni dochód gospodarstwa domowego (1999)     | 38 293$                                        | 43 393$                                        | 41 994$                                        |
| Wykształcenie licencjackie lub wyższe          | 27%                                            | 27%                                            | 29%                                            |
| Biali                                          | 35%                                            | 62%                                            | 67%                                            |
| Afroamerykanie                                 | 28%                                            | 16%                                            | 12%                                            |
| Latynosi                                       | 27%                                            | 15%                                            | 11%                                            |
| Azjaci                                         | 10%                                            | 6%                                             | 4%                                             |

Nowy Jork jest najbardziej zaludnionym miastem w Stanach Zjednoczonych. W spisie powszechnym z 2010 roku populacja miasta osiągnęła 8 175 133 mieszkańców, co stanowiło 2,1% wzrostu w stosunku do 8 milionów osób wykazanych w spisie z 2000 roku. W 2006 roku demografowie oszacowali, że do 2030 roku liczba mieszkańców miasta będzie wynosić od 9,2 do 9,5 miliona osób. W 2020 roku miasto Nowy Jork osiągnęło 8,8 mln mieszkańców (wzrost o 7,7% od 2010). Jednak w latach 2020–2022 populacja spadła o 468 tysięcy (5,3%). Miasto Nowy Jork zamieszkuje ponad 42% populacji stanu Nowy Jork. Według danych pięcioletnich z 2022 roku populacja głównego miasta składała się w 31,2% z ludności rasy białej (nielatynoskiej), 26,4% z ludności rasy czarnej lub Afroamerykan i 16,1% ludności azjatyckiej. Latynosi jakiejkolwiek rasy reprezentowali w sumie 29% populacji. W latach 2010–2020 liczba ludności azjatyckiej w Nowym Jorku wzrosła o ponad 345 tys., co stanowiło ponad połowę całkowitego wzrostu populacji miasta w ostatniej dekadzie. W dzielnicy Long Island City, gdzie stanowią około 34% populacji, ich liczba wzrosła pięciokrotnie. Populacja rasy białej nielatynoskiej nieustannie się zmniejsza. Np. w okresie od 1960 do 1970 r. miasto utraciło ok. miliona białych mieszkańców na rzecz miliona nowych mieszkańców rasy czarnej. W związku z tym udział białej ludności w ogólnej populacji miasta spadł w tym czasie z 81% do 65%. W 1980 r. biali stanowili już tylko 52,4% mieszkańców Nowego Jorku.
W 2010 roku gęstość zaludnienia Nowego Jorku wynosiła 10 630 osób/km², dzięki czemu stanowi najgęściej zaludnione spośród 100-tysięcznych miast w Stanach Zjednoczonych. Natomiast jeśli pominąć to kryterium, kilka małych miasteczek w hrabstwie Hudson ma większą gęstość zaludnienia. Z kolei gęstość zaludnienia Manhattanu wynosi 25 846 osób/km²; dzięki temu, że Manhattan leży na terenie hrabstwa Nowy Jork, jest to najgęściej zaludnione hrabstwo w Stanach Zjednoczonych. Gęstość zaludnienia Manhattanu jest ponadto większa, niż jakiegokolwiek innego indywidualnego amerykańskiego miasta.

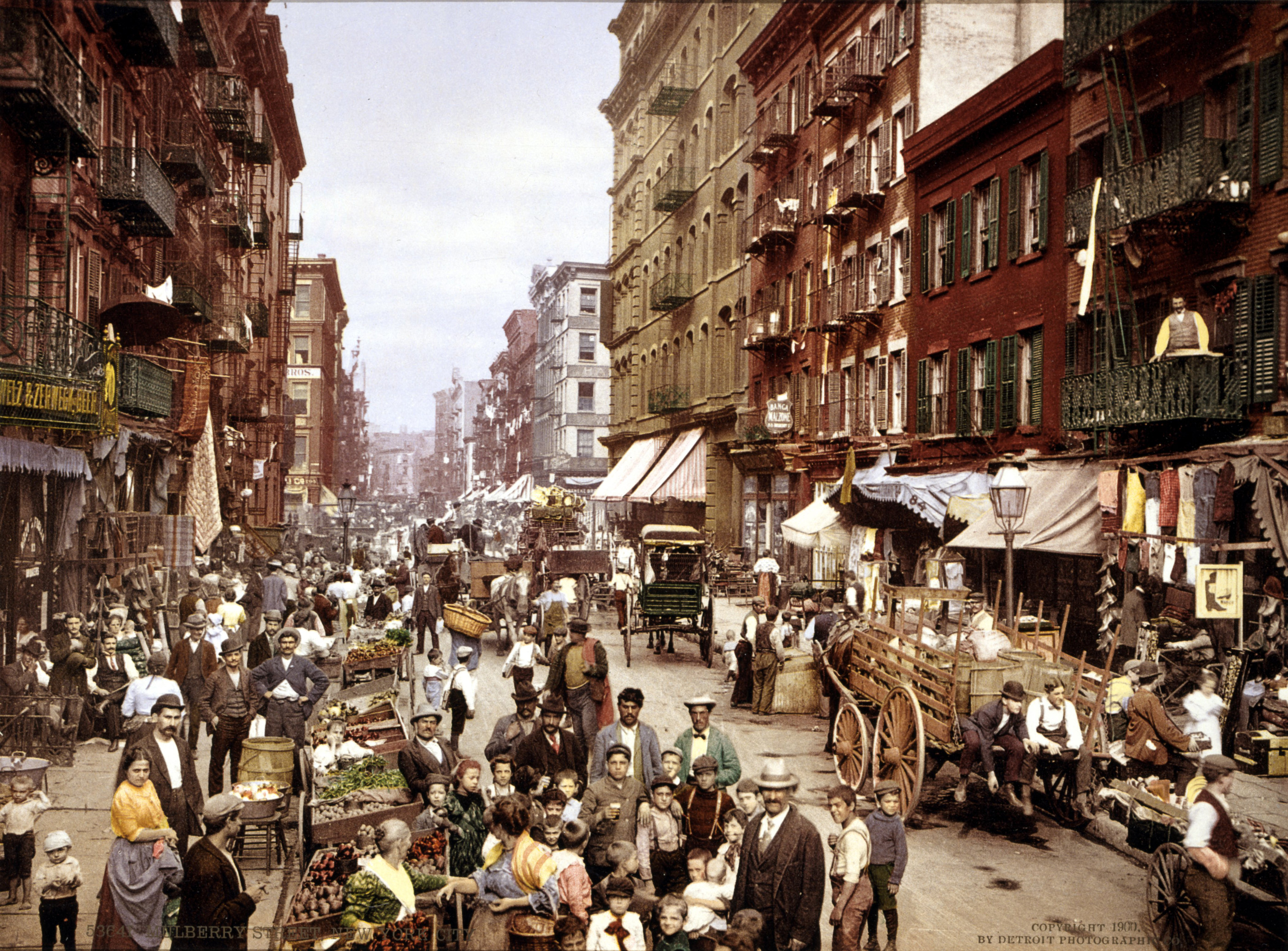
Little Italy na Lower East Side w 1900 roku

Populacja Nowego Jorku jest wyjątkowo zróżnicowana. Od początków swojej historii miasto stanowiło główny punkt, w którym swoją przygodę ze Stanami Zjednoczonymi rozpoczynali imigranci z całego świata; w okresie pomiędzy 1892 i 1924 rokiem na wyspę Ellis dotarło ponad 12 milionów imigrantów z Europy. Termin tygiel narodów został po raz pierwszy użyty, by opisać gęsto zaludnione przez emigrantów obszary Lower East Side na Manhattanie. W 1900 roku Niemcy stanowili największą grupę emigrantów w Nowym Jorku; tuż za nimi byli wówczas Irlandczycy, Żydzi i Włosi.
36,3% populacji Nowego Jorku urodziło się poza granicami Stanów Zjednoczonych. Wśród amerykańskich miast odsetek ten wyższy jest jedynie w Miami i San Jose. Podczas gdy społeczności emigrantów w tych dwóch miastach są zdominowane przez określone narodowości, w Nowym Jorku nie można wyróżnić czołowego państwa lub regionu pochodzenia. Region Nowego Jorku wciąż pozostaje głównym miejscem osiadania legalnych emigrantów, którzy przybywają do Stanów Zjednoczonych.

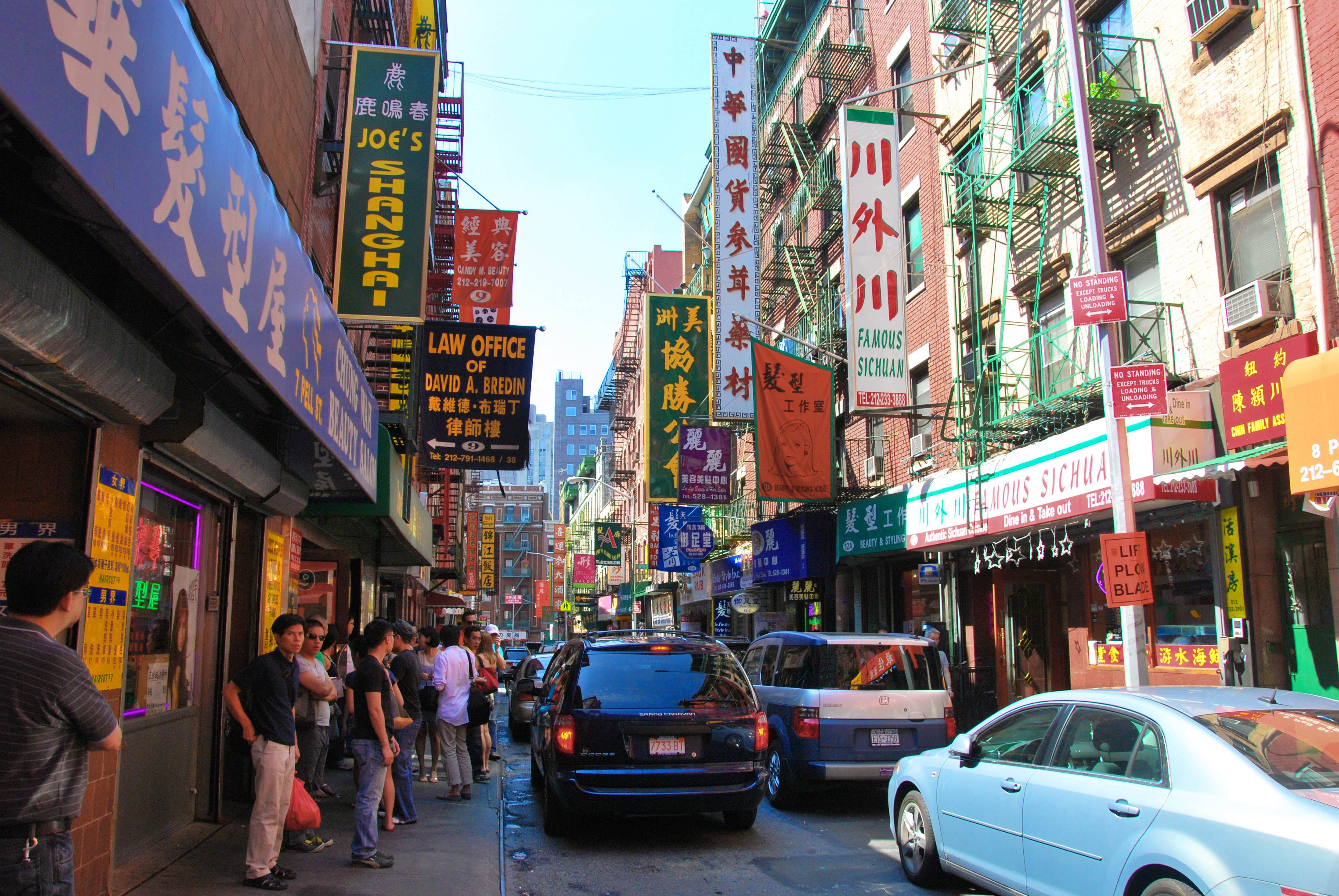
Chinatown, Manhattan na Manhattanie

Nowojorski obszar metropolitalny jest domem dla największej społeczności żydowskiej poza Izraelem. Obszar ten zamieszkuje niemalże jedna czwarta wszystkich Amerykanów pochodzenia hinduskiego, a także 15% wszystkich Amerykanów pochodzenia koreańskiego. W Nowym Jorku znajduje się ponadto największe skupisko społeczności Afroamerykanów spośród wszystkich miast Stanów Zjednoczonych, a także sześć tzw. Chinatown, zamieszkiwanych w 2008 roku przez 659 596 przedstawicieli diaspory chińskiej – największą liczbę osób o chińskim pochodzeniu poza Azją. W 2010 roku Nowy Jork zamieszkiwało ponad milion Amerykanów o azjatyckim pochodzeniu – więcej, niż łączna populacja Amerykanów o azjatyckim pochodzeniu w Los Angeles i San Francisco.
W Nowym Jorku istnieją również znaczące grupy Amerykanów pochodzących z Portoryko oraz z Dominikany. Inną ważną grupą etniczną są Włosi, którzy masowo imigrowali do miasta na początku XX wieku, głównie z Sycylii i innych obszarów południowych Włoch. Część mieszkańców miasta posiada ponadto pochodzenie irlandzkie; jeden na 50 nowojorczyków pochodzących z Europy przenosi charakterystyczny kod genetyczny w chromosomie Y, dziedziczony po klanie Nialla od Dziewięciu Zakładników – irlandzkiego króla z piątego wieku naszej ery lub z jednego związanych z nim rodów Uí Briúin i Uí Fiachrach.
Według danych pięcioletnich z 2022 roku, do największych grup głównego miasta, należą osoby pochodzenia: dominikańskiego (737,3 tys.), portorykańskiego (645,2 tys.), chińskiego (602,1 tys.), włoskiego (506,7 tys.), irlandzkiego (377,2 tys.), meksykańskiego (338,1 tys.), „amerykańskiego” (318,2 tys.), afrykańskiego lub arabskiego (310,3 tys.), niemieckiego (248,5 tys.), hinduskiego (224,1 tys.) i jamajskiego (216 tys.).
Nowy Jork charakteryzuje wysoki stopień nierówności dochodów mieszkańców. W 2005 roku, w najzamożniejszych obwodach spisowych średni dochód gospodarstwa domowego wynosił 188 697 dolarów, podczas gdy w najbiedniejszych równał się 9320 dolarom. Dysproporcje te wynikają ze wzrostów płac wśród osób, które dotychczas zarabiały wysokie kwoty, przy jednoczesnej stagnacji wynagrodzeń w przedziałach średnich i niskich płac. W 2006 roku średnie wynagrodzenie za tydzień pracy wynosiło na Manhattanie 1453 dolary – było najwyższe i najszybciej rosnące spośród wszystkich największych hrabstw w Stanach Zjednoczonych. Ta dzielnica doświadcza równocześnie zjawiska baby boomu, które w amerykańskich miastach jest dość rzadkie. Od 2000 roku liczba dzieci w wieku poniżej 5 lat, które mieszkają na Manhattanie, wzrosła o ponad 32%.

### Polonia

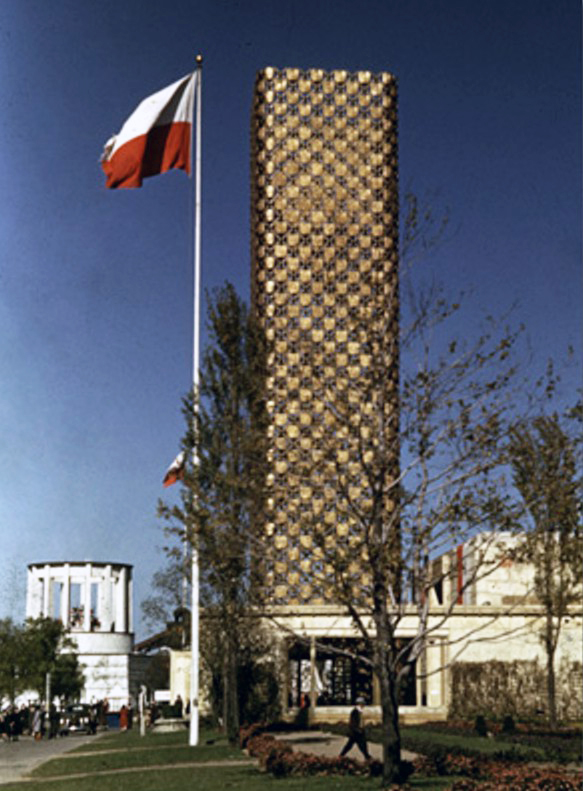
Polski pawilon na Wystawie Światowej w Nowym Jorku w 1939 r.

188,5 tys. osób (2,2%) mieszkańców Nowego Jorku deklaruje polskie pochodzenie (704,4 tys. – 3,5% w obszarze metropolitalnym Nowego Jorku). Skupiskiem Polonii jest przede wszystkim Greenpoint, często określany mianem Little Poland (Mała Polska). Wśród pozostałych obszarów zamieszkiwanych przez Polonię są neighborhoods w Queens – Ridgewood, Maspeth i Middle Village, a także Staten Island.
W Nowym Jorku działa wiele polskich organizacji, a w tym m.in.: Fundacja Kościuszkowska, Polski Instytut Naukowy, Fundacja Paderewskiego, Fundacja Dobra Polska Szkoła oraz Instytut J. Piłsudskiego. W mieście wydawane są polskie czasopisma i gazety (m.in. Nowy Dziennik, Kurier Plus, The Poland Times), istnieje telewizja internetowa (PolandTV), a także funkcjonują polskie galerie artystyczne, klub żeglarski, a także teatr.
W 1945 roku został zainstalowany Pomnik Króla Jagiełły w Nowym Jorku w Central Parku. W 2022 roku na moście Kosciuszko Bridge została zawieszona tablica upamiętniająca Tadeusza Kościuszkę.

### Religia

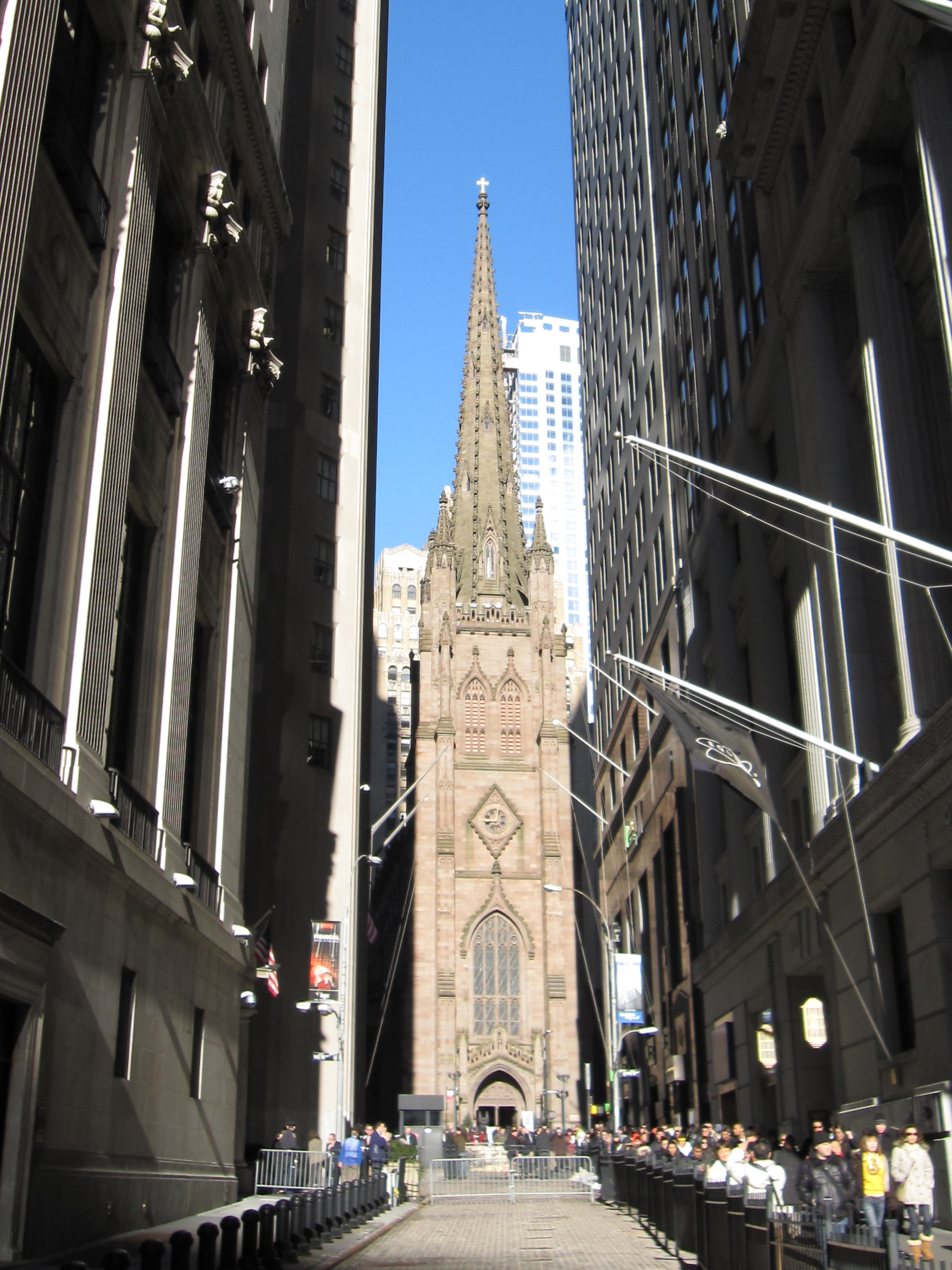
Kościół Trójcy należący do Kościoła Episkopalnego – najstarszy budynek kościelny i druga najstarsza kontynuująca kongregacja (po kolegialnym protestanckim kościele holendersko reformowanym – na dzień dzisiejszy rozbitym na 4 osobne zbory – wszystkie na Manhattanie)

W 2014 r. największymi grupami religijnymi w Nowym Jorku były:
- chrześcijaństwo – 59%:
  - katolicyzm – 33%
  - protestantyzm – 23%
  - pozostali – 3% (głównie prawosławie i świadkowie Jehowy)
- bez wyznania – 24% (ateizm – 4% i agnostycyzm – 4%)
- judaizm – 8%
- islam – 3%
- hinduizm – 3%
- inne religie – 2%.

Według danych z 2020 roku największe grupy protestanckie tworzyli:
- bezdenominacyjne zbory ewangelikalne – 466 202 członków
- zielonoświątkowcy (głównie Zbory Boże, Kościół Boży i Kościół Boży w Chrystusie) – ponad 200 tys. członków
- Amerykańskie Zbory Baptystyczne USA – 144 343 członków
- Kościół Episkopalny – 119 134 członków
- Zjednoczony Kościół Metodystyczny – 115 390 członków
- Kościół Adwentystów Dnia Siódmego – 108 247 członków
- Narodowa Konwencja Baptystyczna USA – 107 317 członków.

## Gospodarka
Nowy Jork jest światowym centrum międzynarodowego biznesu i handlu, a zarazem jednym z „centrów dowodzenia” dla gospodarki światowej, wraz z Londynem i Tokio. Miasto stanowi ważny ośrodek bankowości i finansów, sprzedaży detalicznej, handlu światowego, transportu, turystyki, rynku nieruchomości, ubezpieczeń, nowych i tradycyjnych mediów, teatru, mody, a także sztuki w Stanach Zjednoczonych.
W 2009 roku obszar metropolitalny Nowego Jorku wytworzył produkt miejski brutto o wartości 1135 miliardów dolarów, co świadczyło o tym, że obszar ten stanowi największą regionalną gospodarkę w Stanach Zjednoczonych (przed Los Angeles) i jednocześnie drugą co do wielkości gospodarkę miejską na świecie (za Tokio).
Według Cinco Dias, pod koniec 2008 roku Nowy Jork kontrolował 40% globalnych finansów, czyniąc z tego miasta finansowe centrum świata. W Nowym Jorku znajdują się główne siedziby wielu korporacji, włączając w to centrale 45 przedsiębiorstw z listy Fortune 500. W 2001 roku na samym Manhattanie znajdowały się w sumie niemalże 33 mln m² powierzchni biurowych.
Midtown Manhattan stanowi największy obszar biznesowy w Stanach Zjednoczonych; z kolei Lower Manhattan zajmuje 3. miejsce na liście amerykańskich dystryktów biznesowych pod względem wielkości. Lower Manhattan jest jednocześnie siedzibą New York Stock Exchange, położonej przy Wall Street, i NASDAQ – czyli dwóch największych giełd papierów wartościowych świata ze względu na średni dzienny wolumen obrotu i ogólną kapitalizację rynkową.

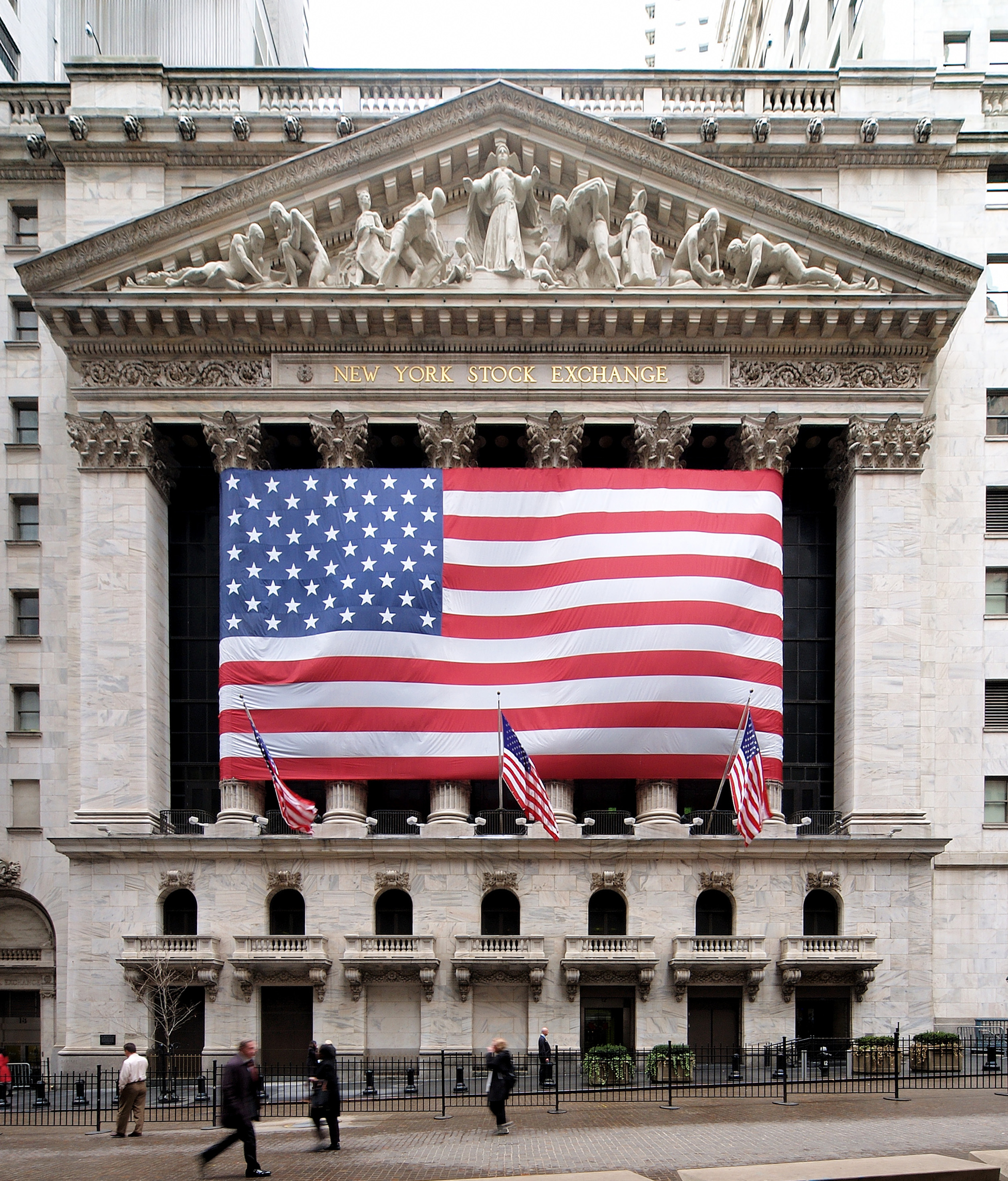
New York Stock Exchange przy Wall Street – największa na świecie giełda papierów wartościowych pod względem kapitalizacji

Rynek nieruchomości stanowi główną siłę w gospodarce miasta, jako że wartość wszystkich budynków na terenie Nowego Jorku wynosiła w 2006 roku ponad 802 miliardy dolarów. Time Warner Center posiada najwyższą wartość rynkową spośród nowojorskich nieruchomości, szacowaną w 2006 roku na ponad miliard dolarów. W Nowym Jorku znajdują się jedne z najbardziej wartościowych budynków zarówno w skali Stanów Zjednoczonych, jak i całego świata. 450 Park Avenue został 2 lipca 2007 roku sprzedany za kwotę 510 milionów dolarów (17 104 dolarów/m²), bijąc rekord pod względem ceny metra kwadratowego amerykańskiej nieruchomości biurowej; wcześniejszy, niespełna miesięczny rekord, został ustanowiony w czerwcu 2007 roku, kiedy to właściciela zmienił obiekt przy 660 Madison Avenue, a transakcja opiewała na kwotę 15 887 dolarów/m².
Nowojorski rynek branży telewizyjnej i filmowej ustępuje w skali amerykańskiej pod względem wielkości i rozwoju jedynie Hollywood. Branże kreatywne, takie jak nowe media, reklama, moda i architektura notują wzrost zatrudnienia, dając miastu silnie konkurencyjną pozycję w tych obszarach.
Rozwijają się również sektory zaawansowanych technologii, takie jak biotechnologia, informatyka, projektowanie gier, a także gama usług internetowych; branże te wspierane są przez mocną pozycję Nowego Jorku w dziedzinie telekomunikacyjnej, między innymi ze względu na transatlantyckie połączenie światłowodowe. Wśród innych ważnych dziedzin funkcjonowania Nowego Jorku są badania medyczne i technologiczne, a także działalność instytucji non-profit oraz placówek edukacyjnych, a w tym uczelni.
Sektor produkcyjny posiada duży, jednak systematycznie malejący udział w zatrudnieniu mieszkańców Nowego Jorku. Do dominujących gałęzi produkcji w mieście należą odzież, chemikalia, wyroby metalowe, przetwórstwo żywności oraz meble. Przemysł spożywczy stanowi najbardziej stabilną z głównych branż sektora wytwórczego w Nowym Jorku. Nowojorski przemysł żywnościowy wart jest 5 miliardów dolarów i zatrudnia ponad 19 tysięcy osób. Sztandarowym produktem eksportowym miasta jest czekolada – każdego roku jej eksport przynosi przychody w wysokości 234 milionów dolarów.

## Transport

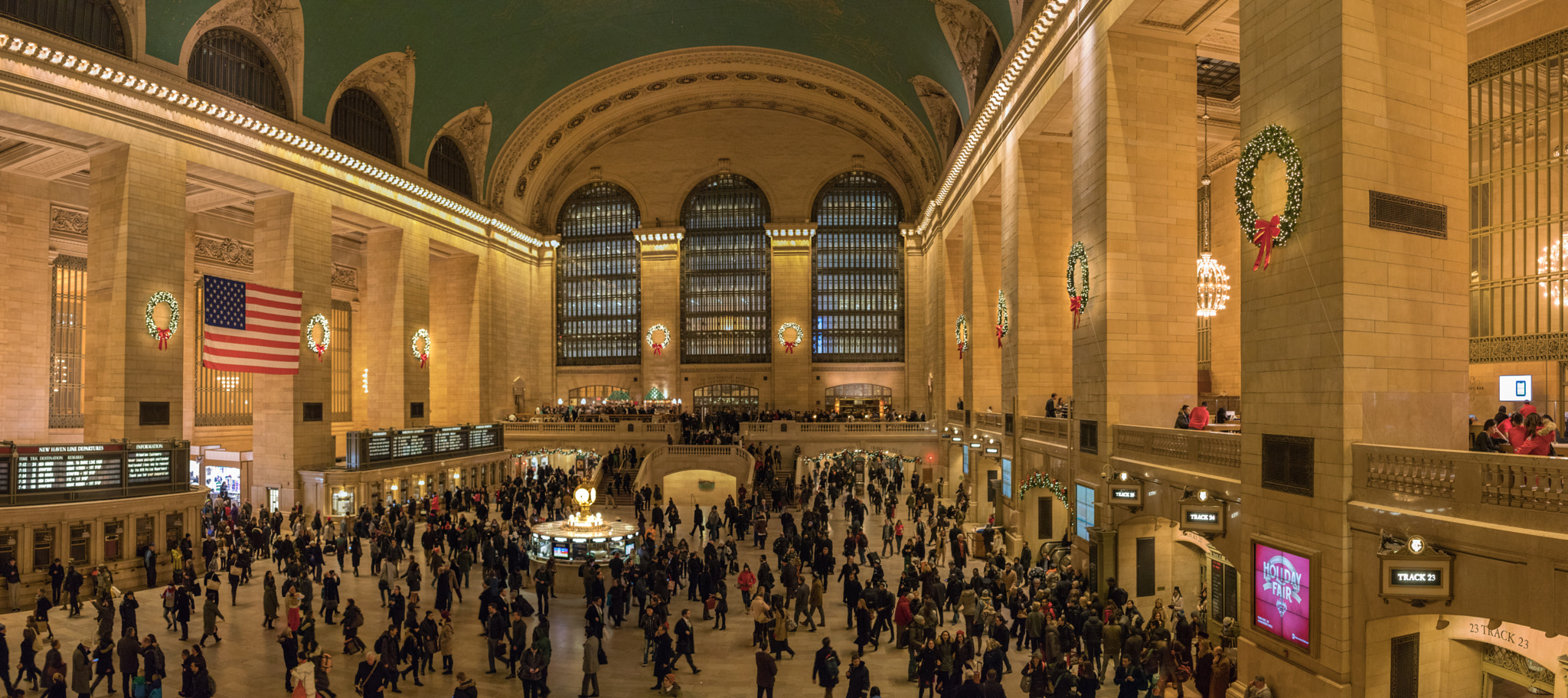
Uznawany za obiekt zabytkowy i dzieło sztuki o randze międzynarodowej dworzec Grand Central Terminal

Transport zbiorowy w Nowym Jorku, działający w większości 24 godziny na dobę, jest najrozleglejszym i najbardziej złożonym tego typu systemem w Ameryce Północnej. Jeden na trzech użytkowników transportu zbiorowego w Stanach Zjednoczonych, a zarazem dwie trzecie Amerykanów, którzy korzystają z kolei, pochodzi z nowojorskiego obszaru metropolitalnego. Nowojorskie metro jest metrem o najintensywniejszym ruchu na półkuli zachodniej, podczas gdy Grand Central Terminal, często określany również mianem „Grand Central Station”, stanowi największy na świecie dworzec kolejowy pod względem liczby peronów. Nowojorska przestrzeń powietrzna jest jednym z korytarzy lotniczych o największym zagęszczeniu ruchu na świecie. Most Waszyngtona, łączący Manhattan z hrabstwem Bergen, jest mostem przeznaczonym dla pojazdów silnikowych o najintensywniejszym ruchu na świecie.

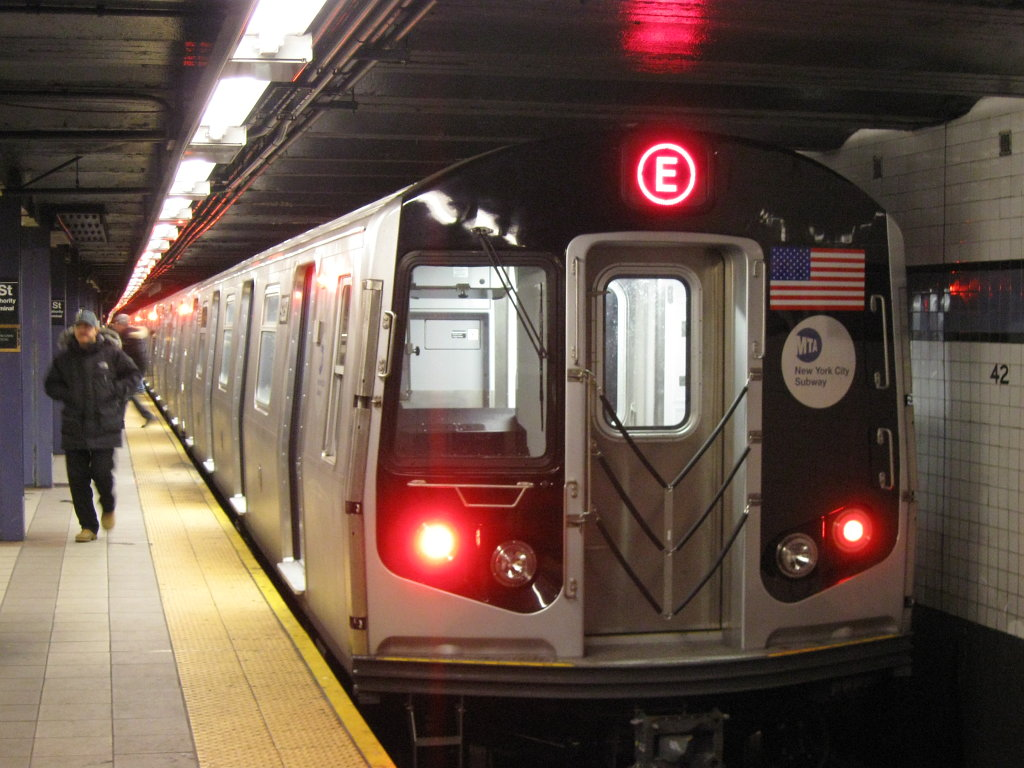
Nowojorskie metro jest największym pod względem liczby stacji systemem szybkiej kolei miejskiej na świecie

Całość transportu publicznego w Nowym Jorku, jak również w dużej części całego nowojorskiego obszaru metropolitalnego zarządzana jest przez organizację pożytku publicznego Metropolitan Transportation Authority, znaną jako MTA. MTA jest właścicielem i zarządza nowojorską publiczną komunikacją autobusową i kolejową oraz metrem, a także siedmioma płatnymi mostami i dwoma tunelami. W obszarze jej operacji znajduje się 12 hrabstw stanu Nowy Jork oraz dwa hrabstwa stanu Connecticut. Obsługą ruchu dojazdowego do miasta Nowy Jork zajmuje się także będąca własnością stanu New Jersey New Jersey Transit oraz system szybkiej kolei Port Authority Trans-Hudson (PATH).

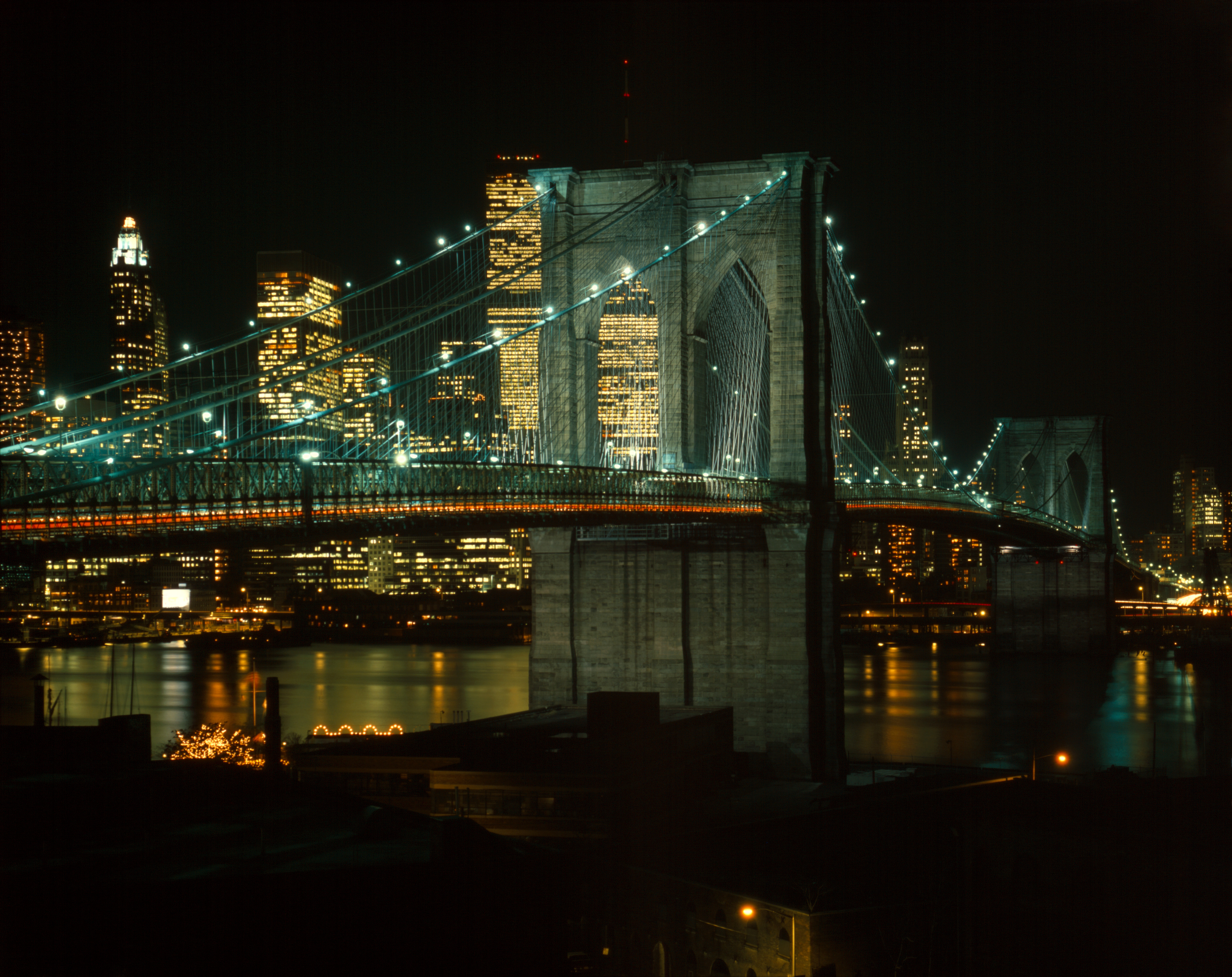
Most Brookliński, łączący Manhattan z Brooklynem, stał się jednym z symboli Nowego Jorku

Nowojorskie metro New York City Subway zarządza siecią 468 stacji, co czyni go największym pod względem liczby stacji systemem szybkiej kolei miejskiej na świecie. Ze względu na roczną liczbę przejazdów w 2006 roku zajmowało trzecie miejsce na świecie, z 1,5 miliardami podróży. Metro w Nowym Jorku wyróżnia się także tym, że system pozostaje w ruchu 24 godziny na dobę, podczas gdy metro w większości innych miast, w tym w Londynie, Paryżu czy Tokio, wstrzymuje nocą ruch pasażerski.
Nowojorska sieć kolei dojazdowych oraz flota autobusowa są największe w Ameryce Północnej. Sieć kolejowa, która łączy miejscowości nowojorskiej strefy metropolitalnej z centrum miasta Nowy Jork, składa się z trzech odrębnych systemów: Metro-North Railroad, New Jersey Transit oraz sieć o największym obciążeniu w Stanach Zjednoczonych – Long Island Rail Road. Łączą się one w dwóch punktach: Grand Central Terminal oraz Pennsylvania Station i obejmują w sumie ponad 250 stacji oraz 20 linii kolejowych.

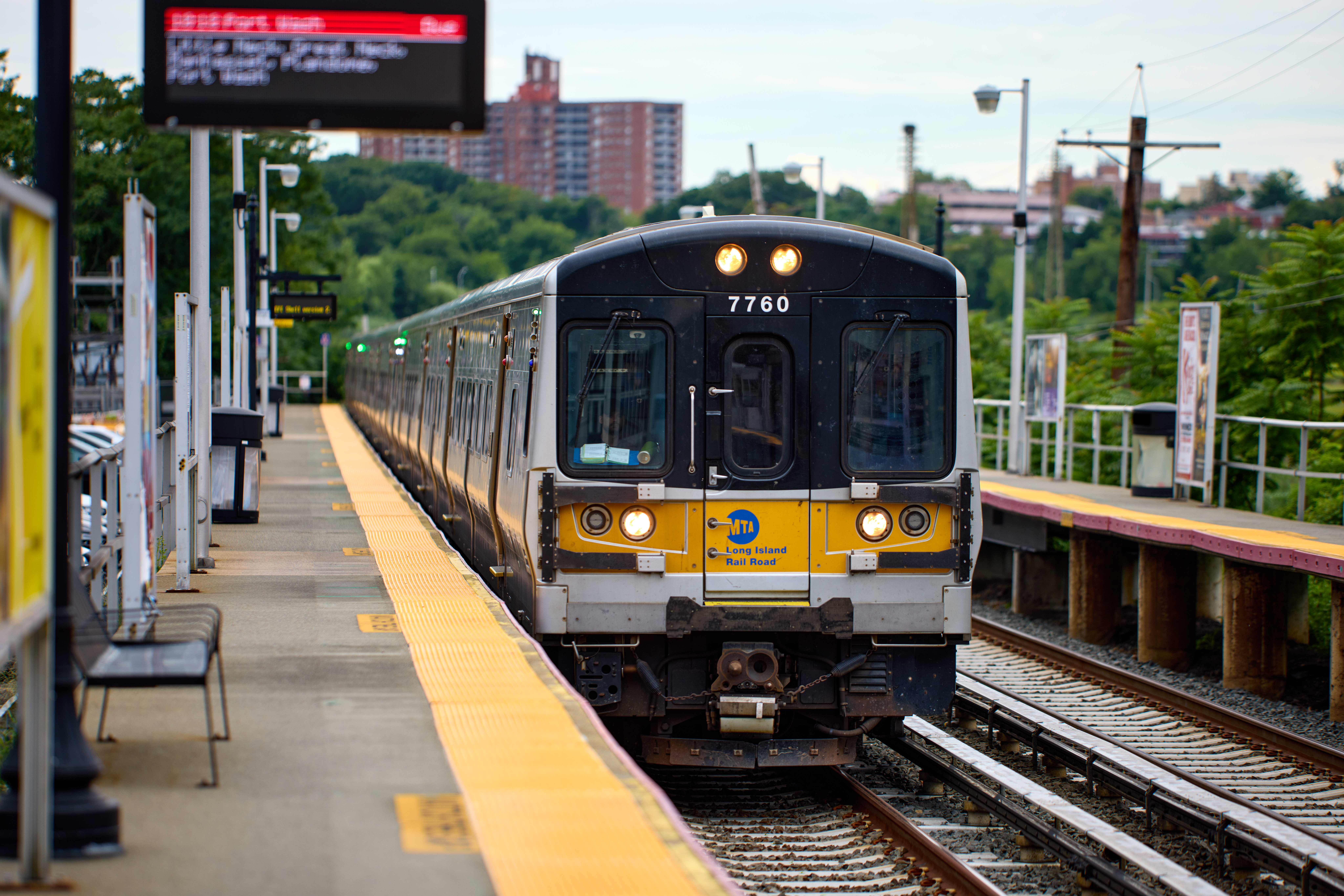
Pociąg sieci LIRR łączącej Nowy Jork z wszystkimi miejscowościami na Long Island

System transportu zbiorowego w Nowym Jorku obejmuje ponadto najdłuższy w Ameryce Północnej most wiszący – Verrazano-Narrows, pierwszy na świecie mechanicznie wentylowany tunel samochodowy – Holland Tunnel, ponad 12 tysięcy żółtych taksówek, kolej linową Roosevelt Island Tramway, która transportuje ludzi pomiędzy Roosevelt Island a Manhattanem, a także promy łączące Manhattan z różnymi miejscami w granicach oraz poza granicami miasta. Staten Island Ferry jest najbardziej wykorzystywanym promem w Stanach Zjednoczonych. Rocznie przewozi ponad 19 milionów pasażerów na 8,4–kilometrowej trasie pomiędzy Staten Island i Dolnym Manhattanem. System szybkiej kolei Staten Island Railway obsługuje połączenia na Staten Island. Port Authority Trans-Hudson łączy centrum i Dolny Manhattan z północno-wschodnim New Jersey, a głównie z Hoboken, Jersey City i Newark. Podobnie jak nowojorskie metro, Port Authority Trans-Hudson funkcjonuje całodobowo; są to jednocześnie dwa z czterech systemów szybkich kolei miejskich na świecie, które działają 24 godziny na dobę (pozostałe to część Chicago „L” oraz PATCO Speedline w Filadelfii).

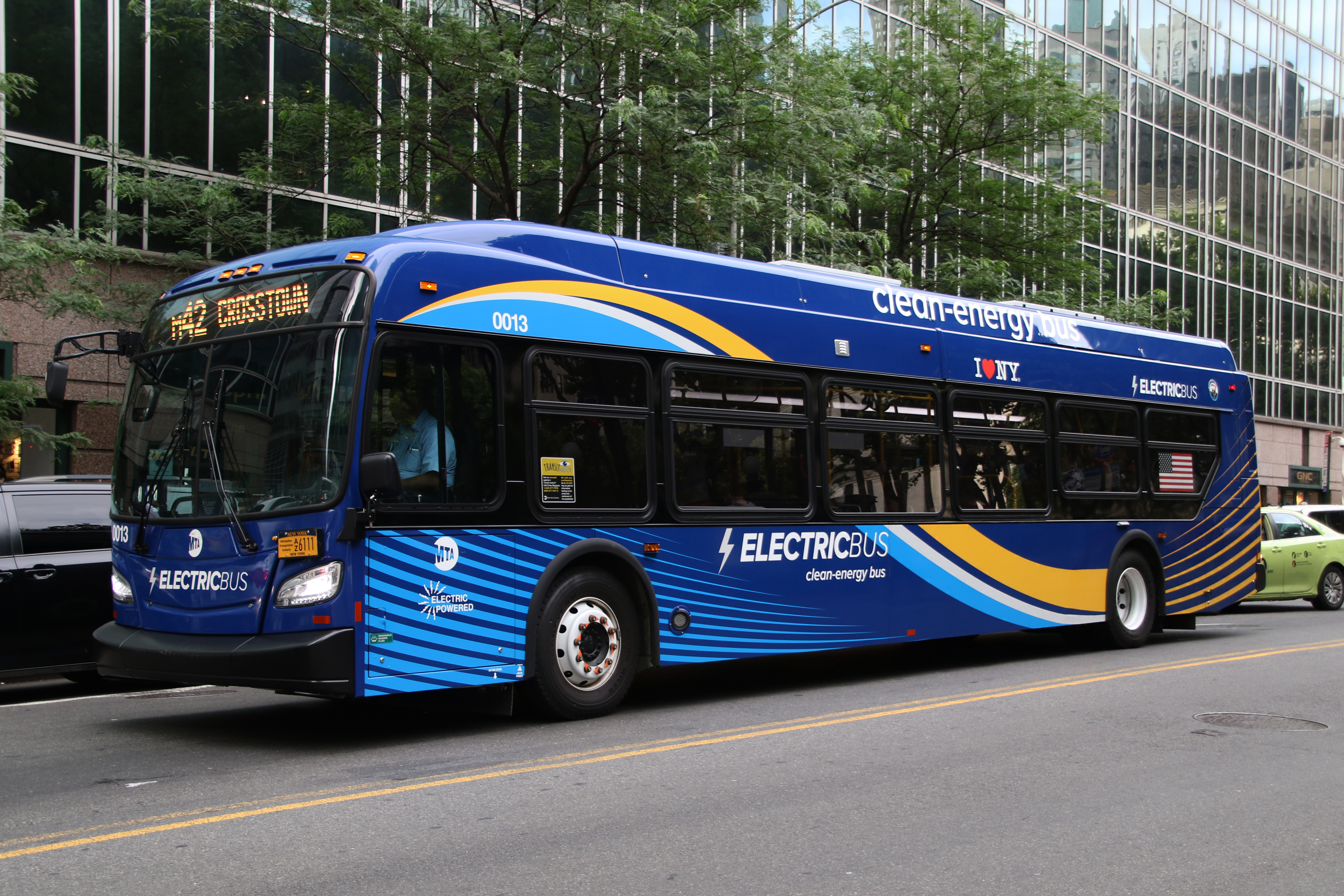
Autobus komunikacji miejskiej Nowego Jorku

Za obsługę dalekobieżnego transportu kolejowego odpowiedzialna jest korporacja Amtrak, korzystająca ze stacji Pennsylvania Station. Amtrak obsługuje połączenia wzdłuż Northeast Corridor, w tym do Bostonu, Filadelfii i Waszyngtonu, a także oferuje relacje dalekobieżne do takich miast, jak Chicago, Nowy Orlean, Miami, Toronto oraz Montreal. Port Authority Bus Terminal, główny terminal dla autobusów międzymiastowych, każdego dnia obsługuje za pośrednictwem 7 tysięcy autokarów ponad 200 tysięcy pasażerów, co czyni go najbardziej wykorzystywanym dworcem autobusowym na świecie.

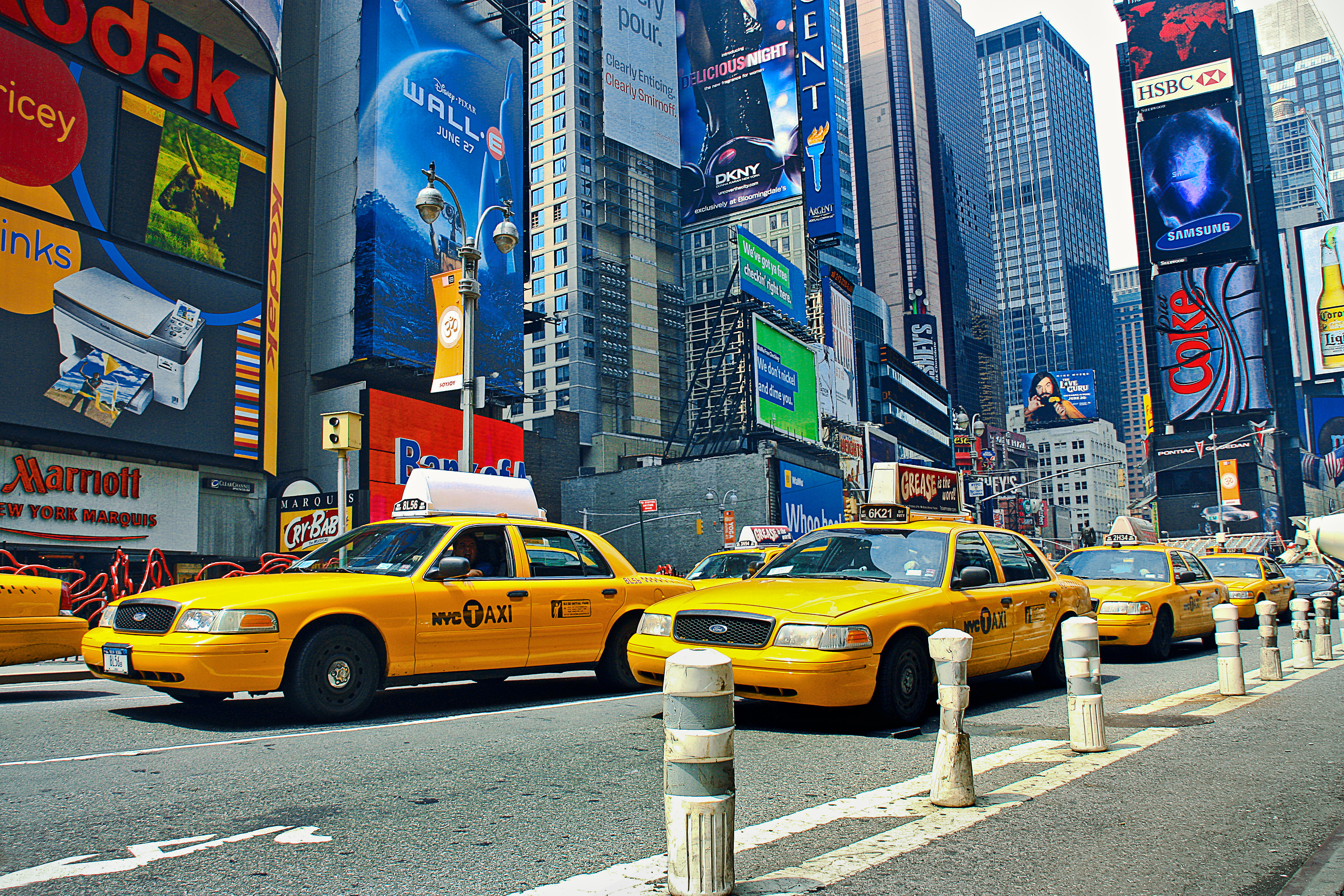
Nowojorskie taksówki na Times Square

Transport zbiorowy cieszy się w Nowym Jorku dużą popularnością. W 2005 roku 54,6% nowojorczyków podróżowało do pracy środkami komunikacji miejskiej. Stanowi to kontrast w porównaniu do pozostałych obszarów Stanów Zjednoczonych, gdzie około 90% mieszkańców dojeżdżało do pracy samochodami. Zgodnie z danymi US Census Bureau, nowojorczycy spędzali średnio 38,4 minuty dziennie w drodze do pracy – najwięcej spośród mieszkańców wszystkich amerykańskich metropolii.

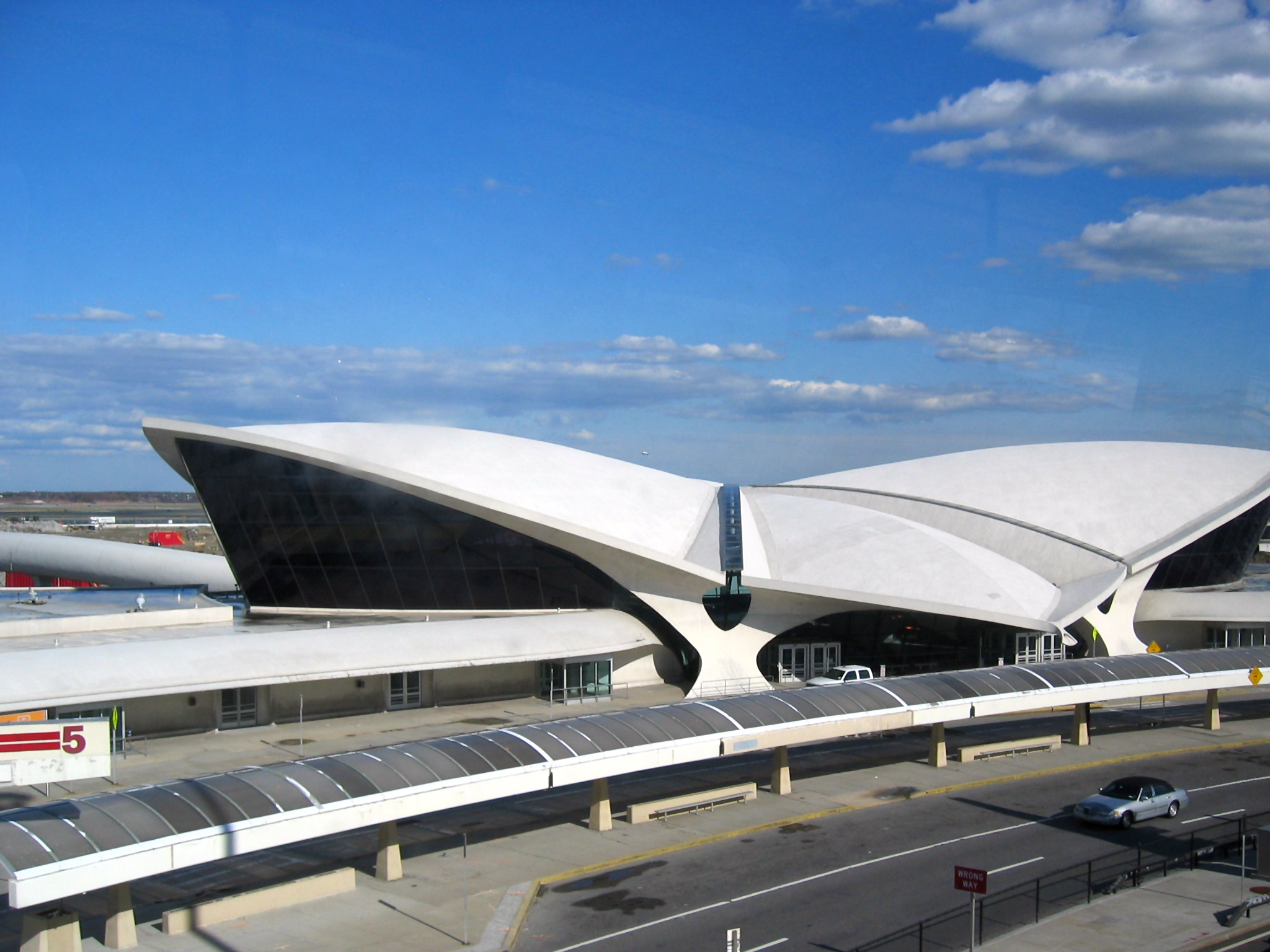
Terminal 5. portu lotniczego Johna F. Kennedy’ego

Nowy Jork jest najważniejszym punktem przyjęć międzynarodowych pasażerów w Stanach Zjednoczonych. Obszar obsługiwany jest głównie przez trzy porty lotnicze: John F. Kennedy International, Newark Liberty International i LaGuardia; istnieją również zaawansowane plany budowy czwartego dużego lotniska – Stewart International Airport w pobliżu Newburgh. W 2005 roku z tychże trzech portów lotniczych skorzystało 100 milionów pasażerów, czyniąc Nowy Jork przestrzenią powietrzną o najbardziej zagęszczonym ruchu w Stanach Zjednoczonych. Międzynarodowe loty wychodzące z JFK i Newark objęły około ¼ wszystkich amerykańskich turystów, którzy wyjechali poza granice kraju w 2004 roku. JFK stanowi centralny hub linii lotniczych JetBlue, czwarty co do wielkości węzeł American Airlines, a także szósty co do wielkości hub Delta Air Lines. Port lotniczy w Newark będzie trzecim co do wielkości węzłem przesiadkowym linii United Airlines, gdy jej fuzja z Continental Airlines zostanie sfinalizowana. W takim przypadku United Airlines będą największymi liniami lotniczymi na rynku nowojorskim.
Wysoki wskaźnik wykorzystania transportu publicznego, 120 tysięcy rowerzystów dziennie i szereg osób, które do pracy dostają się na piechotę, powoduje, że Nowy Jork jest jednym z najefektywniejszych energetycznie miast w Stanach Zjednoczonych. Spacer lub jazdę rowerem wybiera 21% mieszkańców miasta, podczas gdy współczynnik ten w skali krajowej wynosi 8%.
Uzupełniając szeroką sieć transportu publicznego w Nowym Jorku, miasto posiada również rozbudowaną sieć dróg ekspresowych i dróg szybkiego ruchu, które za pośrednictwem szeregu mostów i tuneli łączą Nowy Jork z Northern New Jersey, hrabstwem Westchester, Long Island i południowo-zachodnim Connecticut. Drogi te obsługują miliony mieszkańców przedmieść, którzy codziennie dojeżdżają do pracy w centrum Nowego Jorku, dlatego miasto boryka się z wielkimi „korkami”, zwłaszcza w godzinach największego ruchu.
Pomimo dużej roli, jaką w Nowym Jorku odgrywa transport zbiorowy, drogi także stanowią ważny element miasta. Siatka ulic Manhattanu odegrała znaczącą rolę w fizycznym rozwoju Nowego Jorku. Kilka ulic i alei miasta, a w tym Broadway, Wall Street i Madison Avenue, stanowi metonimię dla zebranych tam typów przemysłu, tzn. kolejno: teatru, finansów i reklamy.

## Władze

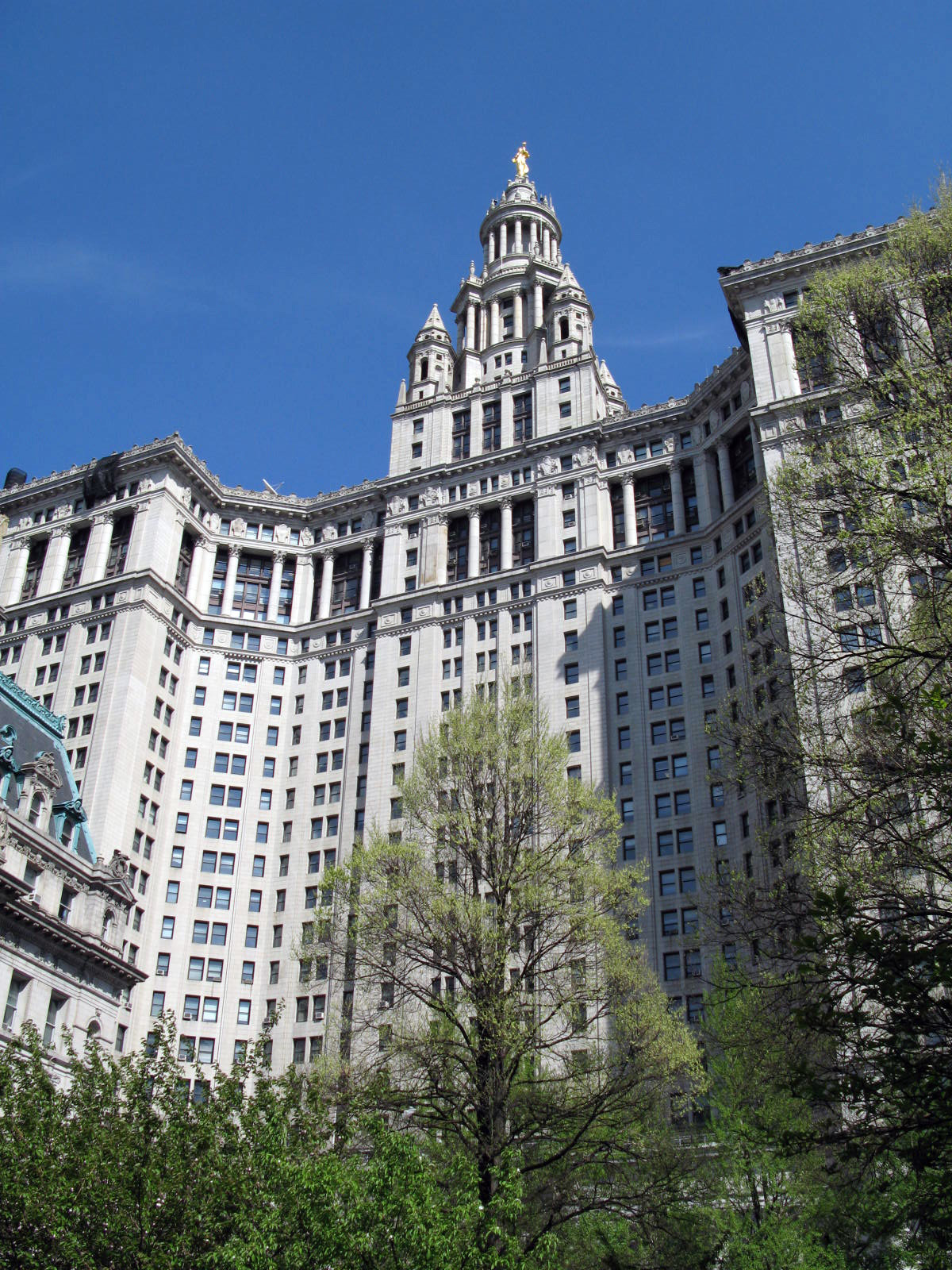
Manhattan Municipal Building stanowi siedzibę wielu miejskich instytucji

Od czasu konsolidacji w 1898 roku organizacja władzy w Nowym Jorku opiera się na strukturze burmistrz – rada miejska. Rząd Nowego Jorku jest bardziej scentralizowany niż w większości pozostałych miast Stanów Zjednoczonych. Nowojorskie władze centralne odpowiedzialne są za edukację publiczną, zakłady poprawcze, biblioteki, bezpieczeństwo publiczne, obiekty rekreacyjne, kwestie sanitarne, opiekę społeczną, a także zaopatrzenie miasta w wodę. Burmistrz i radni wybierani są na czteroletnią kadencję, mając prawo do dwóch bezpośrednich reelekcji; następnie, po czteroletniej przerwie, mogą ponownie ubiegać się o stanowisko. Rada miasta Nowy Jork jest jednoizbowym organem złożonym z 51 członków.
Aktualnie funkcję burmistrza Nowego Jorku pełni Eric Adams z Partii Demokratycznej, który piastuje stanowisko od 2022 roku. Jego poprzednikiem był Bill de Blasio, również z Partii Demokratycznej.
De Blasio zastąpił na tym stanowisku 1 stycznia 2014 r. Michaela Bloomberga, który zajmował to stanowisko przez trzy kadencje, od roku 2001. Bloomberg znany był z tego, że przejął kontrolę nad miejskim systemem edukacji, nadzorowanym dotychczas przez władze stanu, a także z działań mających na celu rozwój gospodarczy miasta oraz z agresywnej polityki w dziedzinie zdrowia publicznego. W drugiej kadencji podjął się reformy szkolnictwa, redukcji ubóstwa i kontroli obrotu bronią na terenie miasta; te trzy kwestie były wówczas priorytetami jego administracji.

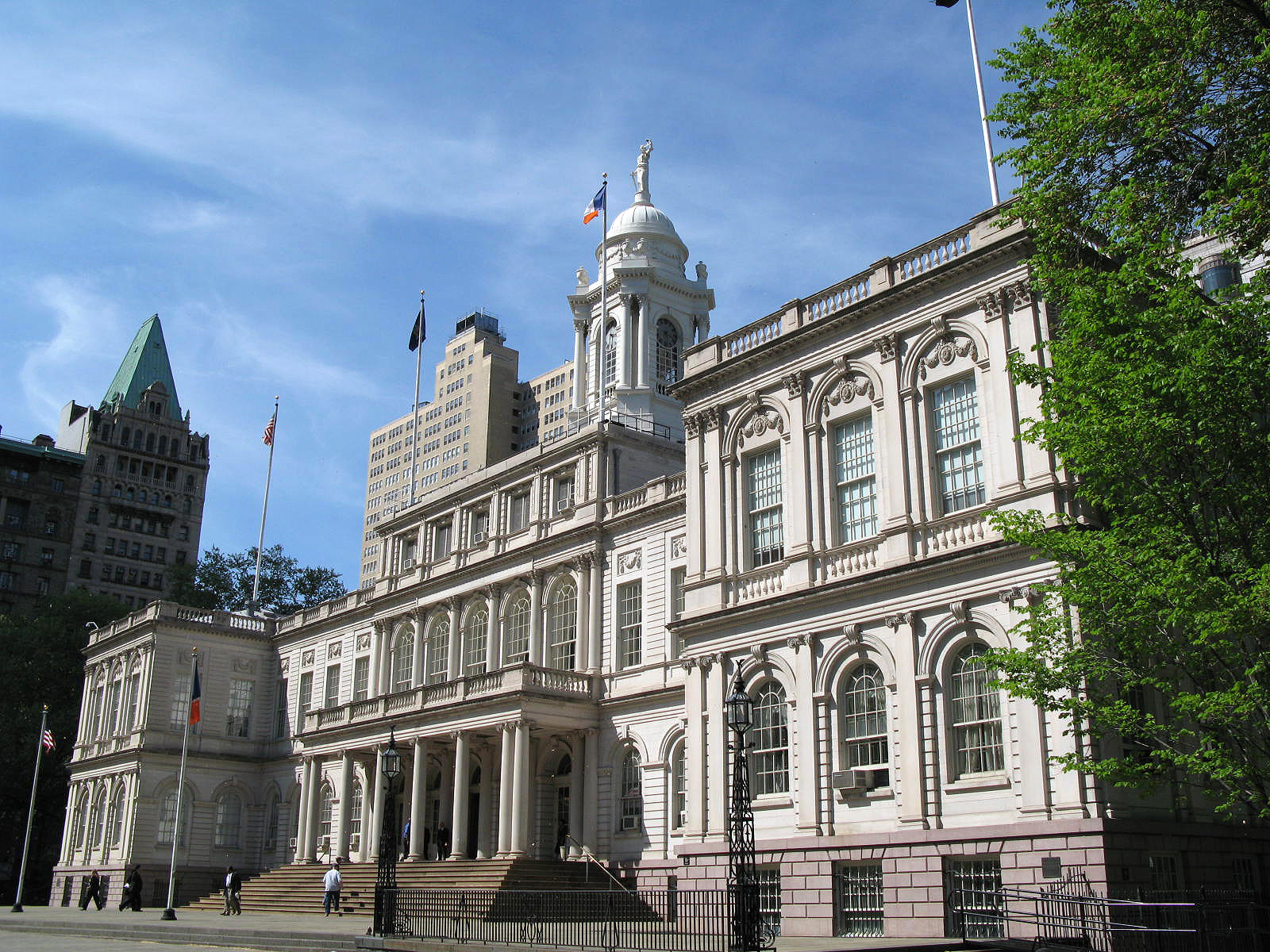
New York City Hall jest najstarszym ratuszem w Stanach Zjednoczonych, który wciąż pełni swoją pierwotną funkcję

Wraz z burmistrzem Bostonu, Thomasem Menino, Bloomberg założył w 2006 roku organizację Mayors Against Illegal Guns Coalition, której ideą było wzmożenie bezpieczeństwa publicznego przez eliminację nielegalnej broni z ulic. Większość urzędów w mieście zarządzana jest przez Partię Demokratyczną. Nowy Jork był reprezentowany przez republikanina w wyborach prezydenckich po raz ostatni w 1924 roku. Programy polityczne partii koncentrują się w Nowym Jorku na kwestiach tanich mieszkań, edukacji, rozwoju gospodarczego, a także rynku pracy.
Nowy Jork jest najważniejszym źródłem pozyskiwania środków finansowych na cele polityczne w Stanach Zjednoczonych, a cztery z pięciu kodów pocztowych w kraju, które przynoszą największe dotacje polityczne, pochodzi z Manhattanu. Najważniejszy kod pocztowy w tym aspekcie, 10021 z Upper East Side, wygenerował w 2004 roku większość pieniędzy na kampanie prezydenckie George’a W. Busha i Johna Kerry’ego. Finanse Nowego Jorku charakteryzują się silnymi zaburzeniami równowagi płatniczej w rozrachunkach stanowych i krajowych. Miasto otrzymuje od państwa 83 centy za każdego dolara wysłanego do rządu federalnego za pośrednictwem podatków (to znaczy – Nowy Jork każdego roku wysyła państwu 11,4 miliarda dolarów więcej, niż otrzymuje z powrotem). Ponadto miasto co roku przekazuje stanowi Nowy Jork kolejnych 11 miliardów dolarów więcej, niż dostaje z powrotem.

### Ochrona środowiska
Wykorzystanie publicznego transportu zbiorowego w Nowym Jorku jest największe na terenie całych Stanów Zjednoczonych, zaś zużycie benzyny w mieście jest takie, jak średnia krajowa w latach 20. XX wieku. Dzięki wysoko rozwiniętej sieci transportu masowego miasto zaoszczędziło 1,8 miliarda galonów amerykańskich (6 800 000 m³) oleju napędowego w 2006 roku; Nowy Jork zapewnia ponadto połowę oszczędności tego surowca (wynikającej z tranzytu) w skali państwowej. Gęstość zaludnienia, niski wskaźnik korzystania z samochodów i wysoka użyteczność transportu zbiorowego, czynią z Nowego Jorku jedno z najefektywniejszych energetycznie miast w Stanach Zjednoczonych. Emisja gazów cieplarnianych wynosi w Nowym Jorku 7,1 tony na osobę, co stanowi relatywnie niewysoki wynik w porównaniu do średniej krajowej w granicach 24,5 tony. Nowojorczycy są odpowiedzialni za 1% gazów cieplarnianych emitowanych przez Stany Zjednoczone, co stanowi niski poziom z uwagi na to, że miasto zamieszkuje 2,7% populacji kraju. Przeciętny nowojorczyk zużywa niespełna połowy energii, którą wykorzystuje mieszkaniec San Francisco, a także niemalże 1/4 energii, którą konsumuje mieszkaniec Dallas.

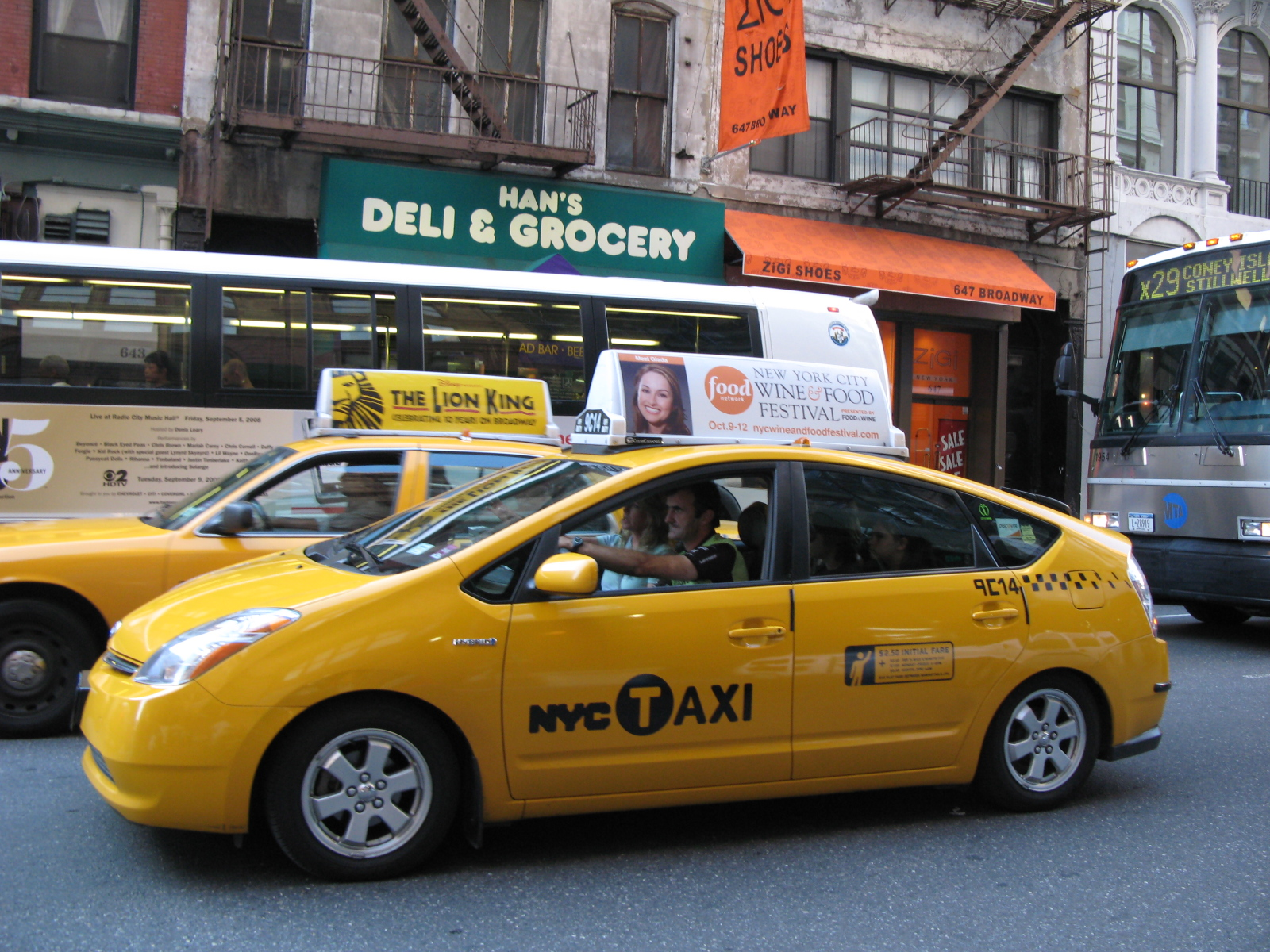
W lipcu 2010 roku Nowy Jork posiadał 3715 taksówek hybrydowych w użyciu – więcej, niż jakiekolwiek inne miasto Ameryki Północnej

W ostatnich latach miasto podjęło działania mające na celu zmniejszanie negatywnego oddziaływania na środowisko naturalne. Koncentracja zanieczyszczonego powietrza w Nowym Jorku doprowadziła do wysokich wskaźników występowania astmy, a także innych chorób układu oddechowego wśród mieszkańców miasta. Władze Nowego Jorku zobowiązane są do zakupu jedynie najbardziej energooszczędnych urządzeń do stosowania w urzędach miejskich i instytucjach użytku publicznego. Nowy Jork posiada największą liczbę autobusów wykorzystujących olej napędowy z obniżoną zawartością siarki oraz CNG spośród wszystkich miast w Stanach Zjednoczonych. Ponadto w połowie 2010 roku w Nowym Jorku kursowało 3715 taksówek o napędzie hybrydowym, a także innych pojazdów zasilanych olejem napędowym z obniżoną zawartością siarki; samochody hybrydowe stanowiły wówczas 28% wszystkich taksówek działających w Nowym Jorku – więcej niż w jakimkolwiek innym mieście Ameryki Północnej.
Nowy Jork jest jedynym miastem w Stanach Zjednoczonych, w którym większość (52%) gospodarstw domowych nie dysponuje samochodem; jedynie 22% mieszkańców Manhattanu posiada samochód. Dla porównania, około 90% gospodarstw domowych w skali państwa dysponuje co najmniej jednym samochodem.
Władze miasta Nowy Jork były w 2007 roku jedną ze stron powodowych w skierowanej do Sądu Najwyższego słynnej sprawie przeciw Agencji Ochrony Środowiska (EPA), która sprzeciwiała się uznaniu dwutlenku węgla za gaz szkodliwy. Nowy Jork jest również liderem w dziedzinie konstrukcji energooszczędnych, ekologicznych budynków biurowych, włączając w to między innymi Hearst Tower.
Woda pitna dostarczana jest do Nowego Jorku z chronionego dorzecza, znajdującego się w Catskill Mountains. Dzięki integralności i niezakłóconemu, naturalnemu systemowi filtracji wody w Catskill Mountains, Nowy Jork jest jednym z czterech wielkich miast w Stanach Zjednoczonych, w których woda pitna jest na tyle czysta, iż nie wymaga dodatkowych procesów uzdatniania.

### Przestępczość
Od roku 2005 Nowy Jork ma najniższy współczynnik przestępczości spośród wszystkich 25 największych miast w Stanach Zjednoczonych. Bezpieczeństwo poprawiło się znacznie od lat 80., w których zanotowano duży wzrost przestępczości, i początków lat 90., czyli tzw. epidemii kokainy. W latach 1990–2010 odnotowano w Nowym Jorku największy i najdłuższy spadek liczby przestępstw ulicznych. W 2002 roku współczynnik przestępczości w Nowym Jorku miał ten sam poziom, co w mieście Provo w stanie Utah; Nowy Jork zajmował wtedy 197. miejsce pod względem wskaźnika przestępczości na liście 216 amerykańskich miast o populacjach większych, niż 100 tysięcy mieszkańców. Przemoc w Nowym Jorku zmalała w okresie od 1993 do 2005 roku o ponad 75%; spadek ten notowano ponadto w okresie, w którym przestępczość w skali państwa rosła. W 2005 roku współczynnik zabójstw na terenie miasta osiągnął najniższy poziom od 1966 roku; z kolei w 2007 roku w Nowym Jorku dokonano poniżej 500 zabójstw – najmniej, odkąd opublikowano pierwsze tego typu statystyki w 1963 roku. 95,1% ofiar wszelkiego rodzaju morderstw oraz 95,9% ofiar strzelanin w Nowym Jorku miało pochodzenie latynoskie lub reprezentowało rasę czarną. 90,2% aresztowanych pod zarzutem morderstwa i 96,7% aresztowanych pod zarzutem postrzału miało pochodzenie latynoskie lub reprezentowało rasę czarną.
Socjologowie i kryminologowie nie osiągnęli dotychczas konsensusu w sprawie wytłumaczenia tak znacznego spadku przestępczości w mieście. Część z nich przypisywała to zjawisko nowej taktyce stosowanej przez New York City Police Department, opartej przede wszystkim na procesie CompStat oraz teorii rozbitych okien. Inne opinie mówiły natomiast, że do ograniczenia przestępczości przyczyniły się zwalczenie epidemii kokainy i zmiany demograficzne w strukturze populacji miasta. Niektóre dane wskazują jednak, że w okresie spadku przestępczości w Nowym Jorku nie zachodziły istotne zmiany grup etnicznych czy innych czynników mogących wyjaśniać tak znaczące obniżenie przestępczości. Na podstawie analizy danych ze szpitali i aresztów nie wykazano spadku używania narkotyków w okresie spadku przestępczości. Niektórzy łączą spadek przestępczości ze zwiększeniem liczby policjantów na ulicach i patroli w najniebezpieczniejszych miejscach (zaznaczając jednocześnie, że nie zwiększyła się radykalnie liczba zatrzymań za drobne przestępstwa).
Przestępczość zorganizowana jest od dawna powiązana z Nowym Jorkiem, a jej prekursorami w latach 20. XIX wieku były gangi Forty Thieves i Roach Guards. Już w 1850 roku w Nowym Jorku odnotowano ponad 200 wojen toczonych głównie przez młode gangi. W XX wieku narodziła się nowojorska mafia, zdominowana przez Pięć Rodzin – które do dziś stanowią największą i najbardziej wpływową organizację przestępczą w mieście. Wśród licznych gangów, które powstały pod koniec XX wieku, był między innymi Black Spades. Do najważniejszych gangów, które obecnie działają w Nowym Jorku, zaliczyć można Bloods, Crips, Latin Kings oraz MS-13.

### Ochrona przeciwpożarowa i ratownictwo medyczne

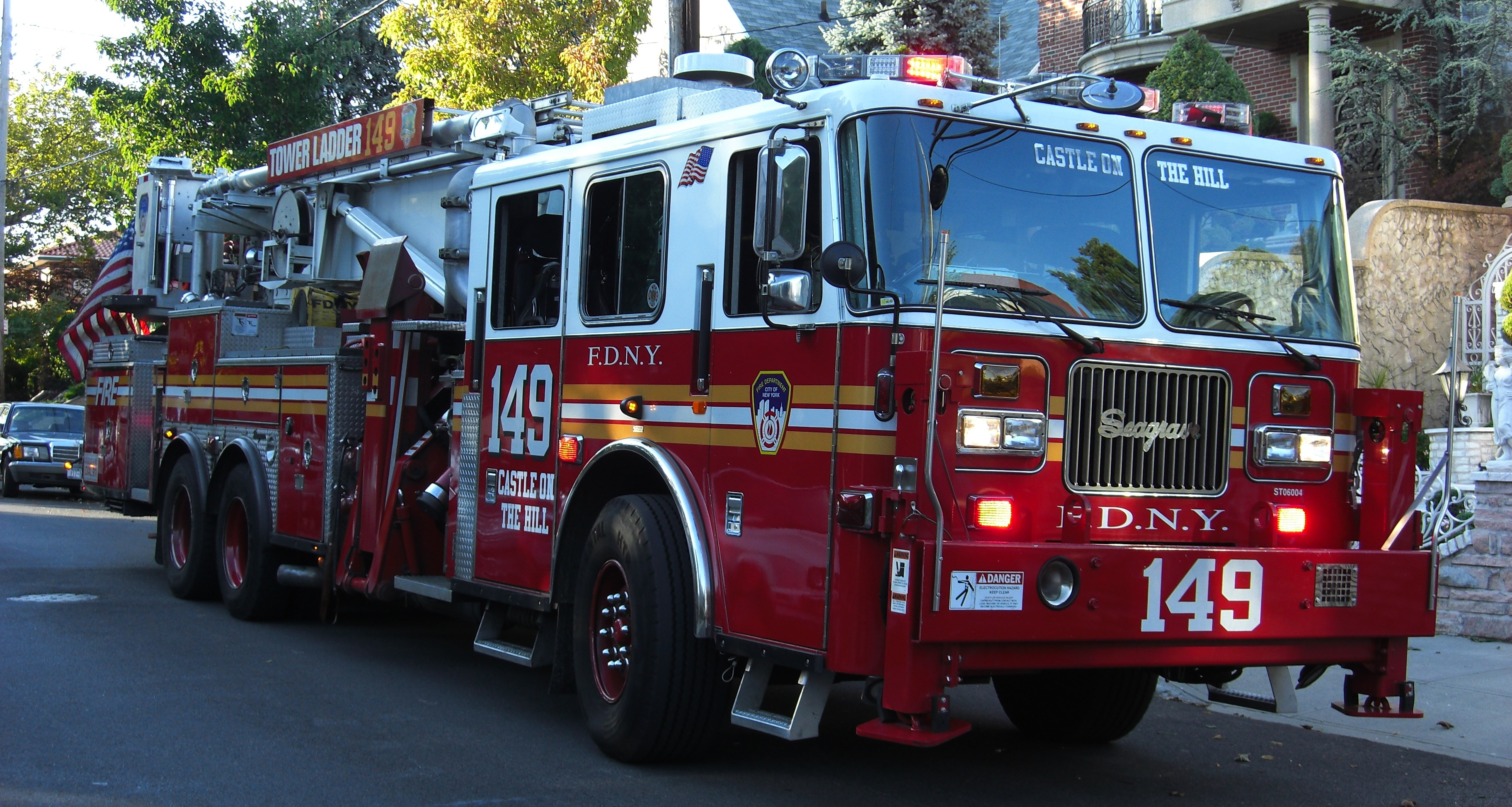
Kompania drabinowa (Ladder Company 149 z siedzibą na Brooklynie).

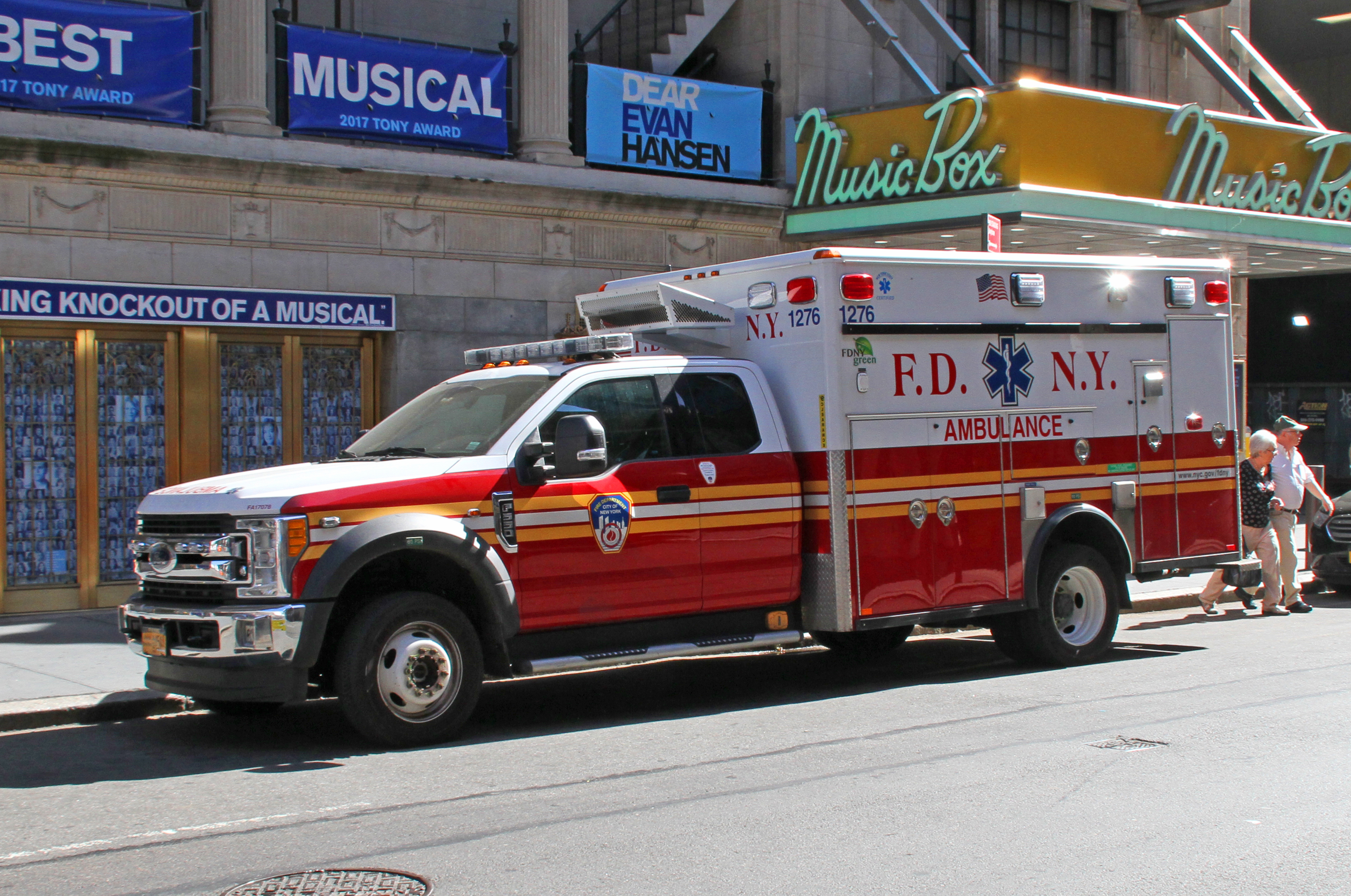
Ambulans Ford F-550.

Straż pożarna i ratownictwo medyczne w Nowym Yorku funkcjonuje w ramach Fire Department of the City of New York (FDNY). Straż pożarna w Nowym Jorku jest największą miejską strażą pożarną w Stanach Zjednoczonych, a także drugą co do wielkości na świecie po straży pożarnej w Tokio. FDNY zatrudnia ponad 10,9 tys. strażaków, 4,2 tys. ratowników medycznych (EMS – Emergency Medical Services) i 2 tys. pracowników cywilnych.
Straż pożarna w Nowym Yorku ma inny model funkcjonowania niż w Polsce. Oprócz włączenia ratownictwa medycznego do straży pożarnej (1996 r.) jest także całkowicie zależna od władz miasta. W Polsce straż pożarna podporządkowana jest komendom wojewódzkim i komendzie głównej.
11 września 2001 roku w zamachach na World Trade Center zginęło 343 strażaków i ratowników medycznych FDNY.

### Bezdomność
W trzeciej dekadzie XXI wieku bezdomność w Nowym Jorku osiągnęła najwyższy poziom od czasu Wielkiego Kryzysu, w latach trzydziestych XX wieku. W 2023 roku schroniska w Nowym Jorku były przeciążone, ponieważ liczba bezdomnych przekroczyła 100 tysięcy. Według danych z 2019 roku, wśród amerykańskich stanów – Nowy Jork odnotował najwyższy wskaźnik bezdomności, gdzie na 10 tys. mieszkańców przypadało 47,3 bezdomnych.

## Edukacja

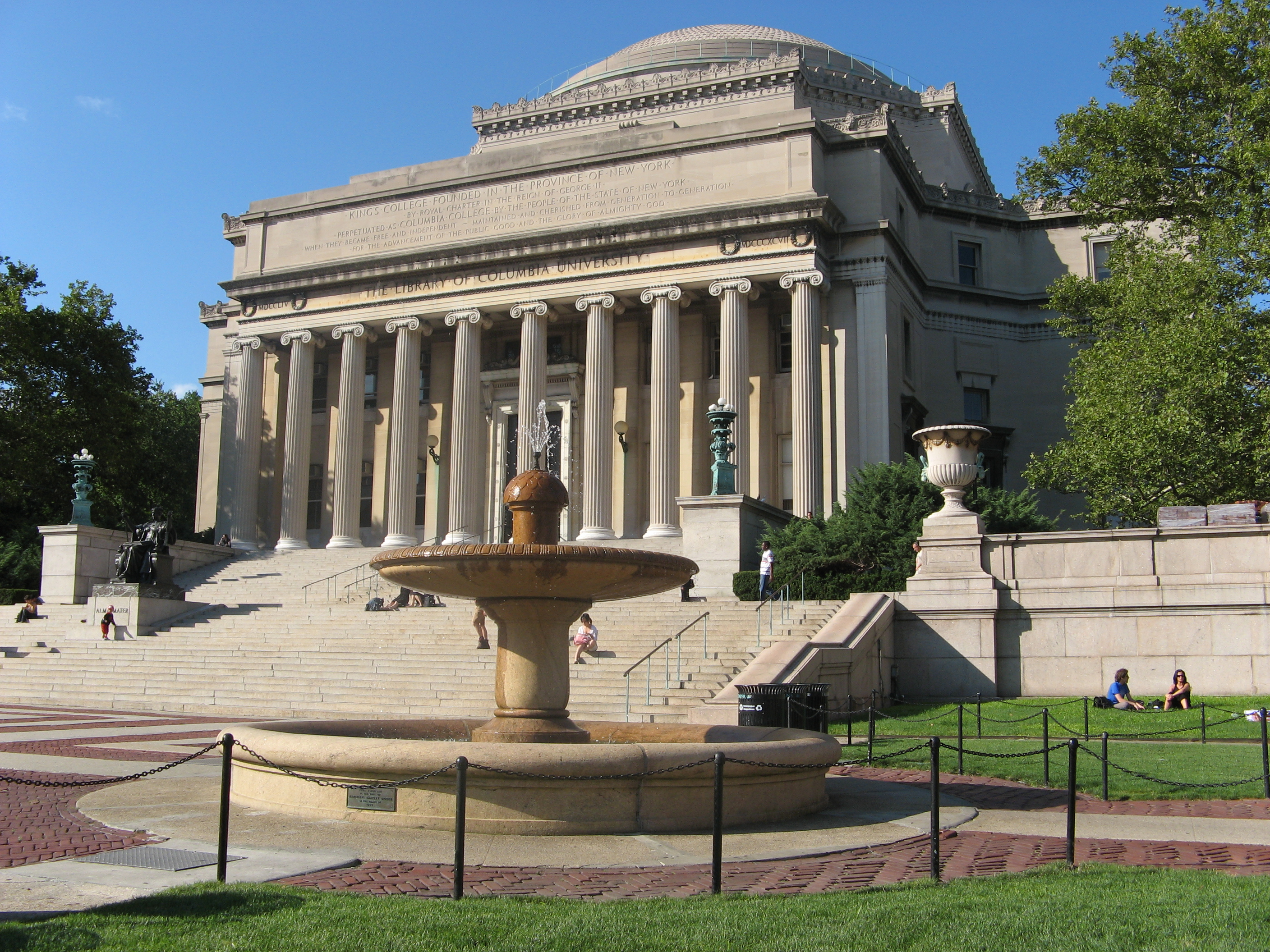
Biblioteka Low Memorial Library należąca do Columbia University

System szkolnictwa publicznego w Nowym Jorku, zarządzany przez New York City Department of Education, jest największym spośród wszystkich systemów w amerykańskich miastach. Do ponad 1200 szkół podstawowych i średnich uczęszcza około 1,1 miliona uczniów. Nowojorskie szkoły społeczne, częściowo finansowane ze środków publicznych, obejmują między innymi Harlem Success Academy i Girls Prep. W mieście działa dodatkowo ponad 900 prywatnych szkół świeckich i religijnych. Mimo że Nowy Jork nie jest zasadniczo postrzegany jako miasto studenckie, mieszka tutaj około 594 tysiące studentów – więcej niż w jakimkolwiek innym mieście w Stanach Zjednoczonych. W 2005 roku trzech na pięciu mieszkańców Manhattanu było absolwentami uczelni, zaś jeden na czterech mieszkańców posiadał stopień naukowy; tworzyło to jedno z największych skupisk osób z wyższym wykształceniem spośród wszystkich amerykańskich miast.
Nowy Jork jest siedzibą wielu prestiżowych prywatnych uczelni, do których zaliczyć można m.in.: Barnard College, Columbia University, Cooper Union, Fordham University, New York University, The New School, Pace University i Yeshiva University. Publiczny system City University of New York jest jednym z największych uniwersytetów w Stanach Zjednoczonych i obejmuje szereg podległych mu college’ów i community college’ów. W Nowym Jorku działają dziesiątki mniejszych uczelni prywatnych i uniwersytetów, włączając w to wiele instytucji specjalnego przeznaczenia oraz instytucji religijnych, a w tym: St. John’s University, The Juilliard School, The College of Mount Saint Vincent, a także The School of Visual Arts.

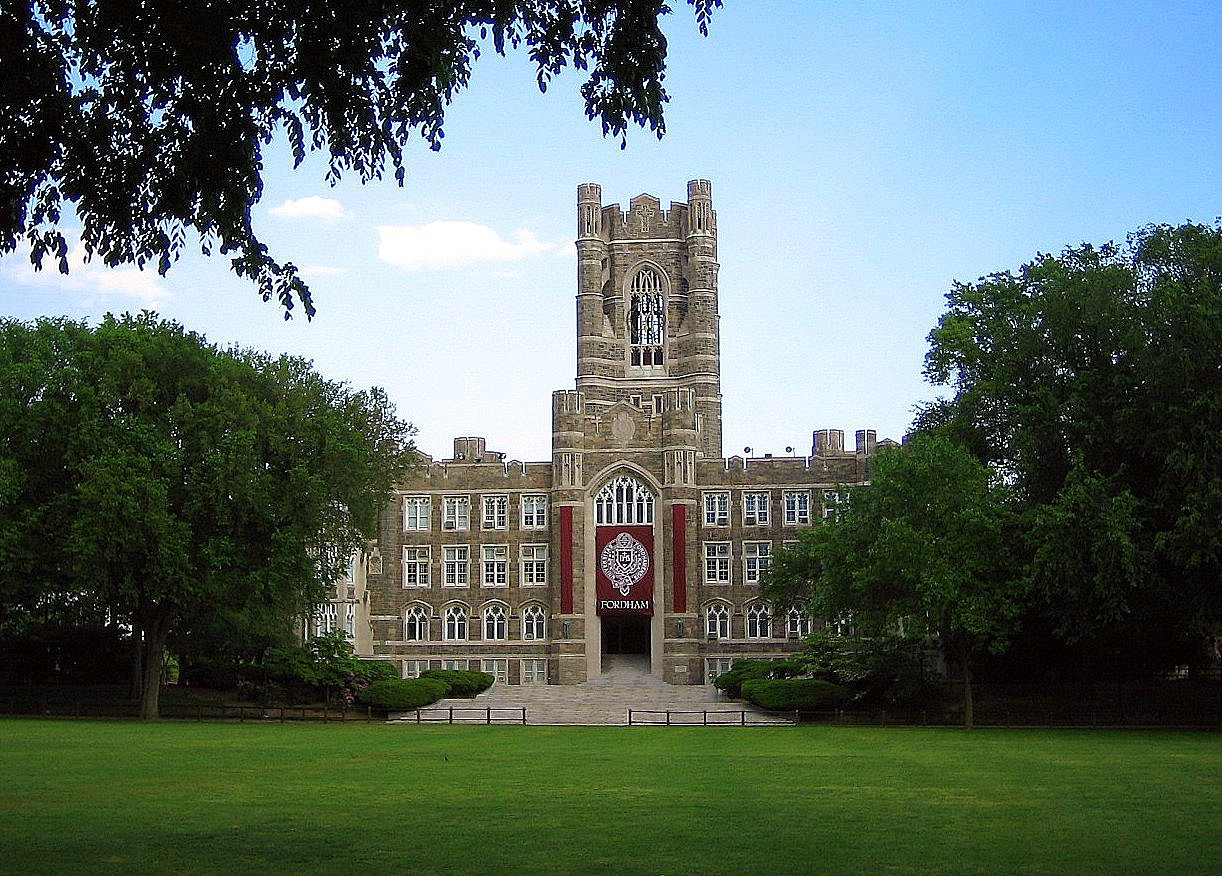
Kampus Uniwersytetu Fordham na Bronksie

Duża część prowadzonych w mieście badań naukowych skupia się na obszarach medycyny i nauk biologicznych. Mieszkańcy Nowego Jorku mają największą liczbę podyplomowych stopni naukowych przyznawanych corocznie w Stanach Zjednoczonych; w mieście działa 40 tysięcy licencjonowanych lekarzy, zaś 127 laureatów Nagrody Nobla ma swoje korzenie w lokalnych instytucjach. Nowy Jork otrzymuje w sumie drugie co do wielkości wsparcie finansowe od National Institutes of Health spośród wszystkich miast w Stanach Zjednoczonych. Główne nowojorskie instytucje biomedyczne obejmują: Memorial Sloan-Kettering Cancer Center, Rockefeller University, SUNY Downstate Medical Center, Albert Einstein College of Medicine, Mount Sinai School of Medicine oraz Weill Cornell Medical College.
Nowojorska Biblioteka Publiczna, która dysponuje największymi zbiorami ze wszystkich amerykańskich bibliotek publicznych, posiada swoje oddziały w Bronksie, Manhattanie i Staten Island. Miasto Nowy Jork nie posiada jednolitego systemu bibliotek publicznych dla wszystkich 5 dzielnic. Funkcjonują 3 oddzielne instytucje – oprócz Nowojorskiej Biblioteki Publicznej istnieją również Brooklyńska Biblioteka Publiczna i Biblioteka Publiczna Dzielnicy Queens, czyli druga co do wielkości biblioteka publiczna w Stanach Zjednoczonych.

## Kultura
Wydaje się, że kultura jest tu obecna w powietrzu, zupełnie jakby była częścią pogody.

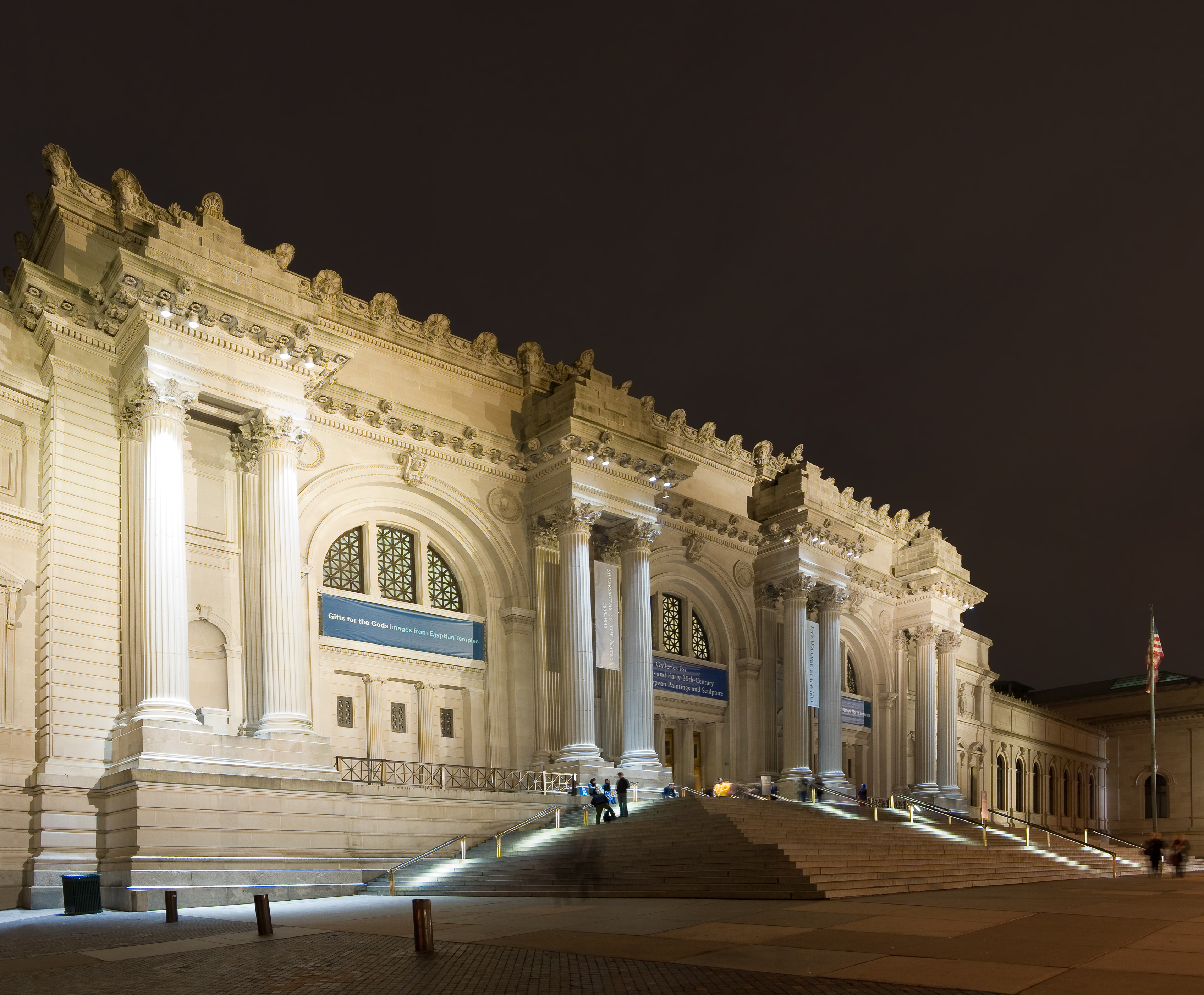
Metropolitan Museum of Art jest jednym z największych muzeów na świecie

Nowy Jork wyróżnia się w sferach sztuki, kuchni, tańca, muzyki, opery i teatrów, kina niezależnego, mody, muzeów i literatury. Właśnie tutaj narodziły się liczne ruchy kulturowe, takie jak Renesans Harlemu, który ustanowił odrębny kanon literatury afroamerykańskiej w Stanach Zjednoczonych, ekspresjonizm abstrakcyjny w malarstwie, a także hip hop, punk, salsa, disco, freestyle i Tin Pan Alley w muzyce. Nowy Jork uważany jest przez wielu za światową stolicę tańca. Miasto samo w sobie często jest bohaterem książek, filmów oraz programów telewizyjnych; na przestrzeni lat powstały również liczne utwory mu poświęcone (do najbardziej znanych przykładów należy między innymi „New York, New York” z musicalu o tym samym tytule).
Miasto było centrum muzyki jazzowej w latach 40. XX wieku, ekspresjonizmu abstrakcyjnego w latach 50., a także miejscem narodzin hip-hopu pod koniec lat 70. W latach 70. i 80. duży wpływ na rozwój gatunków miała nowojorska scena punkowa i hardcore’owa.

### Rozrywka i sztuka

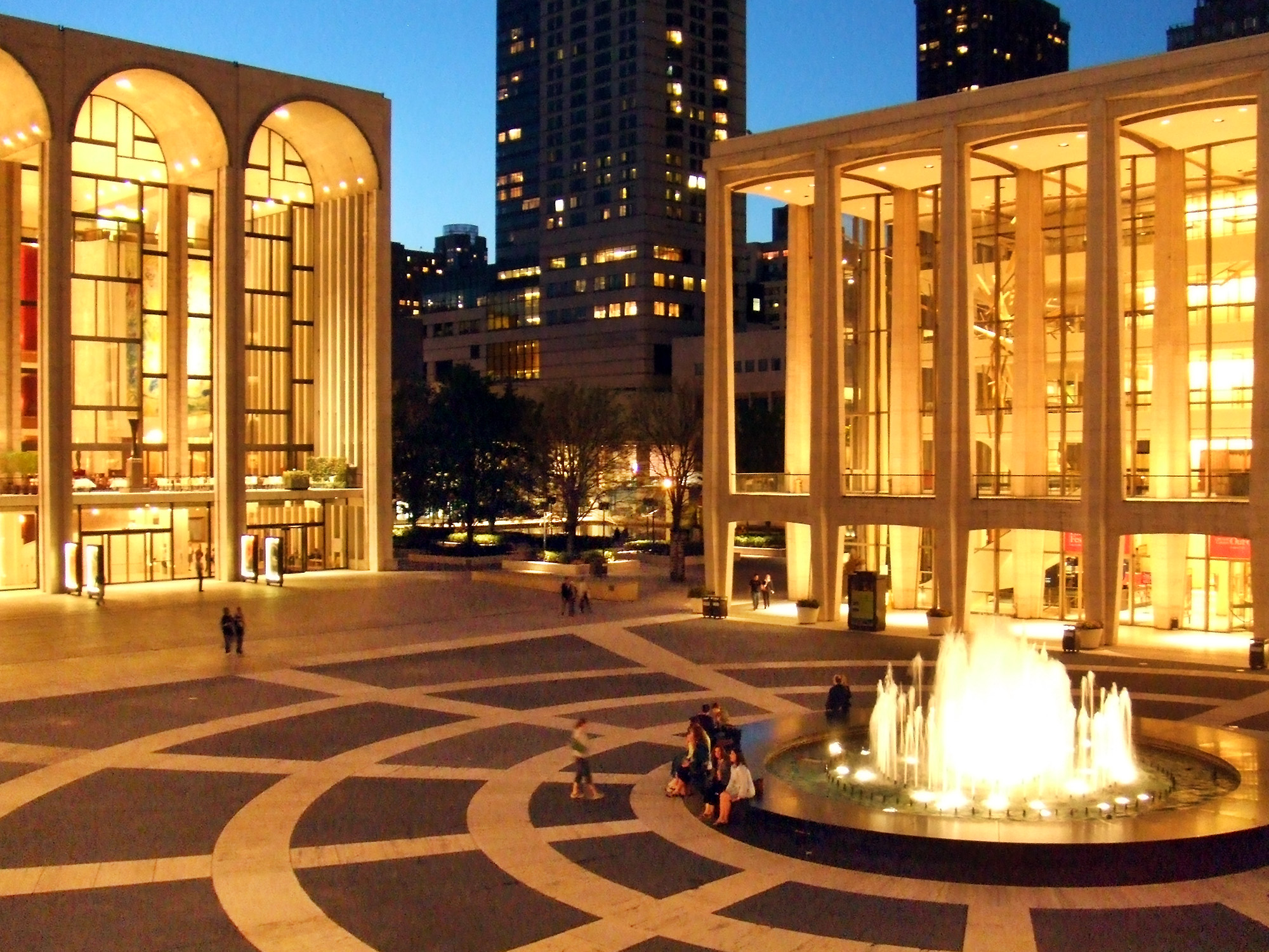
Lincoln Center for the Performing Arts

Nowy Jork odgrywa ważną rolę w amerykańskim przemyśle filmowym, stanowiąc drugie co do wielkości centrum tej branży w Stanach Zjednoczonych. W 1920 roku w mieście nakręcono obraz Manhatta, reprezentujący wczesny nurt awangardy.
W Nowym Jorku znajduje się ponad 2 tysiące instytucji kulturowych, a także ponad 500 różnorodnych galerii sztuki.
Roczny budżet, jaki na sztukę przeznaczają władze Nowego Jorku, jest większy niż środki, którymi dysponuje agencja rządowa National Endowment for the Arts. Zamożni przemysłowcy wybudowali w XIX wieku sieć ważnych instytucji kulturalnych, takich jak Carnegie Hall i Metropolitan Museum of Art, które zyskały międzynarodowe uznanie. Pojawienie się oświetlenia elektrycznego doprowadziło do opracowania pierwszych produkcji teatralnych. W latach 80. XIX wieku nowojorskie teatry na Broadwayu i wzdłuż 42. ulicy zaczęły wystawiać nową formę sztuki scenicznej, znaną jako broadwayowskie musicale. Inspirowane życiem imigrantów produkcje takich twórców, jak Edward Harrigan i George M. Cohan, wykorzystywały w narracji piosenki zawierające motywy nadziei i ambicji.
Broadway – to nazwa skupiska około 40 największych nowojorskich teatrów mieszczących się przy ulicy Broadway, która przecina Times Square.
W skład wielkiego kompleksu muzycznego Lincoln Center for the Performing Arts wchodzi 12 słynnych instytucji, w tym Jazz at Lincoln Center, Metropolitan Opera, New York City Opera, Filharmonia Nowojorska, siedziba New York City Ballet, Vivian Beaumont Theatre oraz Juilliard School. Lincoln Center for the Performing Arts jest największym centrum sztuki w Stanach Zjednoczonych.
Każdego lata w Central Parku odbywa się doroczny festiwal Central Park Summerstage, w trakcie którego mają miejsce darmowe koncerty i przedstawienia.

### Turystyka

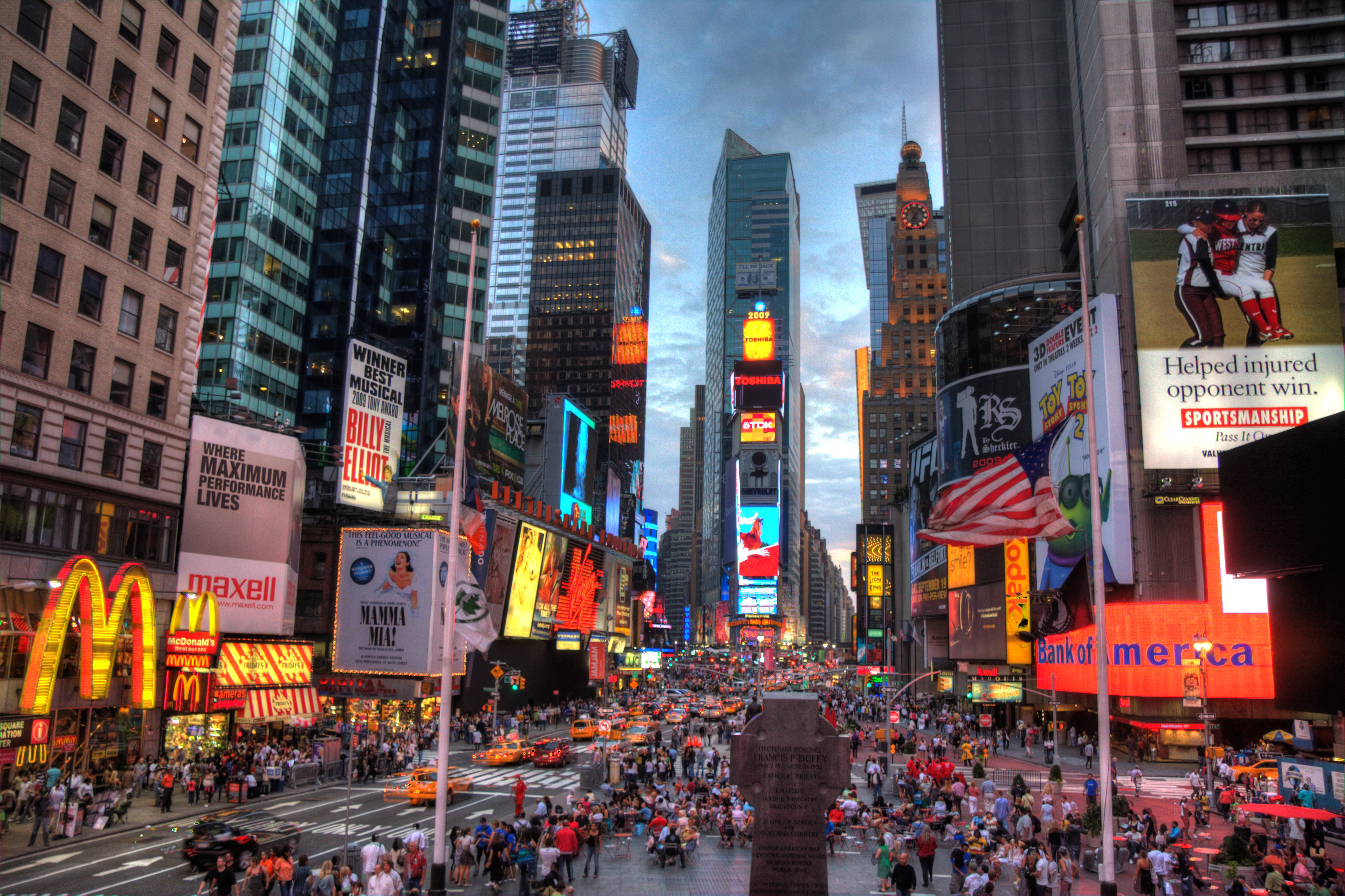
Times Square jest najczęściej odwiedzaną atrakcją turystyczną w całych Stanach Zjednoczonych

Turystyka jest jedną z najważniejszych gałęzi przemysłu Nowego Jorku, w czasie ostatnich pięciu lat każdego roku miasto odwiedzało ponad 40 milionów gości ze Stanów Zjednoczonych i ze świata. Do głównych atrakcji należą przede wszystkim: Empire State Building, Statua Wolności, Wyspa Ellis, produkcje teatrów na Broadwayu, muzea takie jak Metropolitan Museum of Art, Central Park, Rockefeller Center, Times Square, zakupy w luksusowych butikach przy Piątej Alei i Madison Avenue, przedsięwzięcia takie jak doroczne parady Halloween Parade oraz Macy's Thanksgiving Day Parade, sezonowe rozrywki pokroju lodowisk działających zimą w Central Parku, a także Tribeca Film Festival. Poza kluczowymi obszarami turystycznymi w Nowym Jorku dużą popularnością cieszą się również Bronx Zoo, Coney Island oraz New York Botanical Garden.
W 2010 roku Nowy Jork odwiedziła rekordowa liczba turystów – 48,7 miliona. Ówczesny burmistrz miasta, Michael Bloomberg, przyznał, że jego celem jest ustanowienie nowego rekordu w 2012 roku, kiedy to liczba gości w Nowym Jorku ma przekroczyć 50 milionów.
W 2018 roku Nowy Jork odwiedziło 13,67 mln turystów z całego świata – był szóstym najczęściej odwiedzanym miastem na świecie.

### Media

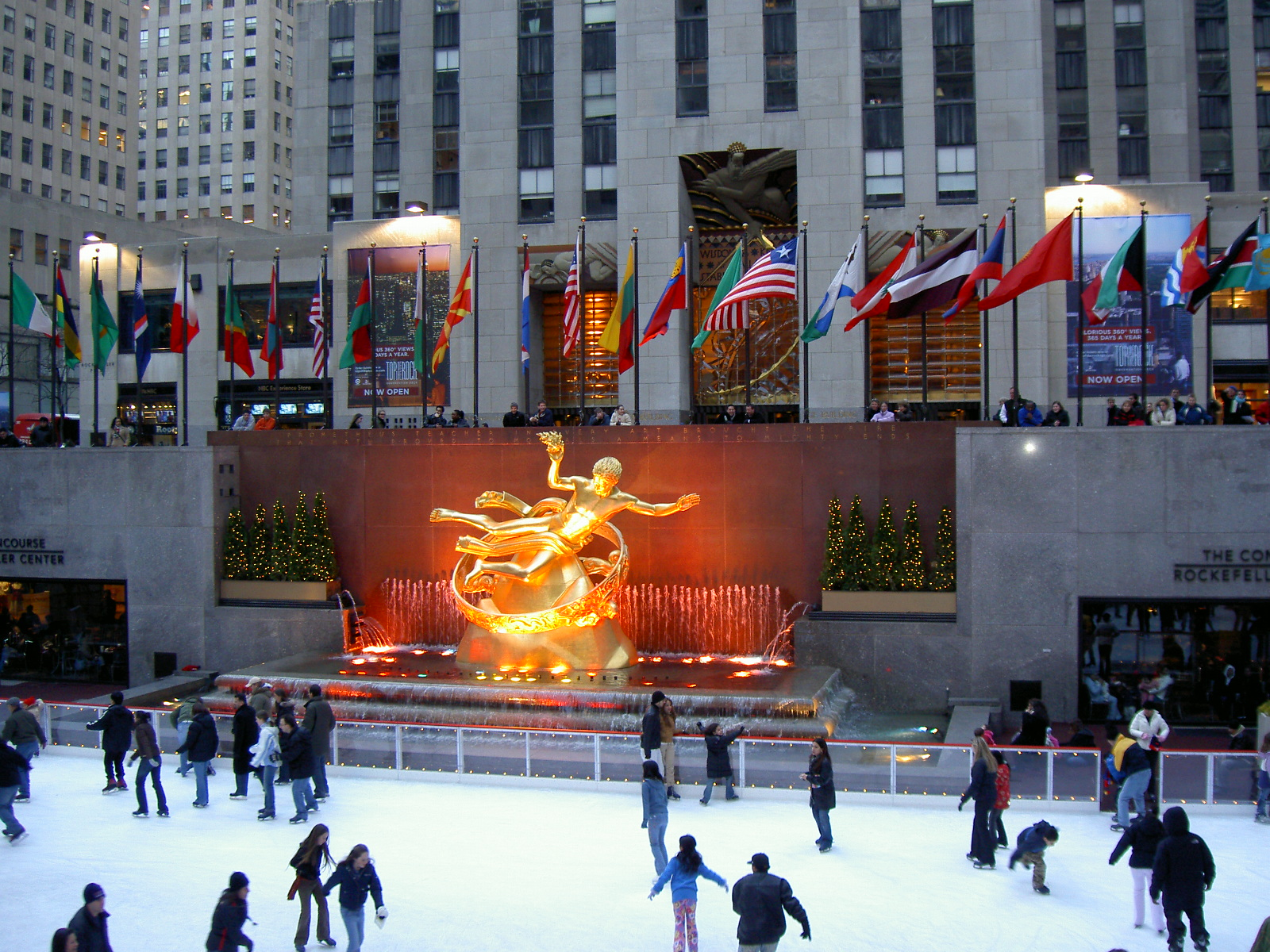
Rockefeller Center, siedziba NBC Studios

Nowy Jork stanowi centrum przemysłu telewizyjnego, muzycznego, wydawniczego, reklamowego i prasowego, a zarazem największy rynek mediowy w Ameryce Północnej (wyprzedzając Los Angeles, Chicago i Toronto).
Do nowojorskich konglomeratów mediowych należą m.in.: Time Warner, Thomson Reuters Corporation, News Corporation, The New York Times Company, NBCUniversal, Hearst Corporation oraz Viacom. W Nowym Jorku swoje główne siedziby posiada siedem z ośmiu największych agencji reklamowych na świecie. W mieście działają również centrale dwóch wytwórni płytowych z tzw. „wielkiej czwórki” – Sony Music Entertainment i Warner Music Group. Pozostali przedstawiciele czwórki, Universal Music Group i EMI, posiadają swoje nowojorskie przedstawicielstwa. W Nowym Jorku powstaje 1/3 wszystkich amerykańskich filmów z nurtu kina niezależnego.
W Nowym Jorku swoje biura posiada ponad 200 dzienników i 350 magazynów, zaś w lokalnym przemyśle wydawniczym zatrudnionych jest około 25 tysięcy osób. Dwie z trzech gazet codziennych o zasięgu krajowym, które wydawane są w Stanach Zjednoczonych, to dzienniki nowojorskie: The Wall Street Journal i „The New York Times” (który zdobył najwięcej Nagród Pulitzera w kategoriach dziennikarskich w historii tych wyróżnień).
Do najpopularniejszych nowojorskich tabloidów należą The New York Daily News (powstały w 1919 roku z inicjatywy Josepha Medilla Pattersona) oraz The New York Post (założony w 1801 roku przez Alexandra Hamiltona). Z kolei The Village Voice ma największy zasięg spośród wszystkich gazet alternatywnych publikowanych w Nowym Jorku.
W Nowym Jorku istnieje również szeroki przekrój prasy etnicznej, z ponad 270 gazetami i magazynami wydawanymi w co najmniej 40 językach świata. Najstarszą hiszpańskojęzyczną gazetą codzienną w Nowym Jorku, a zarazem w Stanach Zjednoczonych, jest El Diario La Prensa.
Nowy Jork stanowił miejsce wielkiego rozwoju przemysłu telewizyjnego, który obecnie odgrywa znaczącą rolę w gospodarce miasta. Właśnie tutaj znajdują się siedziby główne czterech najważniejszych amerykańskich sieci telewizyjnych: ABC, CBS, FOX oraz NBC. W mieście znajdują się również centrale licznych kanałów kablowych, takich jak m.in.: MTV, Fox News, HBO i Comedy Central.
Nowy Jork jest ponadto jednym z najważniejszych ośrodków niekomercyjnych mediów (określanych oficjalnie mianem edukacyjnych; pozbawionych wszelakich reklam). Pierwszym otwartym kanałem, który powstał w Stanach Zjednoczonych, był założony w 1971 roku Manhattan Neighborhood Network. WNET – obejmująca sygnałem obszar metropolitalny Nowego Jorku – jest sztandarową stacją amerykańskiej telewizji publicznej Public Broadcasting Service (PBS). Natomiast WNYC, publiczna stacja radiowa, będąca własnością miasta do 1997 roku, ma największą liczbę słuchaczy spośród wszystkich publicznych nadawców radiowych w Stanach Zjednoczonych.

### Kuchnia

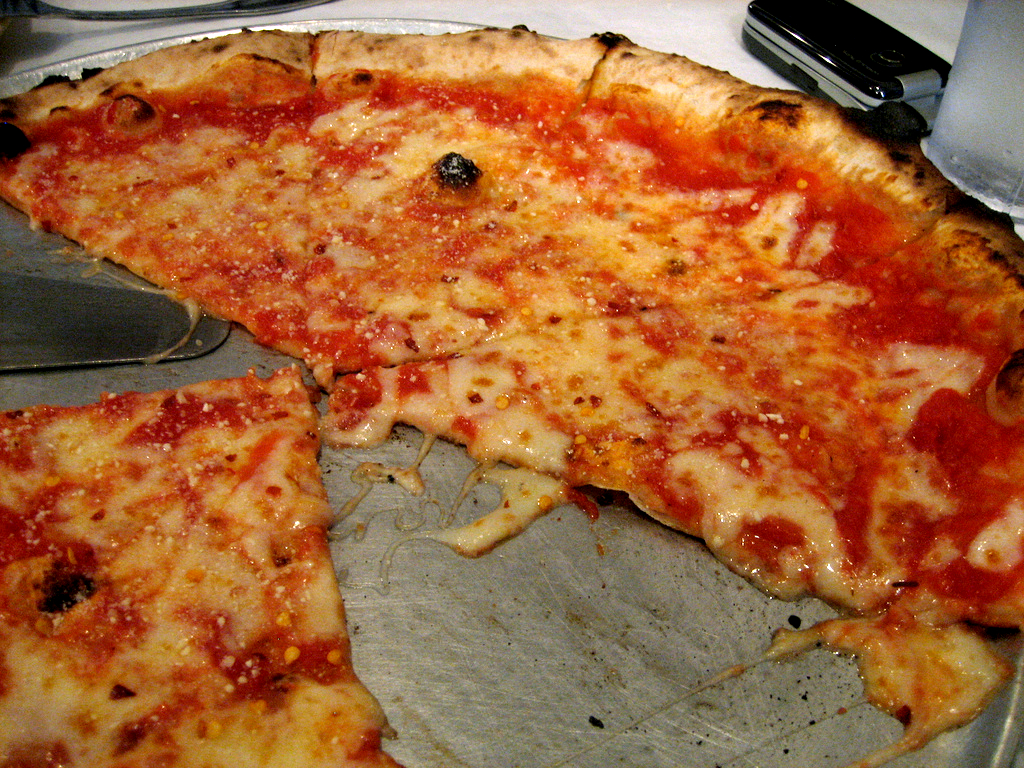
Pizza nowojorska

Nowojorska kultura kulinarna prezentuje bardzo szeroki przekrój kuchni całego świata, inspirowany wpływami imigrantów.
Przybysze z całego świata rozsławili Nowy Jork za sprawą bajgli, sernika nowojorskiego i pizzy nowojorskiej; wszechobecne są również restauracje z kuchnią chińską. W mieście działa ponad 4 tysiące licencjonowanych mobilnych budek z żywnością, w sporej mierze stanowiących własność imigrantów. Mimo popularności kuchni Bliskiego Wschodu, w tym falafeli oraz kebabów, bezkonkurencyjnym przysmakiem pozostają precle i hot dogi – budki z tymi przekąskami urosły do miana symboli ulic Nowego Jorku.
Nowy Jork jest jednocześnie domem dla niezliczonej liczby najbardziej wyrafinowanych i zróżnicowanych restauracji haute cuisine w Stanach Zjednoczonych oraz na świecie.

### Akcent
Dla obszaru Nowego Jorku charakterystyczny jest dialekt nowojorski, określany także mianem Brooklynese lub New Yorkese. Jest uważany za jeden z najbardziej rozpoznawalnych akcentów w amerykańskiej odmianie języka angielskiego. Klasyczną wersją tegoż dialektu posługują się przede wszystkim przedstawiciele średniej klasy pracującej o amerykańsko–europejskim pochodzeniu. Do ukształtowania współczesnego dialektu nowojorskiego przyczynili się również przybywający do miasta w ostatnich dekadach imigranci spoza Europy.
Tradycyjny akcent nowojorski jest nierotyczny, co oznacza, że dźwięk [ɹ] nie występuje pod koniec sylaby lub bezpośrednio przed spółgłoską; stąd wymowa nazwy miasta brzmi New Yawk. [ɹ] nie pojawia się również w słowach typu park [pɑək]/[pɒək], butter [bʌɾə] lub here [hiə].
W najstarszych wersjach dialektu nowojorskiego samogłoski w słowach takich, jak „girl” i „oil” przybierają postać dyftongów [ɜɪ]. Osoby o innych akcentach często odbierają to odwrotnie, jako „zamianę” dźwięków er i oy, stąd girl brzmi jako „goil”, zaś oil brzmi jako „erl”. Charakterystyczna wymowa, np. „Joizey” (Jersey), „Toidy-Toid Street” (33rd St.) i „terlet” (toilet) służy często do parodiowania nowojorczyków. Postać grana przez Archiego Bunkera w sitcomie All in the Family z lat 70. XX wieku używała tego typu dialektu nowojorskiego; obecnie jednak ta odmiana akcentu praktycznie całkowicie wyszła z użycia.

### Sport

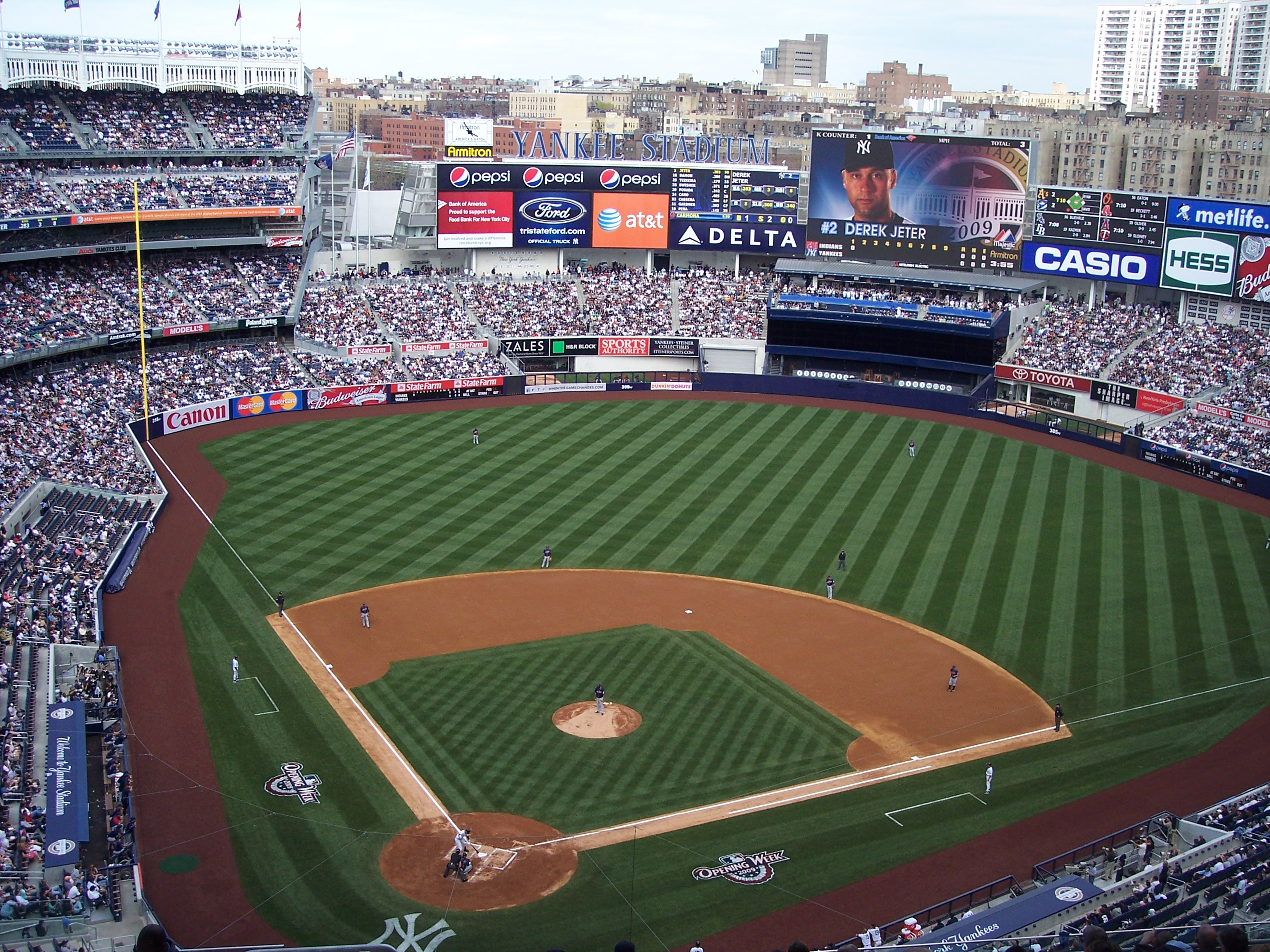
Nowy Yankee Stadium, który jest domowym stadionem drużyny New York Yankees od 2009 roku

Nowojorskie drużyny Major League Baseball zdobyły w sumie 35 trofeów World Series. Nowy Jork jest jednym z pięciu obszarów metropolitalnych (obok Chicago, Washington-Baltimore, Los Angeles i San Francisco Bay Area), na których istnieją dwa zespoły baseballowe, w tym przypadku – New York Yankees oraz New York Mets. Yankees zdobyli rekordową liczbę 27 tytułów mistrzowskich, zaś Mets zwyciężyli World Series dwukrotnie. W przeszłości w mieście funkcjonowały również inne drużyny baseballowe: New York Giants (obecnie San Francisco Giants) i Brooklyn Dodgers (obecnie Los Angeles Dodgers). Oba teamy przeniosły się w 1958 roku do Kalifornii. W Nowym Jorku działają także drużyny Minor League Baseball: Staten Island Yankees oraz Brooklyn Cyclones.
Nowy Jork reprezentowany jest w lidze National Football League przez New York Jets i New York Giants (oficjalnie: New York Football Giants), mimo że domowy stadion tych drużyn – New Meadowlands Stadium, położony jest nieopodal East Rutherford w New Jersey. W 2014 roku na New Meadowlands Stadium rozegrany zostanie Super Bowl XLVIII.

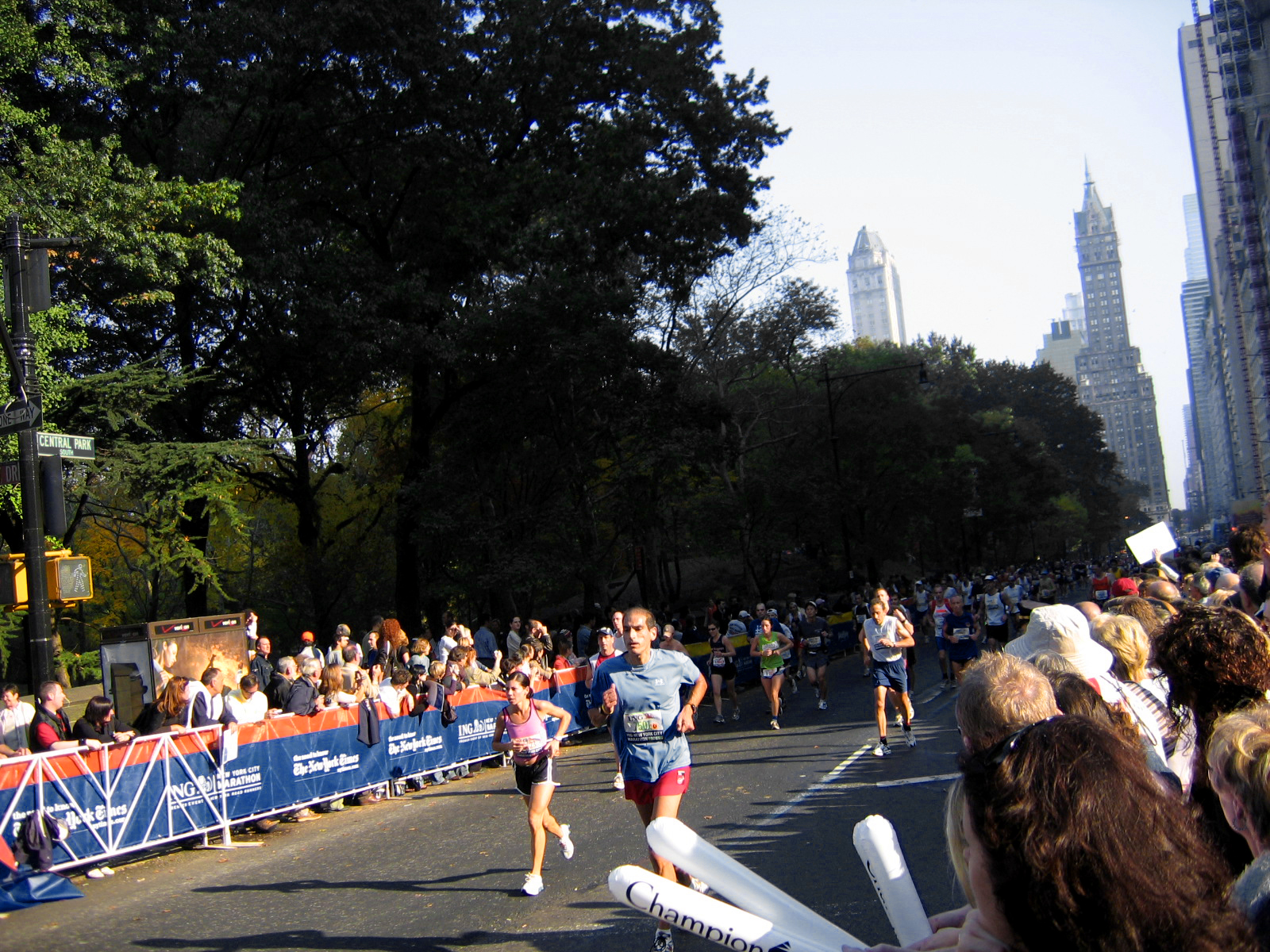
Maraton Nowojorski – największy maraton sportowy na świecie

New York Rangers są przedstawicielami Nowego Jorku w National Hockey League. Na nowojorskim obszarze metropolitalnym działają ponadto dwie inne drużyny z NHL: New Jersey Devils (która wywodzi się z pobliskiego Newark, w New Jersey) oraz New York Islanders (z siedzibą w Uniondale, w hrabstwie Nassau). Jest to jednocześnie jedyny obszar metropolitalny w Stanach Zjednoczonych, który posiada trzech reprezentantów w którejkolwiek z czterech najważniejszych profesjonalnych lig sportowych.

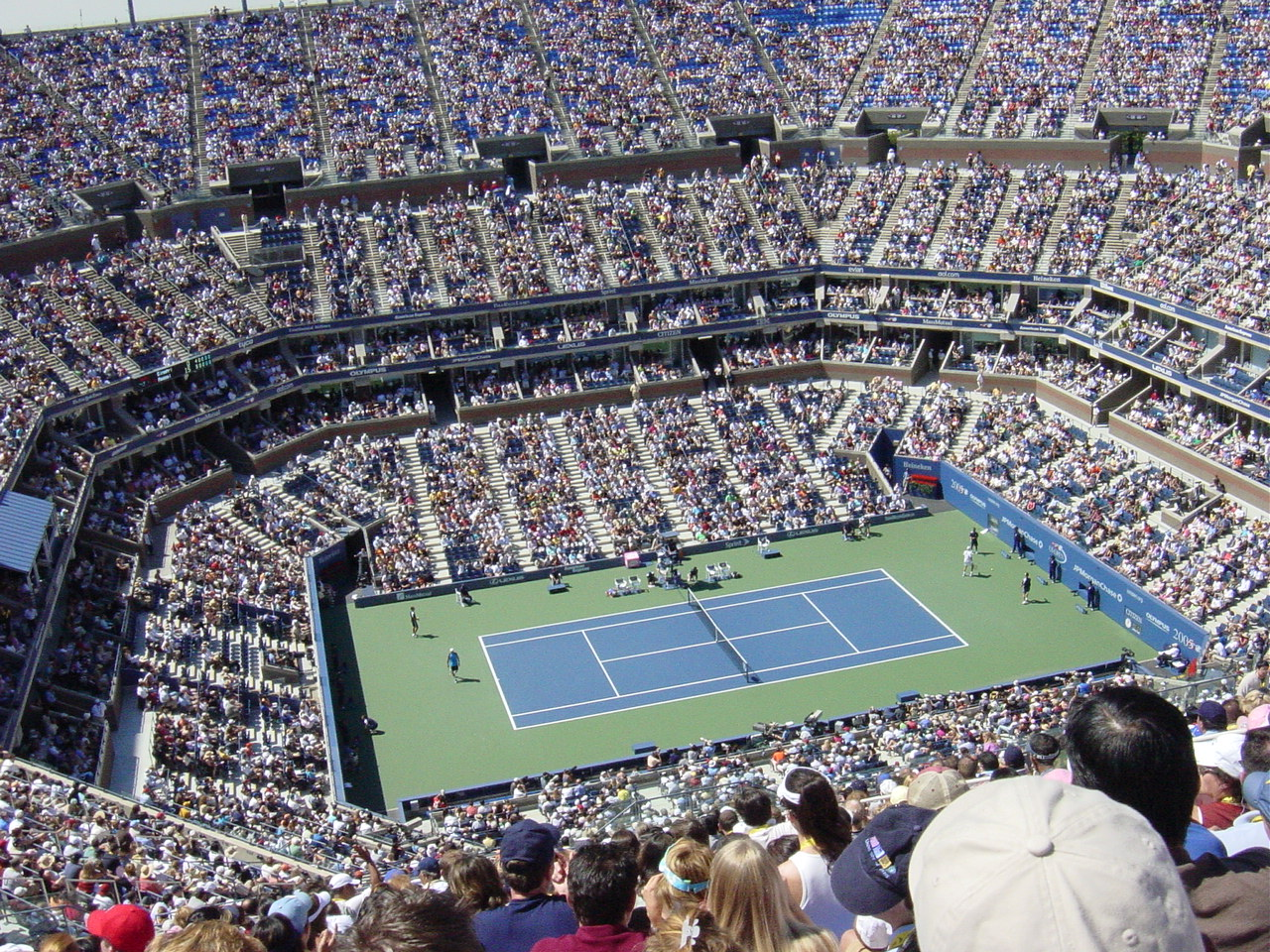
US Open, rozgrywany w Queens, jest czwartym i finałowym turniejem tenisowym zaliczanym do Wielkiego Szlema

New York Knicks reprezentuje miasto w National Basketball Association, zaś drużyna New York Liberty jest przedstawicielem Nowego Jorku w Women’s National Basketball Association. Od 2012 roku Nowy Jork posiada drugiego reprezentanta w NBA, czyli drużynę Brooklyn Nets, której domowym obiektem jest Barclays Center w Brooklynie (do 2012 roku drużyna nosiła nazwę New Jersey Nets, a jej siedzibą było Prudential Center w Newark). W 1938 roku w Nowym Jorku odbył się pierwszy krajowy turniej koszykówki na poziomie uniwersyteckim – National Invitation Tournament, od tego czasu turniej organizowany jest w mieście każdego roku.
Reprezentantami Nowego Jorku w Major League Soccer są kluby: New York Red Bulls, który swoje mecze rozgrywa na Red Bull Arena oraz New York City FC, którego siedzibą jest Yankee Stadium.
W Queens rozgrywany jest międzynarodowy turniej tenisowy US Open, zaliczany do Wielkiego Szlema. Maraton Nowojorski jest jednym z największych maratonów na świecie, zaś jego edycje z okresu 2004–2006 zajmują trzy czołowe miejsca na liście światowych maratonów pod względem liczby osób, które dotarły na metę; w 2006 roku Maraton Nowojorski ukończyło 37 866 uczestników. Od 1914 roku w Nowym Jorku organizowany jest halowy mityng lekkoatletyczny Millrose Games, zaliczany do cyklu IAAF Indoor Permit Meetings. Ważną rolę na sportowej scenie Nowego Jorku odgrywa również boks, z wydarzeniami pokroju turnieju boksu amatorskiego Golden Gloves, który rozgrywany jest każdego roku w Madison Square Garden.
Wiele sportów w mieście powiązanych jest z nowojorskimi społecznościami imigrantów. „Palant”, uliczna wersja baseballa, został spopularyzowany w latach 30. XX wieku przez młodzież klasy średniej we włoskich, niemieckich i irlandzkich sąsiedztwach. Jedna z ulic Bronksu nazwana została Stickball Blvd na cześć najpopularniejszego sportu ulicznego w Nowym Jorku.

## Miasta partnerskie
Nowy Jork posiada dziesięć historycznych miast partnerskich. Oryginalny program The Sister City Program of the City of New York został w 2006 roku zrestrukturyzowany, a jego nazwę zmieniono na New York City Global Partners, Inc. Celem tych działań była chęć rozszerzenia współpracy Nowego Jorku z miastami świata przy jednoczesnym zachowaniu współpracy z następującymi dziesięcioma historycznymi miastami siostrzanymi:
| Miasto        | Położenie geograficzne             | Państwo           | Od roku |
| ------------- | ---------------------------------- | ----------------- | ------- |
| Tokio         | Region Kantō (wyspa Honsiu)        | Japonia           | 1960    |
| Pekin         | Bohai Economic Rim, północne Chiny | Chiny             | 1980    |
| Kair          | Muhafaza Kair                      | Egipt             | 1982    |
| Madryt        | Wspólnota Madrytu                  | Hiszpania         | 1982    |
| Santo Domingo | Distrito Nacional                  | Dominikana        | 1983    |
| Budapeszt     | Węgry Centralne                    | Węgry             | 1992    |
| Rzym          | Lacjum                             | Włochy            | 1992    |
| Jerozolima    | Dystrykt Jerozolimy                | Izrael            | 1993    |
| Tel Awiw-Jafa | Dystrykt Tel Awiwu                 | Izrael            | 1996    |
| Londyn        | Anglia                             | Wielka Brytania   | 2001    |
| Johannesburg  | Gauteng                            | Południowa Afryka | 2003    |

Podobnie jak sam Nowy Jork, wszystkie jego miasta partnerskie (z wyjątkiem Pekinu) są najgęściej zaludnionymi miastami w swoich państwach.